# Estadio Azteca
El Estadio Azteca (denominado actualmente Estadio Banorte por razones de patrocinio) es un estadio de fútbol ubicado en la Ciudad de México, con capacidad para 83 264 espectadores, siendo así el más grande del país, el tercero de América y el decimocuarto del mundo. Fue diseñado por los arquitectos Pedro Ramírez Vázquez y Rafael Mijares Alcérreca, e inició su construcción en 1962 como parte del proyecto para obtener la sede de la Copa Mundial de Fútbol de 1970. Fue inaugurado el 29 de mayo de 1966 con un encuentro amistoso entre los equipos América y Torino, que concluyera con empate a dos tantos. El primer gol fue obra del jugador americanista Arlindo dos Santos.
Es el único estadio que ha sido escenario de dos finales de Copas del Mundo de la FIFA, (considerando que en Brasil 1950, reglamentariamente, no se disputó una final como tal) en los campeonatos de México 1970 y México 1986. En ambas ocasiones, el público fue testigo de la consagración de los futbolistas "Pelé", en 1970, y Diego Armando Maradona, en 1986, considerados como los máximos exponentes mundiales del fútbol, de todos los tiempos.
También es el estadio que mayor cantidad de partidos de la Copa Mundial de Fútbol ha albergado con diecinueve. Sobresaliendo, además de las dos definiciones por el título, el haber sido escenario del denominado «Partido del siglo» entre las selecciones de Italia y Alemania Federal en una de las semifinales de la Copa del Mundo México 1970, donde los italianos se impusieron en un emotivo juego por marcador 4-3.
La trayectoria en la máxima competición se ampliará al ser parte de las 16 sedes de la Copa del Mundo Canadá-Estados Unidos-México 2026. De la que en principio, está designada como sede inaugural y anfitrión de cinco partidos; situación que lo convertirá en el primer estadio elegido para albergar tres Copas del mundo.
Además de las Copas del Mundo de categoría absoluta; este inmueble acogió todos los tipos de competencia de selecciones nacionales varoniles de la FIFA, incluidas las respectivas finales (Copa Confederaciones, Torneo Olímpico, Copa del Mundo Sub-20 y Copa del Mundo sub-17), siendo el único en el mundo con dicho registro.
Ha fungido como anfitrión de torneos continentales de clubes (Copa de Campeones de la Concacaf, Copa Libertadores, Copa Interamericana, Copa Sudamericana y Copa Merconorte); la ceremonia de inauguración y el torneo de fútbol de los Juegos Panamericanos de 1975; la Copa de Oro de la Concacaf; la Liga de Naciones Concacaf; juegos de pretemporada y temporada regular de la NFL; torneos locales (Liga de Primera División, Copa México, Campeón de Campeones, Liga Femenil, fuerzas básicas, Liga de Ascenso, 2.ª división y clasificatorios a Copa Libertadores); peleas de box, conciertos, eventos masivos de carácter político, religioso y social, entre otros.
Actualmente está en receso por remodelación, de manera formal el equipo de fútbol local es el Club América de la Primera División; además de ser la sede oficial como anfitrión de la selección de fútbol de México; también lo es del Club América femenil y ocasionalmente de las categorías menores de la misma institución. A partir del Torneo Apertura 2018 es nuevamente sede de Cruz Azul, que había tenido una primera etapa entre 1971 y 1996. Fue la casa de los clubes Necaxa (1966-71 y 1982-2003), Atlante (1966-83, 1996-2000 y 2004-2007) y Atlético Español (1971-1982).
En 2008, luego de una votación organizada por el sitio de internet oficial de la FIFA, fue elegido por el público como el estadio más emblemático del fútbol mundial, superando en el podio de votaciones al Maracaná y el Wembley.
En 2015, fue distinguido como «el 4.º mejor estadio del mundo» por la prestigiosa revista inglesa FourFourTwo. Superando en la elección a otros estadios de renombre mundial como San Siro, Maracaná, Signal Iduna Park, Santiago Bernabeu, Old Trafford y Allianz Arena y solo superado por el Alberto J. Armando "La bombonera", Camp Nou y Wembley. El criterio básico para dicha clasificación tuvo que ver con la trascendencia histórica de los inmuebles.
El rasgo distintivo de su enorme capacidad de espectadores se fue modificando con el paso de los años. Al momento de ser inaugurado en 1966 su aforo era de 110 000. En 1985 fue ampliado a 115 000, las adecuaciones en 1999 lo redujeron a 110 000 nuevamente, las de 2001 lo disminuyeron a 105 000, las de 2013 lo ubicaron en 103 000, y finalmente, la remodelación en 2016 lo dejó en su actual capacidad de 83 264.

## Historia

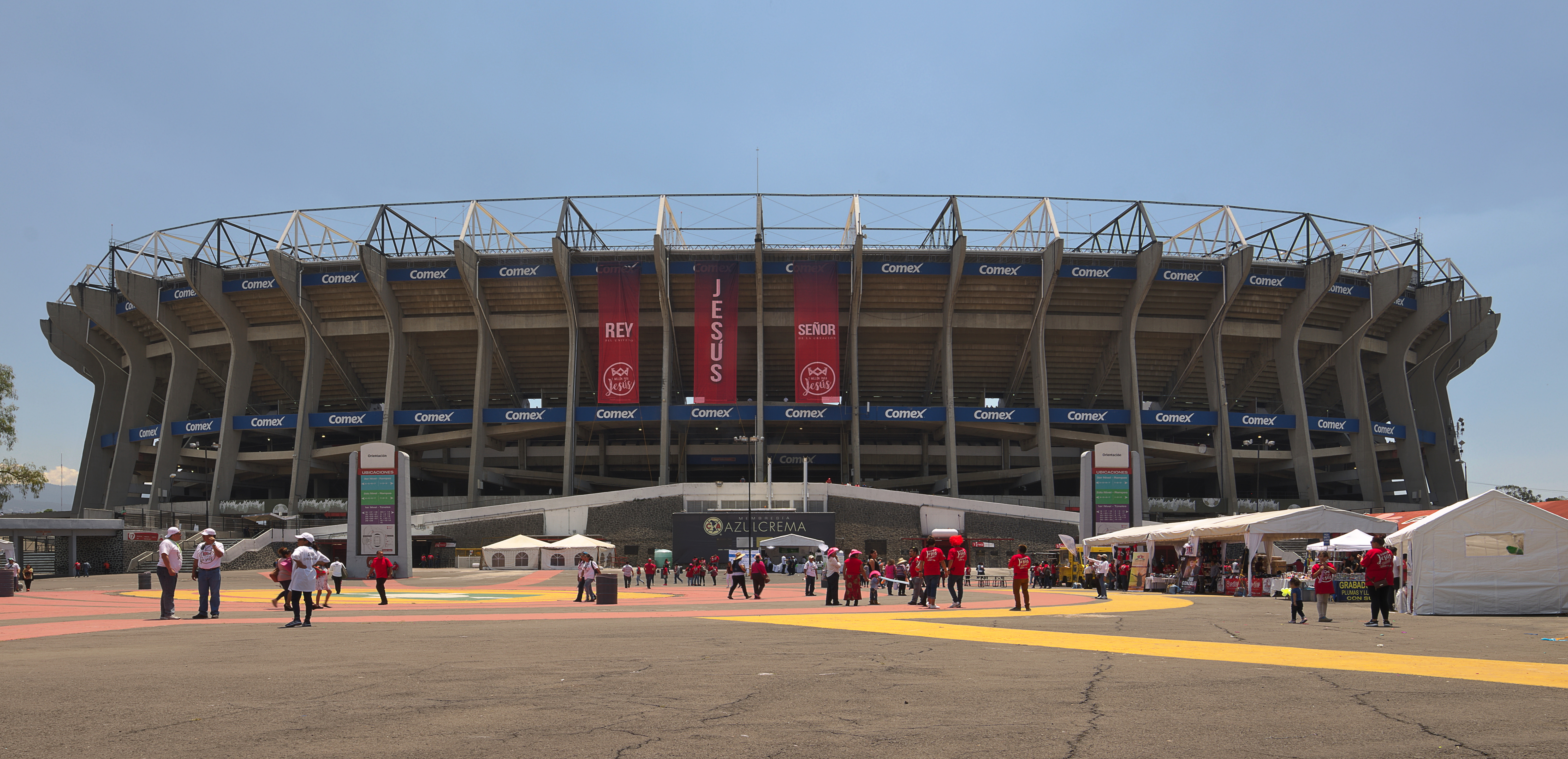
Exterior del estadio.

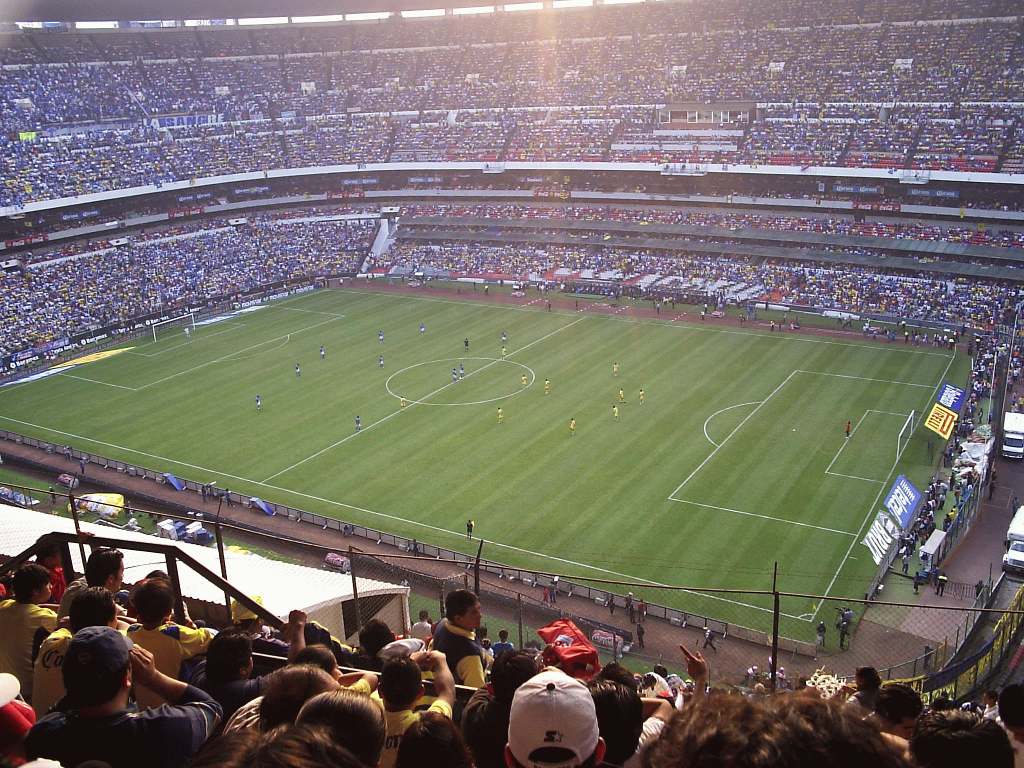
Interior del estadio.

### Antecedentes
Del 26 de febrero al 17 de marzo de 1956 se llevó a cabo en México el II Campeonato Panamericano de Fútbol, el primer torneo internacional oficial de magnitud importante que se organizaría en el país. El primer partido en disputa fue México contra Costa Rica, y durante su curso el estadio de Ciudad Universitaria —entonces el máximo escenario en México— presentó un sobrecupo (entraron poco más de 100 000 aficionados, contra una capacidad de 73 000 espectadores). A las afueras del inmueble, más de cuarenta mil personas sin boleto pretendían entrar, y las autoridades fueron insuficientes para contener a la gente. Fue tal el furor causado, que el Departamento del Distrito Federal pidió a Telesistema Mexicano que transmitiera los encuentros. El primer partido de fútbol transmitido por televisión en México, sería el correspondiente a la segunda jornada el 4 de marzo de 1956, entre la selección local y Perú. La transmisión se realizó a partir de las 11:50 hora local con la narración de Daniel Pérez Arcaraz y Antonio Andere a través del canal 5, el patrocinio corrió por cuenta de una empresa empacadora y una cervecera, la dirección estuvo a cargo de Roberto Kenny y se contó con la colaboración de 20 técnicos. El éxito fue inmediato y se alcanzaron las cuotas de audiencia más altas hasta esa fecha.
El magnate televisivo Emilio Azcárraga Milmo, percatándose del potencial que tenía en sus manos, comenzó a planear una estrategia para captar esa masa creciente de aficionados. El primer paso fue adquirir, el 22 de julio de 1959, al equipo con mayor presencia en la Ciudad de México: el América. Los altos promedios de asistencia durante los partidos del club y los llenos producidos durante la naciente rivalidad del Clásico de clásicos contra el Guadalajara, hacían inminente su salida del estadio de Ciudad Universitaria.
Azcárraga tenía la visión de crear un estadio moderno y enorme, el mejor de México. A mediados de 1961 Guillermo Cañedo de la Bárcena convenció al magnate de concretar esa idea y hacerla realidad. Propuso no solamente considerar la construcción de una casa para el América, sino la creación de un estadio que posicionara a México para obtener la sede de un Campeonato del mundo.

### Proyecto
La edificación de un estadio de grandes magnitudes, como era la idea del Azteca, implicó la participación de varios socios. Fue así como Emilio Azcárraga Milmo, propietario del Club América, invitó a los propietarios de Atlante y Necaxa a formar la organización Fútbol del Distrito Federal, S.A de C.V. (presidida por el propio Azcárraga), que sería la encargada de administrar y financiar todos los aspectos vinculados a la construcción del estadio. Los equipos mencionados, deducirían el 20 por ciento de sus ingresos para intereses y amortización por el pago del inmueble.
Finalmente, se convocó a un concurso arquitectónico para la realización de la obra, en el que se invitó a participar a tres reconocidos arquitectos: el español Félix Candela, constructor del Palacio de los Deportes; Enrique de la Mora, quien proyectaría años más tarde el edificio de la Bolsa Mexicana de Valores; y Pedro Ramírez Vázquez, arquitecto del Museo Nacional de Antropología. El programa arquitectónico debía contemplar una capacidad para por lo menos 100 000 espectadores, óptima visibilidad desde todos los puntos, facilidades de acceso, buen desahogo del público y comodidad para todos los espectadores. Pese a que se le atribuye a Félix Candela el haber presentado la propuesta estética más sobresaliente, el proyecto de Ramírez Vázquez fue el triunfador. Básicamente el triunfo del proyecto de Ramírez Vázquez se debió a que su diseño no incluía (como el de Candela) la instalación de soportes para el techo en el interior del estadio, lo que dificultaría el concepto clave de visibilidad.
Además del financiamiento otorgado por los clubes, Guillermo Cañedo aportó la idea de solventar los eventuales incrementos de los gastos de construcción, a través de la venta de palcos; idea tomada por el directivo en uno de su viajes a Brasil (en la búsqueda de refuerzos para el equipo que presidía), donde un estadio de São Paulo había sido financiado en su totalidad con la venta de estos espacios. El número calculado de palcos era de 568, por lo que gran parte del aumento del presupuesto original se absorbió con este concepto. A cambio de la adquisición, el propietario de un palco podría ocuparlo durante 99 años a partir de la inauguración y disponer de él a manera de renta a terceros, según su conveniencia y previo acuerdo con el operador del estadio. El primer palco adquirido, el mismo año en que comenzó la obra, fue el número 2117 y su titular es el señor René Letayf.

### Construcción

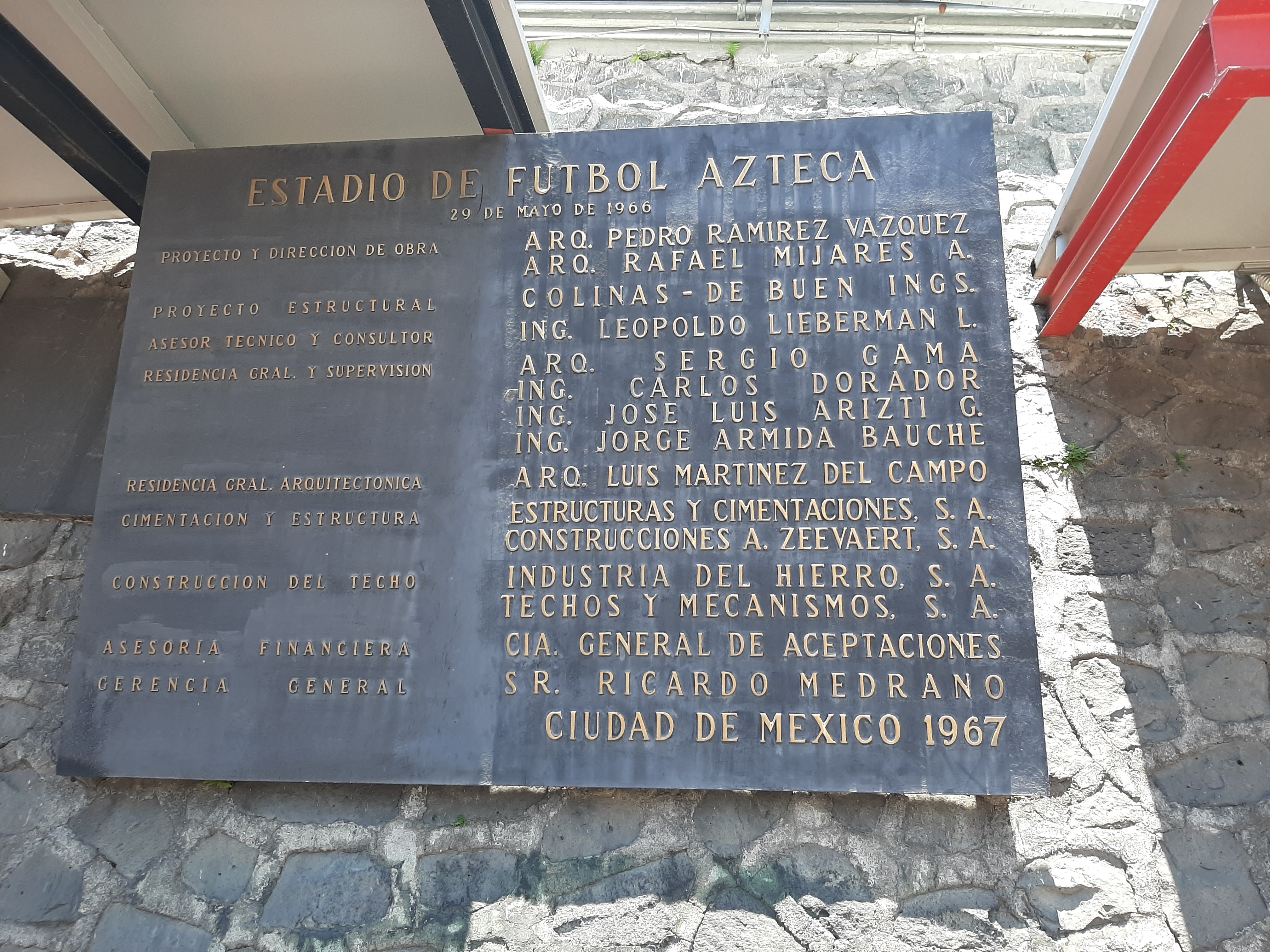
Placa institucional de la obra del estadio Azteca.

El proyecto fue encargado a los arquitectos Pedro Ramírez Vázquez y Rafael Mijares Alcérreca. El terreno elegido estaba en el antiguo ejido de Santa Úrsula, sobre la calzada de Tlalpan. Era una superficie rocosa producto de las erupciones del volcán Xitle.
En agosto de 1962 una superficie de 63 590 metros fue volada con explosivos. Diariamente trabajaron, durante 24 horas, 800 operadores, 35 ingenieros, 17 técnicos y 10 arquitectos.
Para mayo de 1966 estaba prácticamente terminado, solo faltaban detalles y una estructura metálica, a manera de techo, de 1200 toneladas de acero laminado en perfil, con un volado que fluctuaría entre los 20 y 50 metros, el cual todavía necesitaría poco más de un año para ser elaborado y colocado.
Se emplearon 42 000 metros cúbicos de concreto, 100 000 toneladas aproximadamente, así como unas ocho mil toneladas de varilla. La longitud total del graderío era de 54 839 metros. Se construyeron 631 palcos en ese momento, para 6300 personas, 9819 plateas y tres niveles: especial numerado, preferente numerado y general.
El estacionamiento de palcos contaba con espacio para 1262 vehículos y el general para cinco mil. Además el alumbrado integraba 36 lámparas de xenón de 20 kilovatios cada una, todas con planta de emergencia.
El presupuesto original para la obra era de 95 millones de pesos, pero a esas alturas ya se habían gastado más de 200.

### El origen del nombre
La elección para el nombre del nuevo estadio se llevó a cabo involucrando a la ciudadanía, por medio de un concurso ampliamente difundido y realizado a través del servicio postal mexicano entre los aficionados de todo el país. El certamen consistía en elegir el nombre que tuviera el mayor número de propuestas. Para seleccionar al ganador de entre todos los que hubieran optado por el mismo nombre, se decidió tomar en cuenta a la primera persona que lo hubiera presentado conforme al orden en el que se recibieron las cartas. El vencedor del concurso, y quien técnicamente "bautizó" al estadio como «Azteca», fue Antonio Vázquez Torres de León, Guanajuato. Desde entonces Vázquez Torres cuenta con dos asientos de plateas, cuyo uso le fue concedido por 99 años.

### Inauguración y primeros partidos oficiales

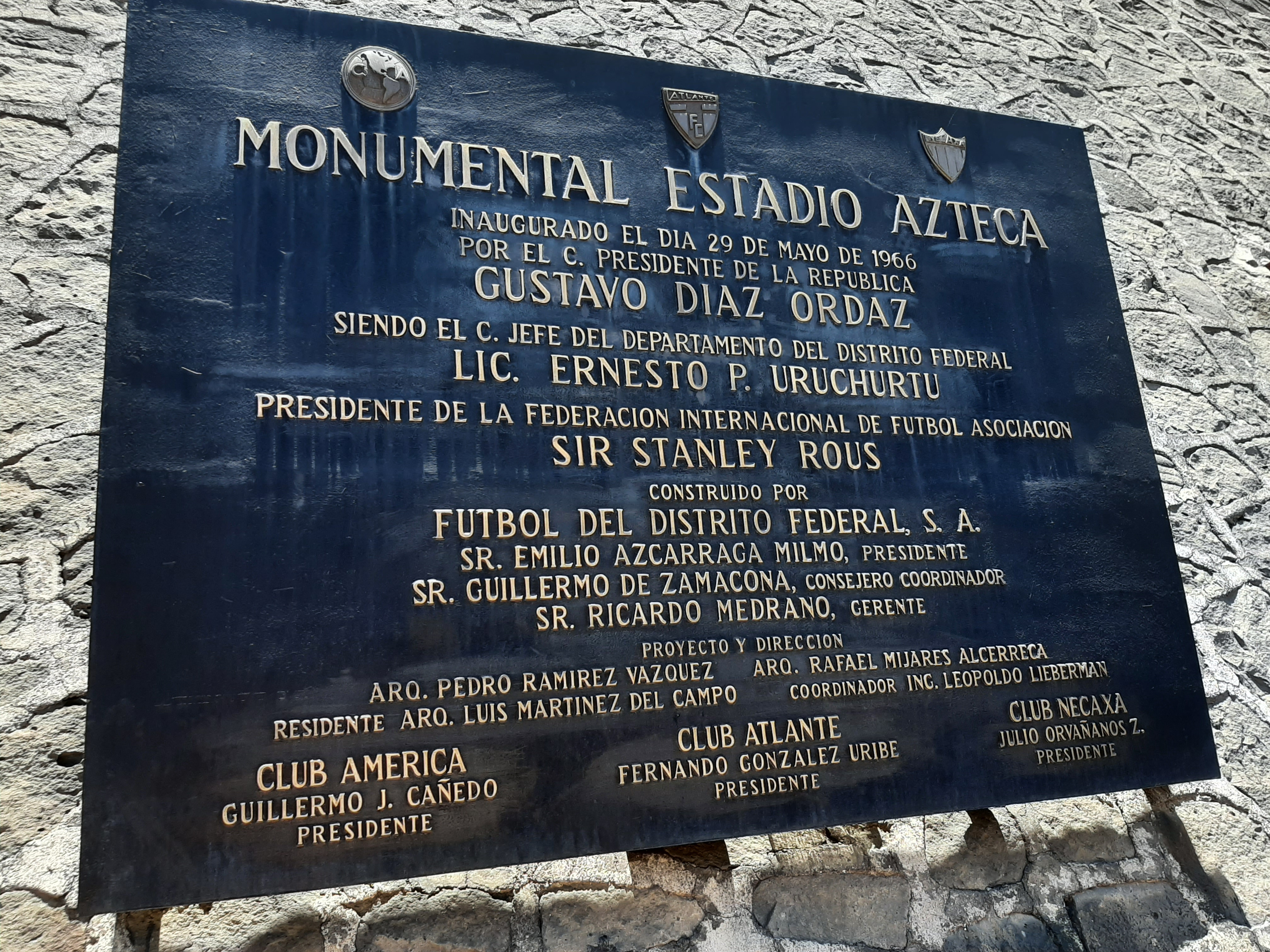
Placa inaugural del Estadio Azteca.

Fue el presidente de México, Gustavo Díaz Ordaz, en presencia del máximo jerarca de la FIFA, Stanley Rous, del regente de la Ciudad de México, Ernesto P. Uruchurtu, de Emilio Azcárraga Milmo, de los presidentes de América (Guillermo Cañedo de la Bárcena), Atlante (Fernando González) y Necaxa (Julio Orvañanos), y de 110 000 espectadores, el encargado de dar la patada inaugural en el inmueble el 29 de mayo de 1966.
A las 12:25 horas (con 25 minutos de retraso), el América (campeón mexicano de la temporada 1965-66) y el Torino de la Liga italiana, pisaron por primera vez la cancha del Estadio Azteca. El primer gol lo anotó el jugador brasileño del América, Arlindo dos Santos, a los 10 minutos de juego; tras un veloz avance por la banda derecha, el amazónico, al borde del área, tiró y el balón se coló al ángulo superior derecho de la portería defendida por el italiano Vieri. Al minuto siete del segundo tiempo ocurrió el segundo gol del América, cuando Víctor Mendoza lanzó un tiro que rebotó en el poste derecho, Zague aprovechó la oportunidad y empujó la pelota a la portería. La respuesta del cuadro italiano fue contundente, dos remates, uno con la pierna en el aire y otro con la cabeza del jugador Gualtieri le dieron el empate a los visitantes. El encuentro terminó con empate a dos tantos.
| 29 de mayo de 1966 | América                                       | 2:2 (1:0) | Torino F. C.       | Azteca, Ciudad de México                                     |                                                              |
|                    | Arlindo dos Santos 10' · José Alves Zague 51' |           | Gualtieri 65', 66' | Asistencia: 110 000 espectadores Árbitro(s): Fernando Buergo | Asistencia: 110 000 espectadores Árbitro(s): Fernando Buergo |

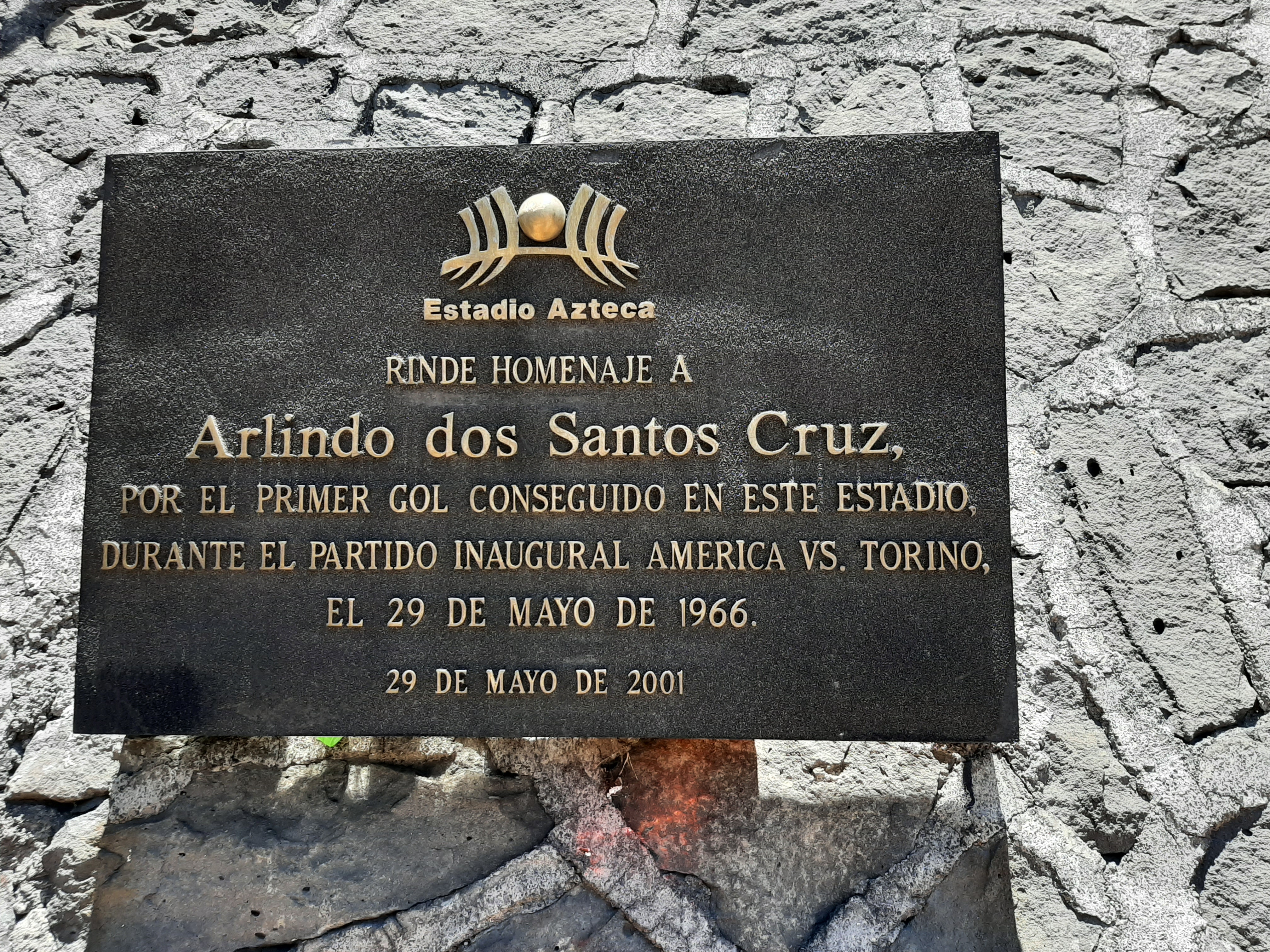
Placa en honor a Arlindo Dos Santos, autor del primer gol en el estadio.

Ese partido correspondió al primero de una serie de cinco que se disputaron con motivo de la inauguración, y en el que también participaron Necaxa, Atlante y Valencia. Los duelos se disputaron entre el 29 de mayo y el 7 de junio: Valencia derrotó 3-0 a Atlante el 31 de mayo; Torino venció 2-0 a Necaxa el 2 de junio; asimismo Valencia se impuso a los Rayos 3-1, partido en el que cayó el primer gol mexicano en el inmueble, por conducto del necaxista Roberto Martínez "Caña brava" al arquero José Manuel Pesudo; y finalmente América empató a un tanto con el Valencia.
El primer juego de competencia oficial dentro del estadio ocurrió el 2 de junio, en la jornada inaugural de la Copa México 1966-67; el duelo fue entre Atlante y Veracruz, concluyendo con victoria para los visitantes 2-1; Waldir Pereira "Didí" del Veracruz marcó el primer gol al minuto 14 por la vía del penal. Sería precisamente en este torneo que se escenificó la primera final en el recinto, el 17 de julio de 1966, León obtuvo el cetro copero al vencer 2-1 a Guadalajara. En el Campeonato de Liga, el primer partido sería hasta el 21 de julio, también en la jornada inaugural, con el triunfo 1-0 de América (gol de Francisco Mancilla) sobre Necaxa.
El primer partido de la selección mexicana en este escenario fue un duelo amistoso el 12 de junio ante el club inglés Tottenham Hotspur, el marcador fue a favor de los visitantes por 1-0 con gol de Weller. Ese partido supuso la despedida de suelo mexicano del combinado nacional, previo a Inglaterra 1966. El primer partido internacional, es decir, contra una selección nacional, fue el 5 de enero de 1967 contra Suiza, terminando con resultado favorable para el local de 3-0; El primer gol de un seleccionado fue de Vicente Pereda. En competición oficial de selecciones absolutas, el primer partido de México sería el 21 de octubre de 1969, en la victoria 3-0 sobre Bermuda, correspondiente al duelo de ida de la clasificación para el Campeonato de Naciones de la Concacaf Costa Rica 1969.

### Torneo Olímpico de fútbol en 1968
Aunque en principio se pensó que el estadio de la Ciudad Universitaria era el idóneo para la realización de todos los partidos de fútbol, la creación de uno de los más grandes estadios de balompié en el mundo no podía dejarse pasar. Así el comité organizador de los Juegos Olímpicos de México 1968 tomó la resolución de que el Azteca fuera la sede principal del fútbol olímpico, albergando de esta manera su primer torneo internacional. En total ahí se disputaron diez partidos, incluidos cuatro de la selección mexicana (1-0 a Colombia, 1-4 contra Francia y 4-0 sobre Guinea en fase de grupos; y 0-2 ante Japón en el duelo por la medalla de bronce) y la final (Hungría 4-1 Bulgaria).
El partido por la medalla de bronce entre México y Japón rompió el récord de asistencia para un partido del Torneo Olímpico en la historia, con 105 000 espectadores, marca que todavía permanece vigente.
Al ser escenario de esta final y después en 1970 de la Copa Mundial, se unió en ese momento al Colombes de París (1924 y 1938) y el Wembley de Londres (1948 y 1966), como los únicos estadios en ser sede de una final de Copa Mundial de Fútbol y una del Torneo Olímpico, dato que repetirian con los años siguientes el Estadio Olímpico de Múnich (1972 y 1974), el Estadio Olímpico de Roma (1960 y 1990), el Rose Bowl de Pasadena (1984 y 1994), el Estadio Olímpico de Berlín (1936 y 2006), el Maracaná (2014 y 2016), el Luzhnikí (1980 y 2018) y el Estadio Internacional de Yokohama (2002 y 2021).
| Fecha          | Fase              | Equipo  |                    | Resultado |                     | Equipo   | Espectadores |
| -------------- | ----------------- | ------- | ------------------ | --------- | ------------------- | -------- | ------------ |
| 13 de octubre  | Primera fase      | México  | Bandera de México  | 1 - 0     | Bandera de Colombia | Colombia |              |
| 14 de octubre  | Primera fase      | España  | Bandera de España  | 1 - 0     | Bandera de Brasil   | Brasil   |              |
| 15 de octubre  | Primera fase      | Francia | Bandera de Francia | 4 - 1     | Bandera de México   | México   |              |
| 16 de octubre  | Primera fase      | España  | Bandera de España  | 3 - 0     | Bandera de Nigeria  | Nigeria  |              |
| 17 de octubre  | Primera fase      | México  | Bandera de México  | 4 - 0     | Bandera de Guinea   | Guinea   |              |
| 18 de octubre. | Primera fase      | España  | Bandera de España  | 0 - 0     | Bandera de Japón    | Japón    |              |
| 20 de octubre  | Cuartos de final  | Japón   | Bandera de Japón   | 3 - 1     | Bandera de Francia  | Francia  |              |
| 22 de octubre  | Semifinal         | Hungría | Bandera de Hungría | 5 - 0     | Bandera de Japón    | Japón    |              |
| 24 de octubre  | Medalla de bronce | México  | Bandera de México  | 0 - 2     | Bandera de Japón    | Japón    | 105 000      |
| 26 de octubre  | Final             | Hungría | Bandera de Hungría | 4 - 1     | Bandera de Bulgaria | Bulgaria | 75 000       |

### Copa Mundial de 1970: El«Partido del siglo»y la consagración de Pelé

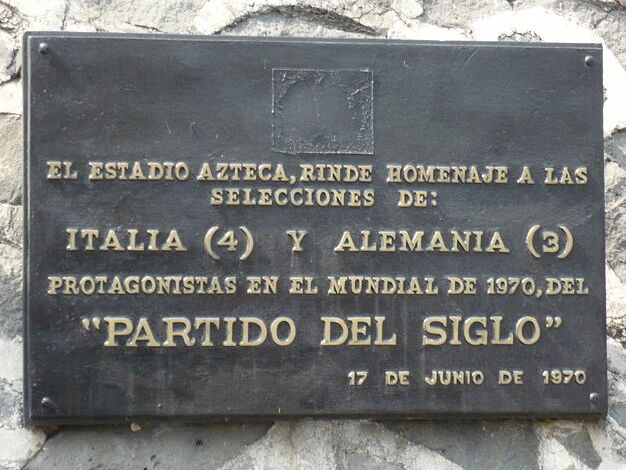
Placa conmemorativa del Partido del Siglo.

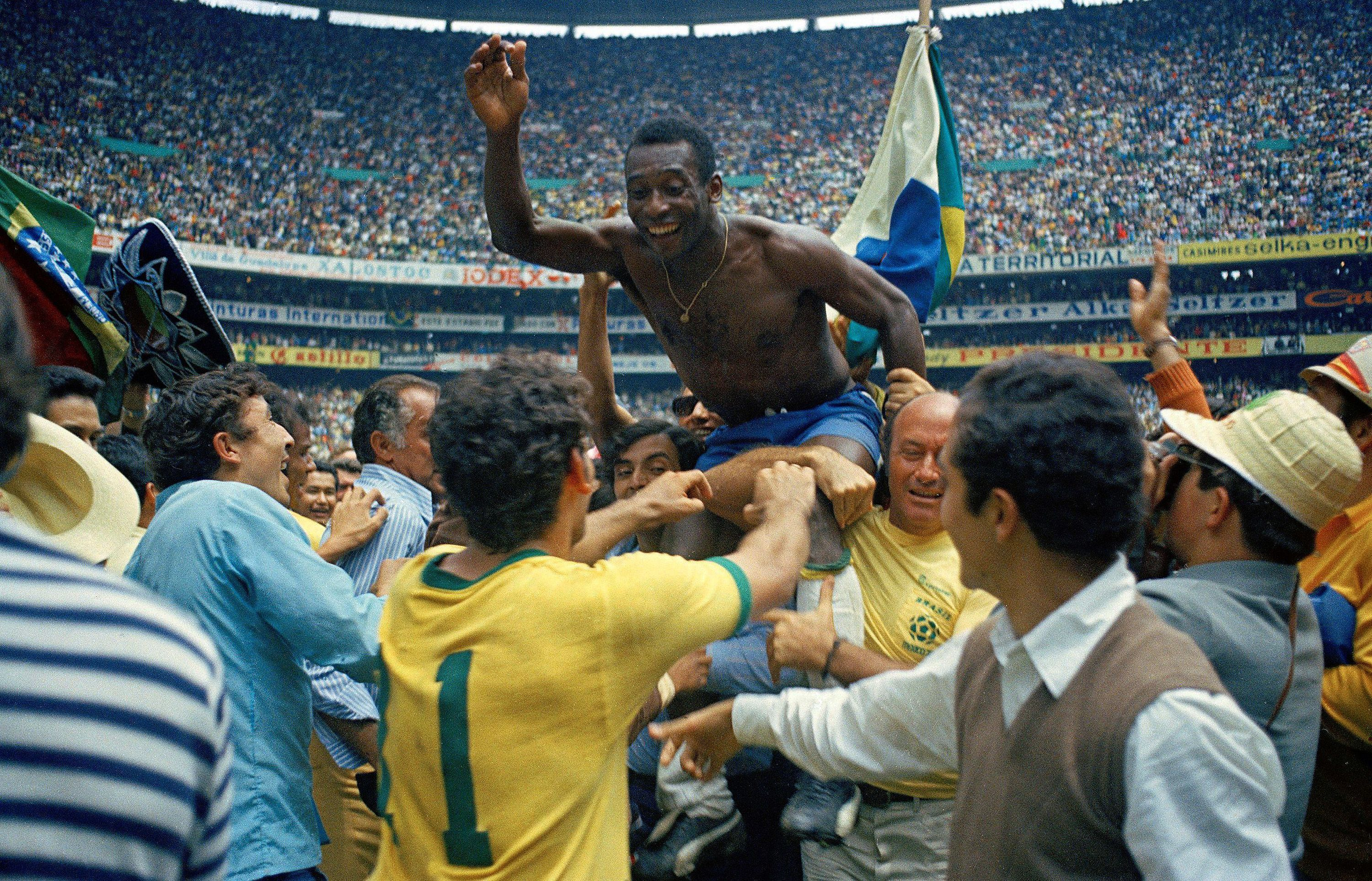
Pelé durante la celebración tras obtener el título mundial.

El partido inaugural fue el 31 de mayo de 1970, en el palco de honor hablaron Guillermo Cañedo del Comité Organizador, Stanley Rous presidente de la FIFA y Gustavo Díaz Ordaz Presidente de México; México y la URSS empataron sin goles; a la postre ambos se calificaron en el Grupo A, los soviéticos vencieron 4-1 a Bélgica y 2-0 a El Salvador, mientras que el local goleó 4-0 a los salvadoreños y apenas derrotó 1-0 a los belgas. El criterio de desempate fue un sorteo realizado por la FIFA, que determinó el primer lugar del grupo para los soviéticos y el segundo para los mexicanos. Todos los partidos de este grupo se realizaron en el inmueble.
En la fase de cuartos de final fue escenario de la victoria 1-0 en tiempos extras de Uruguay sobre la Unión Soviética. Una de las semifinales fue memorable, tanto así, que la FIFA lo nombró el «Partido del Siglo»; La sede fue el Estadio Azteca y enfrentó a dos europeos campeones del mundo: Alemania e Italia el 17 de junio. Italia anotó en el primer tiempo, Alemania en el segundo en el último minuto, y se fueron a tiempos extra, donde hubo cinco tantos. Los alemanes se pusieron por delante en el minuto 94 por un gol de Gerd Muller, Tarcisio Burgnich empató a dos al 98’ y Luigi Riva le dio la ventaja a Italia en el 104’; Muller consiguió la igualada a tres en el 110’ y un minuto más tarde Gianni Rivera marcó el gol final y el partido finalizó 4-3. Días después en este mismo estadio Alemania derrotaría en el partido por tercer lugar a Uruguay.
El 21 de junio se disputó la final; la selección brasileña derrotó por 4-1 a Italia. Pelé se apuntó el primer tanto al minuto 18, empató Roberto Boninsegna al 37’ y Gerson (66’), Jairzinho (71’) y Carlos Alberto (86’) marcaron los goles finales. De esta manera Brasil se adjudicó de manera definitiva el Trofeo Jules Rimet, al consagrarse tricampeón mundial. Este partido, el último de la trayectoria mundialista de O´Rei, es considerado el de su consagración como el mejor jugador de la historia.
- Primera fase grupo A

| 31 de mayo de 1970 | México | 0:0 | Unión Soviética | Estadio Azteca, México, D. F.                                 |  |
|                    |        |     |                 | Asistencia: 107 160 espectadores Árbitro(s): Kurt Tschenscher |  |

| 3 de junio de 1970 | Bélgica                               | 3:0 (1:0) | El Salvador | Estadio Azteca, México, D. F.                                |                                                              |
|                    | Van Moer 12' 57' · Lambert 76' (pen.) |           |             | Asistencia: 92 205 espectadores Árbitro(s): Andrei Radulescu | Asistencia: 92 205 espectadores Árbitro(s): Andrei Radulescu |

| 6 de junio de 1970 | Unión Soviética                                   | 4:1 (1:0) | Bélgica     | Estadio Azteca, México, D. F.                              |                                                            |
|                    | Byshovets 14' 63' · Asatiani 57' · Kmelnitski 76' |           | Lambert 86' | Asistencia: 95 261 espectadores Árbitro(s): Ruedi Scheurer | Asistencia: 95 261 espectadores Árbitro(s): Ruedi Scheurer |

| 7 de junio de 1970 | México                                         | 4:0 (1:0) | El Salvador | Estadio Azteca, México, D. F.                                   |                                                                 |
|                    | Valdivia 45' 46' · Fragoso 58' · Basaguren 83' | Reporte   |             | Asistencia: 103 058 espectadores Árbitro(s): Aly Hussein Kandil | Asistencia: 103 058 espectadores Árbitro(s): Aly Hussein Kandil |

| 10 de junio de 1970 | México          | 1:0 (1:0) | Bélgica | Estadio Azteca, México, D. F.                                        |                                                                      |
|                     | Peña 14' (pen.) |           |         | Asistencia: 108 192 espectadores Árbitro(s): Norberto Ángel Coerezza | Asistencia: 108 192 espectadores Árbitro(s): Norberto Ángel Coerezza |

| 11 de junio de 1970 | Unión Soviética   | 2:0 (0:0) | El Salvador | Estadio Azteca, México, D. F.                                      |                                                                    |
|                     | Byshovets 51' 74' |           |             | Asistencia: 89 979 espectadores Árbitro(s): Rafael Hormazábal Díaz | Asistencia: 89 979 espectadores Árbitro(s): Rafael Hormazábal Díaz |

- Cuartos de final

| 14 de junio de 1970 | Uruguay        | 1:0 (0:0, 0:0) | Unión Soviética | Estadio Azteca, México, D. F.                                  |                                                                |
|                     | Espárrago 116' |                |                 | Asistencia: 26 086 espectadores Árbitro(s): Laurens van Ravens | Asistencia: 26 086 espectadores Árbitro(s): Laurens van Ravens |

- Semifinales

| 17 de junio de 1970 | Alemania Federal                   | 3:4 (1:1, 0:1) | Italia                                                 | Estadio Azteca, México, D. F.                                |                                                              |
|                     | Schnellinger 90' · Müller 94' 110' |                | Boninsegna 8' · Burgnich 98' · Riva 104' · Rivera 111' | Asistencia: 105 000 espectadores Árbitro(s): Arturo Yamasaki | Asistencia: 105 000 espectadores Árbitro(s): Arturo Yamasaki |

- Partido por el tercer lugar

| 20 de junio de 1970 | Uruguay | 0:1 (0:1) | Alemania Federal | Estadio Azteca, México, D. F.                                  |                                                                |
|                     |         |           | Overath 26'      | Asistencia: 104 403 espectadores Árbitro(s): Antonio Sbardella | Asistencia: 104 403 espectadores Árbitro(s): Antonio Sbardella |

- Final

| 21 de junio de 1970 | Brasil                                                     | 4:1 (1:1) | Italia         | Estadio Azteca, México, D. F.                                |                                                              |
|                     | Pelé 18' · Gérson 68' · Jairzinho 71' · Carlos Alberto 86' |           | Boninsegna 37' | Asistencia: 107 412 espectadores Árbitro(s): Rudolf Glöckner | Asistencia: 107 412 espectadores Árbitro(s): Rudolf Glöckner |

### Juegos Panamericanos 1975
Entre el 12 y el 27 de octubre de 1975, la Ciudad de México fue sede de los VII Juegos Panamericanos y la ceremonia de inauguración tuvo lugar en el estadio Azteca; en dicho acto sobresalieron el espectáculo de tabla gimnástica con sombrillas de colores y un mural viviente de banderas, logos y mensajes, realizado por niños poblanos en la tribuna baja.
La final del torneo de fútbol programada para el día 25 de octubre enfrentó en el estadio a la selección local y a Brasil; con el marcador empatado 1-1 después de los 90 minutos reglamentarios, el encuentro se fue a tiempos extras. Una serie de apagones parciales en el primer tiempo y uno total sobre el fin del segundo tiempo extra obligaron a detener el juego; el entrenador mexicano Diego Mercado pidió la suspensión del partido. Como el tiempo se estaba perdiendo, y ante la insistencia de México, el visor de la FIFA Gerard Reuzier dictaminó que ambas escuadras obtuvieran la medalla de oro, y por lo tanto el título de campeones de los Juegos Panamericanos.
| Fecha         | Fase              | Equipo      |                        | Resultado |                              | Equipo            | Espectadores |
| ------------- | ----------------- | ----------- | ---------------------- | --------- | ---------------------------- | ----------------- | ------------ |
| 13 de octubre | Primera fase      | Cuba        | Bandera de Cuba        | 1 - 1     | Bandera de Uruguay           | Uruguay           |              |
| 14 de octubre | Primera fase      | El Salvador | Bandera de El Salvador | 4 - 1     | Bandera de Nicaragua         | Nicaragua         |              |
| 14 de octubre | Primera fase      | Brasil      | Bandera de Brasil      | 3 - 1     | Bandera de Costa Rica        | Costa Rica        |              |
| 15 de octubre | Primera fase      | Cuba        | Bandera de Cuba        | 3 - 0     | Bandera de Bolivia           | Bolivia           |              |
| 15 de octubre | Primera fase      | Costa Rica  | Bandera de Costa Rica  | 5 - 1     | Bandera de Nicaragua         | Nicaragua         |              |
| 15 de octubre | Primera fase      | Brasil      | Bandera de Brasil      | 2 - 0     | Bandera de El Salvador       | El Salvador       |              |
| 17 de octubre | Primera fase      | Bolivia     | Bandera de Bolivia     | 1 - 0     | Bandera de Uruguay           | Uruguay           |              |
| 17 de octubre | Primera fase      | Brasil      | Bandera de Brasil      | 14 - 0    | Bandera de Nicaragua         | Nicaragua         |              |
| 17 de octubre | Primera fase      | Costa Rica  | Bandera de Costa Rica  | 0 - 0     | Bandera de El Salvador       | El Salvador       |              |
| 19 de octubre | Segunda fase      | Argentina   | Bandera de Argentina   | 5 - 1     | Bandera de Trinidad y Tobago | Trinidad y Tobago |              |
| 19 de octubre | Segunda fase      | Brasil      | Bandera de Brasil      | 6 - 0     | Bandera de Bolivia           | Bolivia           |              |
| 21 de octubre | Segunda fase      | Brasil      | Bandera de Brasil      | 0 - 0     | Bandera de Argentina         | Argentina         |              |
| 21 de octubre | Segunda fase      | Bolivia     | Bandera de Bolivia     | 3 - 1     | Bandera de Trinidad y Tobago | Trinidad y Tobago |              |
| 23 de octubre | Segunda fase      | Argentina   | Bandera de Argentina   | 4 - 0     | Bandera de Bolivia           | Bolivia           |              |
| 23 de octubre | Segunda fase      | Brasil      | Bandera de Brasil      | 7 - 0     | Bandera de Trinidad y Tobago | Trinidad y Tobago |              |
| 25 de octubre | Medalla de bronce | Argentina   | Bandera de Argentina   | 2 - 0     | Bandera de Costa Rica        | Costa Rica        |              |
| 25 de octubre | Final             | México      | Bandera de México      | 1 - 1     | Bandera de Brasil            | Brasil            | 105 000      |

### Campeonato de Naciones de la Concacaf 1977
Entre los días 8 y 23 de octubre de 1977 fue sede (junto con el estadio Universitario de Nuevo León) del Campeonato de Naciones de la Concacaf 1977, que sirvió además como ronda final de la eliminatoria mundialista hacia la Copa del Mundo de Argentina 1978. El torneo en el que participaron, además del conjunto local, las selecciones de Haití, El Salvador, Canadá, Guatemala y Surinam, concluyó con el título para la escuadra mexicana y su clasificación a la Copa del Mundo.
| Fecha         | Fase  | Equipo      |                        | Resultado |                        | Equipo      | Espectadores |
| ------------- | ----- | ----------- | ---------------------- | --------- | ---------------------- | ----------- | ------------ |
| 9 de octubre  | Grupo | México      | Bandera de México      | 4 - 1     | Bandera de Haití       | Haití       | 108 000      |
| 12 de octubre | Grupo | Canadá      | Bandera de Canadá      | 2 - 1     | Bandera de Surinam     | Surinam     | 90 000       |
| 12 de octubre | Grupo | México      | Bandera de México      | 3 - 1     | Bandera de El Salvador | El Salvador | 110 000      |
| 16 de octubre | Grupo | El Salvador | Bandera de El Salvador | 0 - 1     | Bandera de Haití       | Haití       | 53 978       |
| 16 de octubre | Grupo | Canadá      | Bandera de Canadá      | 2 - 1     | Bandera de Guatemala   | Guatemala   | 25 000       |
| 19 de octubre | Grupo | México      | Bandera de México      | 2 - 1     | Bandera de Guatemala   | Guatemala   | 110 000      |
| 23 de octubre | Grupo | Guatemala   | Bandera de Guatemala   | 2 - 2     | Bandera de El Salvador | El Salvador | 21 483       |
| 23 de octubre | Grupo | Surinam     | Bandera de Surinam     | 0 - 1     | Bandera de Haití       | Haití       | 18 630       |

### Copa Mundial Juvenil 1983
Ante las destacadas actuaciones de las selecciones mexicanas juveniles de 1975, ganadora del Campeonato Mundial Juvenil Amateur Sub-20 en Cannes Francia y la de 1977, subcampeona en el primer Mundial juvenil de la FIFA en Túnez, se pensó en buscar la sede de este último, misma que se obtuvo para disputarse del 2 al 19 de junio de 1983.
La selección anfitriona tuvo la peor actuación, en competencias oficiales, para cualquiera de sus categorías como local, luego de quedar eliminado en la fase de grupos, producto de dos derrotas (1-2 ante Corea del Sur y 0-1 contra Escocia) y un empate 1-1 con Australia.
La gran final fue disputada entre las selecciones de Brasil y Argentina, venciendo la primera 1-0 con gol de Geovanni Silva.
| Fecha       | Fase             | Equipo        |                                       | Resultado |                      | Equipo    | Espectadores |
| ----------- | ---------------- | ------------- | ------------------------------------- | --------- | -------------------- | --------- | ------------ |
| 2 de junio  | Primera fase     | México        | Bandera de México                     | 1 - 1     | Bandera de Australia | Australia | 108 900      |
| 4 de junio  | Primera fase     | China         | Bandera de la República Popular China | 0 - 5     | Bandera de Argentina | Argentina | 19 376       |
| 5 de junio  | Primera fase     | Corea del Sur | Bandera de Corea del Sur              | 2 - 1     | Bandera de México    | México    | 71 198       |
| 8 de junio  | Primera fase     | México        | Bandera de México                     | 0 - 1     | Bandera de Escocia   | Escocia   | 86 582       |
| 11 de junio | Cuartos de final | Escocia       | Bandera de Escocia                    | 0 - 1     | Bandera de Polonia   | Polonia   | 11 986       |
| 15 de junio | Semifinal        | Polonia       | Bandera de Polonia                    | 0 - 1     | Bandera de Argentina | Argentina | 38 896       |
| 19 de junio | Final            | Argentina     | Bandera de Argentina                  | 0 - 1     | Bandera de Brasil    | Brasil    | 110 000      |

### Copa Mundial de 1986: Maradona y Argentina

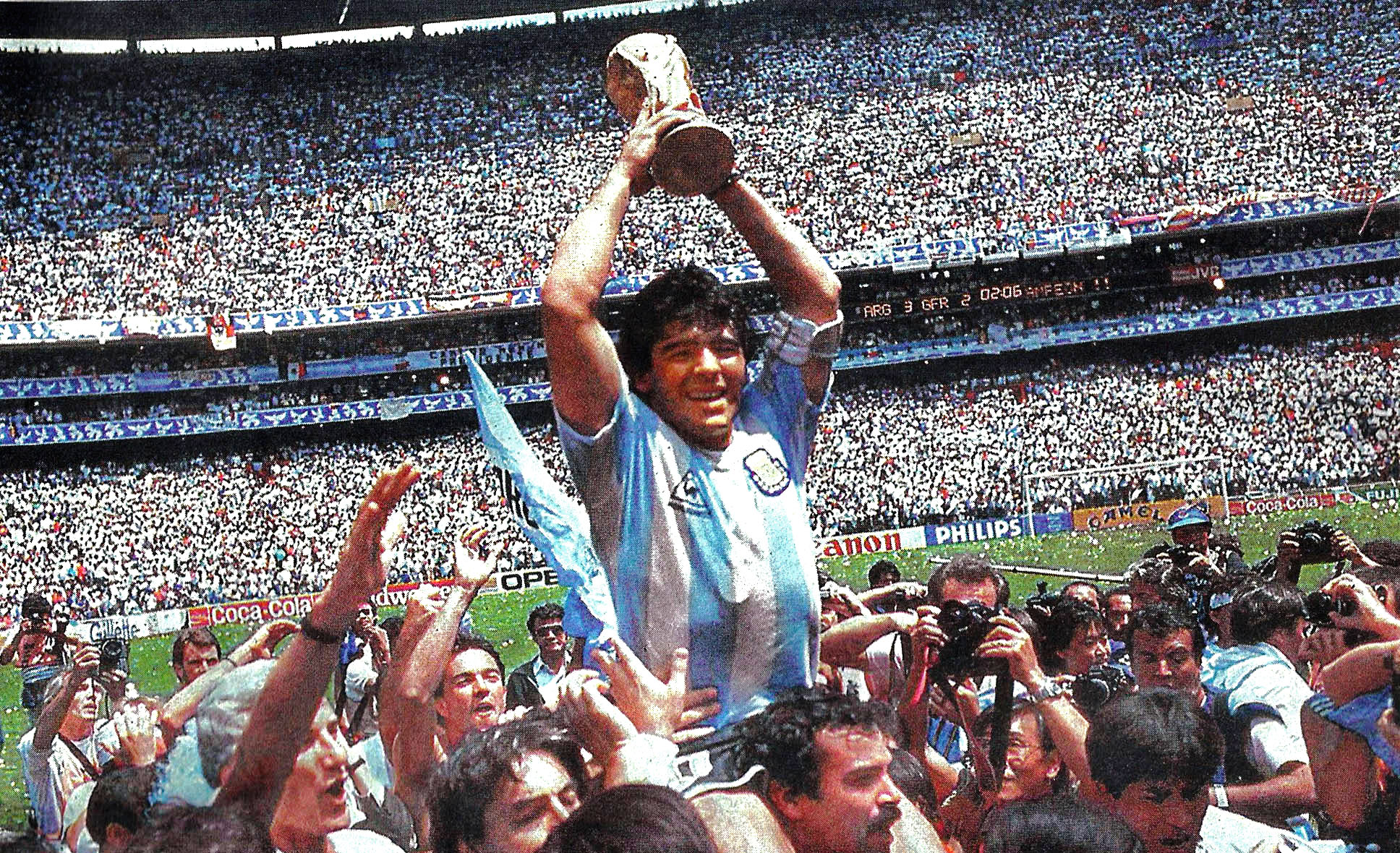
Diego Armando Maradona levantando el Trofeo de la Copa Mundial de Fútbol.

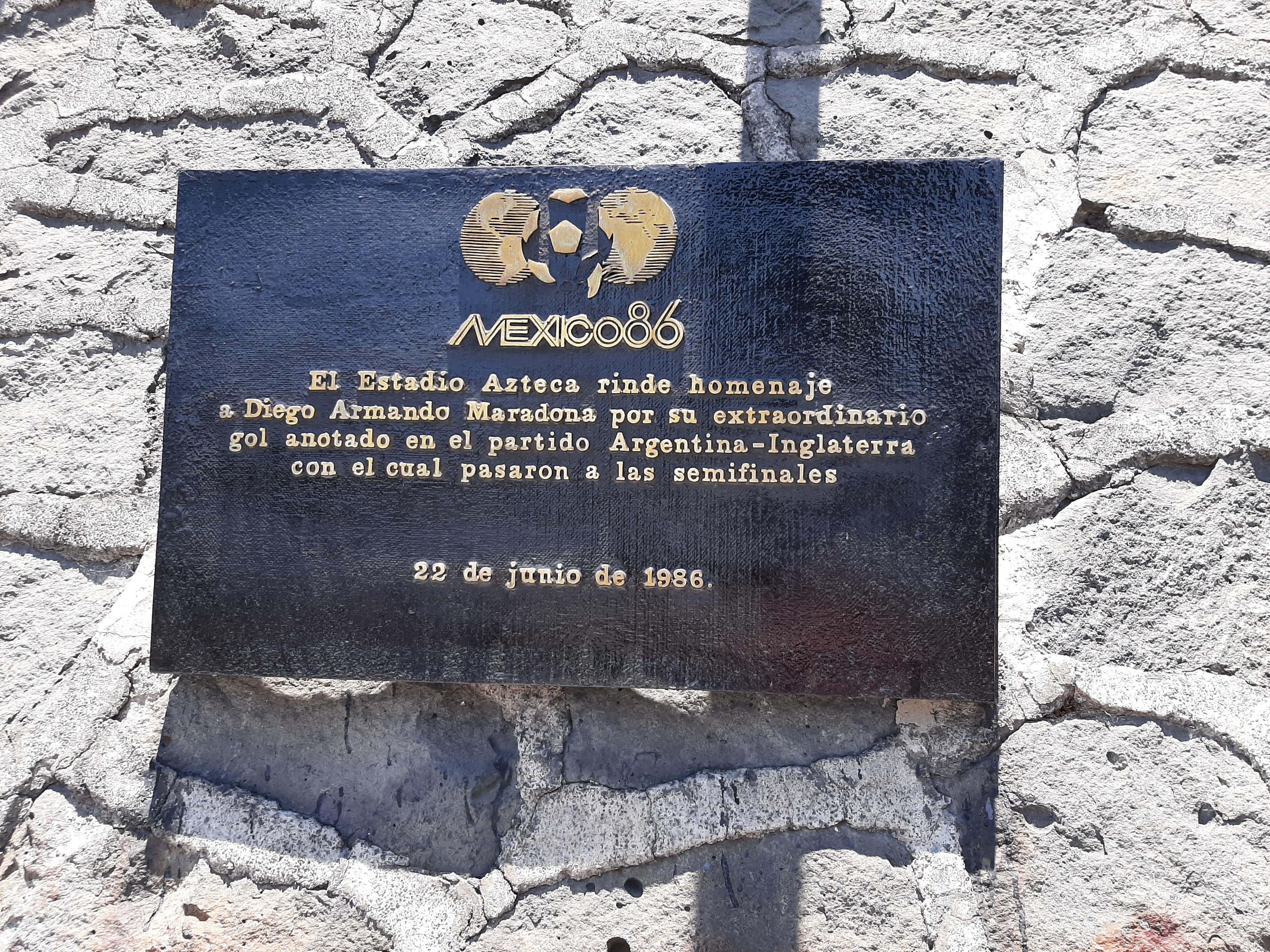
Placa conmemorativa del gol del siglo de Maradona.

México fue designado en 1983 como la sede de la decimotercera Copa Mundial de la FIFA, tras la renuncia de Colombia, el designado original que, en 1982 anunció que no podía hacer frente a la organización del torneo. A pesar de que una serie de terribles terremotos precedieron al Mundial, el estadio no se vio afectado, por lo que se decidió seguir adelante con los preparativos. El estadio se convirtió por ende en la única instalación donde han tenido lugar dos finales del mundial, y la que más partidos ha hospedado en este tipo de campeonatos, con un total de diecinueve (diez en 1970 y nueve en este certamen).
El partido inaugural se disputó el 31 de mayo entre las selecciones de Italia y Bulgaria con resultado final de empate a uno. El dato anecdótico ocurrió con el abucheo generalizado al entonces presidente Miguel de la Madrid al momento de la inauguración protocolaria. Los resultados de la selección local fueron de dos victorias (2-1 ante Bélgica y 1-0 sobre Irak) y un empate (1-1 contra Paraguay) en fase de grupos; y una victoria 2-0 ante Bulgaria en octavos de final, la única hasta el momento del cuadro mexicano en una fase de eliminación directa de Copa del Mundo. En otro evento anecdótico, en el primer partido del cuadro anfitrión, ante un fallo del sonido local al momento de tocar el Himno Nacional Mexicano, y luego de minutos de retraso, la afición lo entonó sin pista.
El segundo partido de la ronda de octavos de final en este estadio fue la victoria 3-0 de Inglaterra sobre Paraguay. La selección de Argentina disputaría los duelos definitivos de las siguientes rondas aquí, teniendo encuentros históricamente significativos. Diego Armando Maradona, marcó dos goles contra Inglaterra en la ronda de cuartos de final; el primero, descrito por el jugador como de "La mano de Dios"; y el segundo, reconocido como «Gol del Siglo» en el minuto 55, empezando dentro de su propio campo, el argentino eludió a 6 jugadores ingleses: Hoddle, Reid, Sansom, Butcher, Fenwick y al portero Shilton, antes de anotar el gol. Anotó otros dos contra Bélgica en semifinales, colocando a Argentina en la final, donde venció a Alemania Federal por 3-2, ante la presencia de 115 000 espectadores el 29 de junio.
- Primera fase grupo A (Partido inaugural)

| 31 de mayo de 1986 | Bulgaria    | 1:1 (0:1) | Italia        | Estadio Azteca, Ciudad de México                                      |                                                                       |
|                    | Sirakov 85' |           | Altobelli 43' | Asistencia: 95 000 espectadores Árbitro(s): Erik Fredriksson (Suecia) | Asistencia: 95 000 espectadores Árbitro(s): Erik Fredriksson (Suecia) |

- Primera fase grupo B

| 3 de junio de 1986 | Bélgica         | 1:2 (1:2) | México                   | Estadio Azteca, Ciudad de México                                         |                                                                          |
|                    | Vandenbergh 45' |           | Quirarte 23' Sánchez 39' | Asistencia: 110 000 espectadores Árbitro(s): Carlos Espósito (Argentina) | Asistencia: 110 000 espectadores Árbitro(s): Carlos Espósito (Argentina) |

| 7 de junio de 1986 | México    | 1:1 (1:0) | Paraguay   | Estadio Azteca, Ciudad de México                                          |                                                                           |
|                    | Flores 3' |           | Romero 85' | Asistencia: 114 600 espectadores Árbitro(s): George Courtney (Inglaterra) | Asistencia: 114 600 espectadores Árbitro(s): George Courtney (Inglaterra) |

| 11 de junio de 1986 | Irak | 0:1 (0:0) | México       | Estadio Azteca, Ciudad de México                                         |                                                                          |
|                     |      |           | Quirarte 54' | Asistencia: 103 763 espectadores Árbitro(s): Zoran Petrovic (Yugoslavia) | Asistencia: 103 763 espectadores Árbitro(s): Zoran Petrovic (Yugoslavia) |

- Octavos de final

| 15 de junio de 1986 | México                 | 2:0 (1:0) | Bulgaria | Estadio Azteca, Ciudad de México                                           |                                                                            |
|                     | Negrete 34' Servin 61' |           |          | Asistencia: 114 580 espectadores Árbitro(s): Romualdo Arppi Filho (Brasil) | Asistencia: 114 580 espectadores Árbitro(s): Romualdo Arppi Filho (Brasil) |

| 18 de junio de 1986 | Inglaterra                     | 3:0 (1:0) | Paraguay | Estadio Azteca, Ciudad de México                                   |                                                                    |
|                     | Lineker 31', 73' Beardsley 56' |           |          | Asistencia: 98 728 espectadores Árbitro(s): amal Al-Sharif (Siria) | Asistencia: 98 728 espectadores Árbitro(s): amal Al-Sharif (Siria) |

- Cuartos de final

| 22 de junio de 1986 | Argentina               | 2:1 (0:0) | Inglaterra  | Estadio Azteca, Ciudad de México                                   |                                                                    |
|                     | Maradona 51'(*), 54'(*) |           | Lineker 80' | Asistencia: 114 580 espectadores Árbitro(s): Ali Bennaceur (Túnez) | Asistencia: 114 580 espectadores Árbitro(s): Ali Bennaceur (Túnez) |

- Semifinales

| 25 de junio de 1986 | Argentina         | 2:0 (0:0) | Bélgica | Estadio Azteca, Ciudad de México                                              |                                                                               |
|                     | Maradona 51', 63' |           |         | Asistencia: 114 500 espectadores Árbitro(s): Antonio Márquez Ramírez (México) | Asistencia: 114 500 espectadores Árbitro(s): Antonio Márquez Ramírez (México) |

- Final

| 29 de junio de 1986 | Argentina                            | 3:2 (1:0) | Alemania Federal          | Estadio Azteca, Ciudad de México                                           |                                                                            |
|                     | Brown 23' Valdano 55' Burruchaga 83' |           | Rummenigge 74' Völler 80' | Asistencia: 114 600 espectadores Árbitro(s): Romualdo Arppi Filho (Brasil) | Asistencia: 114 600 espectadores Árbitro(s): Romualdo Arppi Filho (Brasil) |

### Copa de Oro 1993
Para la II edición de la Copa de Oro de la CONCACAF, realizada del 10 al 25 de julio, se dividió a los ocho participantes en dos grupos de cuatro equipos, ubicando a cada grupo en una sola sede. Así fue como la CONCACAF determinó situar al grupo B de la competencia en el Estadio Azteca de la Ciudad de México, sector que estaba integrado por México, Canadá, Costa Rica y Martinica. Un total de nueve partidos se disputaron en este estadio, incluyendo los cinco que jugó el cuadro local para coronarse campeón, con los siguientes resultados: 8-0 ante Canadá, 1-1 con Costa Rica, 9-0 a Martinica, 6-1 sobre Jamaica y en la gran final contra Estados Unidos obtuvo una victoria de 4-0. Para el Coloso de Santa Úrsula, dicho encuentro significó la mayor asistencia de aficionados para un partido de fútbol en su historia, con un aproximado de 130 000 asistentes.
| Fecha       | Fase         | Equipo     |                       | Resultado |                           | Equipo         | Espectadores |
| ----------- | ------------ | ---------- | --------------------- | --------- | ------------------------- | -------------- | ------------ |
| 11 de julio | Primera fase | Costa Rica | Bandera de Costa Rica | 1 - 1     | Bandera de Canadá         | Canadá         | 48 000       |
| 11 de julio | Primera fase | México     | Bandera de México     | 9 - 0     | Bandera de Martinica      | Martinica      | 48 000       |
| 15 de julio | Primera fase | Martinica  | Bandera de Martinica  | 2 - 2     | Bandera de Canadá         | Canadá         | 80 000       |
| 15 de julio | Primera fase | México     | Bandera de México     | 1 - 1     | Bandera de Costa Rica     | Costa Rica     | 80 000       |
| 18 de julio | Primera fase | Costa Rica | Bandera de Costa Rica | 3 - 1     | Bandera de Martinica      | Martinica      | 100 000      |
| 18 de julio | Primera fase | México     | Bandera de México     | 8 - 0     | Bandera de Canadá         | Canadá         | 100 000      |
| 22 de julio | Semifinal    | México     | Bandera de México     | 6 - 1     | Bandera de Jamaica        | Jamaica        | 110 000      |
| 25 de julio | Tercer lugar | Costa Rica | Bandera de Costa Rica | 1 - 1     | Bandera de Jamaica        | Jamaica        | 130 800      |
| 25 de julio | Final        | México     | Bandera de México     | 4 - 0     | Bandera de Estados Unidos | Estados Unidos | 130 800      |

### Breve cambio de nombre en 1997
La empresa propietaria Televisa cambió en 1997 el nombre oficial del estadio a Estadio Guillermo Cañedo, como homenaje póstumo al directivo (e impulsor de la construcción del inmueble) Guillermo Cañedo de la Bárcena, fallecido en enero de ese año. El cambio no fue bien recibido por la población, que optó por continuar llamándolo "Estadio Azteca"; en consecuencia la empresa propietaria restableció el nombre original.

### Copa Confederaciones 1999
La Copa FIFA Confederaciones (antes llamada Copa Rey Fahd) era el segundo torneo avalado por FIFA, más importante del mundo. Fue otorgado a México para desarrollarse del 24 de julio al 4 de agosto en los estadios Azteca y Jalisco. El grupo "A" que jugaría en el Azteca, estuvo integrado por México, en su condición de local y campeón de la Copa de Oro de la Concacaf 1998, Arabia Saudita (campeón de la Copa Asiática 1996), Bolivia (subcampeón de la Copa América 1997) y Egipto (campeón de la Copa Africana de Naciones 1998).
Los resultados de la selección local fueron: victoria 5-1 sobre los sauditas con 4 goles de Cuauhtémoc Blanco, empate 2-2 contra Egipto y triunfo 1-0 ante Bolivia.
Una de las semifinales se disputó en este escenario, enfrentando a México con Estados Unidos, el resultado fue 1-0 a favor del local. El 4 de agosto de 1999 se disputó la gran final entre las selecciones de México y Brasil ante un lleno total en las gradas del Coloso de Santa Úrsula; situación que convirtió a la asistencia de 110 000 aficionados en la más alta de la historia del torneo. México obtuvo su primer título de selección mayor avalado por FIFA, al vencer 4-3 al equipo carioca con goles de Miguel Zepeda (2), José Manuel Abundis y Cuauhtémoc Blanco.
| Fecha       | Fase         | Equipo         |                           | Resultado |                           | Equipo         | Espectadores |
| ----------- | ------------ | -------------- | ------------------------- | --------- | ------------------------- | -------------- | ------------ |
| 25 de julio | Primera fase | Bolivia        | Bandera de Bolivia        | 2 - 2     | Bandera de Egipto         | Egipto         | 85 000       |
| 25 de julio | Primera fase | México         | Bandera de México         | 5 - 1     | Bandera de Arabia Saudita | Arabia Saudita | 85 000       |
| 27 de julio | Primera fase | Arabia Saudita | Bandera de Arabia Saudita | 0 - 0     | Bandera de Bolivia        | Bolivia        | 65 000       |
| 27 de julio | Primera fase | México         | Bandera de México         | 2 - 2     | Bandera de Egipto         | Egipto         | 65 000       |
| 29 de julio | Primera fase | Egipto         | Bandera de Egipto         | 1 - 5     | Bandera de Arabia Saudita | Arabia Saudita | 15 000       |
| 29 de julio | Primera fase | México         | Bandera de México         | 1 - 0     | Bandera de Bolivia        | Bolivia        | 75 000       |
| 1 de agosto | Semifinal    | México         | Bandera de México         | 1 - 0     | Bandera de Estados Unidos | Estados Unidos | 82 000       |
| 4 de agosto | Final        | México         | Bandera de México         | 4 - 3     | Bandera de Brasil         | Brasil         | 110 000      |

### Copa Oro 2003
Nuevamente, con motivo de la VII edición de la Copa de Oro de la CONCACAF, el estadio Azteca fue designado para ser sede de uno de los grupos de la competencia. Fue una de las escasas ocasiones que un estadio fuera de los Estados Unidos ha albergado juegos de la Copa Oro.
En este caso el grupo A, compuesto por las selecciones de México, Brasil y Honduras. Se jugaron seis partidos, cinco de ellos del equipo anfitrión que venció 1-0 a Brasil en la ronda grupal, empató 0-0 con Honduras, derrotó 5-0 a Jamaica en cuartos de final, victoria de 2-0 a Costa Rica en semifinales y conquistó su cuarto título de Copa Oro ante Brasil ganando 1-0 el 27 de julio.
| Fecha       | Fase             | Equipo |                   | Resultado |                       | Equipo     | Espectadores |
| ----------- | ---------------- | ------ | ----------------- | --------- | --------------------- | ---------- | ------------ |
| 13 de julio | Primera fase     | México | Bandera de México | 1 - 0     | Bandera de Brasil     | Brasil     | 60 000       |
| 15 de julio | Primera fase     | Brasil | Bandera de Brasil | 2 - 1     | Bandera de Honduras   | Honduras   | 10 000       |
| 17 de julio | Primera fase     | México | Bandera de México | 0 - 0     | Bandera de Honduras   | Honduras   | 8 000        |
| 20 de julio | Cuartos de final | México | Bandera de México | 5 - 0     | Bandera de Jamaica    | Jamaica    | 12 000       |
| 24 de julio | Semifinal        | México | Bandera de México | 2 - 0     | Bandera de Costa Rica | Costa Rica | 35 000       |
| 27 de julio | Final            | México | Bandera de México | 1 - 0     | Bandera de Brasil     | Brasil     | 65 000       |

### Partido Internacional del Bicentenario
El 11 de agosto de 2010 como parte de los festejos del Bicentenario de la Independencia de México, la Federación Mexicana de Fútbol organizó un juego internacional conmemorativo entre las selecciones de México y la recién campeona del mundo España. Se invitó al seleccionado español, por los evidentes lazos histórico-culturales con motivo de dicha celebración nacional, dándose además la circunstancia, de que tras la culminación de la Copa Mundial de Sudáfrica 2010, fue el primer encuentro internacional que disputaba la selección española tras su conquista mundialista. Antes de iniciar el partido, como muestra de reconocimiento y agradecimiento recíprocos, Iker Casillas, capitán del equipo español, levantó y presentó el Trofeo de la Copa Mundial de Fútbol a la afición mexicana. Tras el pasillo de homenaje que brindó el cuadro mexicano al español, se vivió un muy disputado encuentro que terminó empatado a uno.
| 11 de agosto de 2010 | México               | 1:1 (1:0) | España          | Estadio Azteca, Ciudad de México                                     |                                                                      |
|                      | Javier Hernández 12' | Reporte   | David Silva 91' | Asistencia: 105 000 espectadores Árbitro(s): Roberto Moreno (Panamá) | Asistencia: 105 000 espectadores Árbitro(s): Roberto Moreno (Panamá) |

### Copa Mundial sub-17 de 2011
El domingo 10 de julio de 2011 se disputó la final de la Copa del Mundo Sub-17 entre la selección anfitriona de México y su similar de Uruguay ante un lleno en el Estadio Azteca. La asistencia de 98 943 espectadores constituye la más alta en duelos de la Copa Mundial de Fútbol Sub-17. Además de este, también se disputó el encuentro por el tercer lugar.
En el duelo definitivo, el primer gol cayó luego de un tiro de esquina cobrado desde la punta izquierda, Kevin Escamilla coloca el balón para Carlos Fierro, que vuelve a centrar con la cabeza para que Antonio Briseño sorprenda por la espalda a la defensa de Uruguay y dicte el 1-0 parcial. Giovani Casillas anotó el segundo gol luego de un contragolpe al minuto 90, desatando la emoción de todo el estadio. El marcador final fue de 2-0 a favor de los locales, llevándose el título del certamen.
Con la disputa de este partido se convirtió en el único estadio del mundo en ser sede de la final de seis distintos torneos oficiales de la FIFA (Copa Mundial 1970 y Copa Mundial 1986, Torneo Olímpico de 1968, Copa Mundial Juvenil de 1983, Copa FIFA Confederaciones 1999, Copa Mundial Sub-17 de 2011).
| Fecha       | Fase         | Equipo |                   | Resultado |                     | Equipo   | Espectadores |
| ----------- | ------------ | ------ | ----------------- | --------- | ------------------- | -------- | ------------ |
| 10 de julio | Tercer lugar | Brasil | Bandera de Brasil | 3 - 4     | Bandera de Alemania | Alemania | 94 379       |
| 10 de julio | Final        | México | Bandera de México | 2 - 0     | Bandera de Uruguay  | Uruguay  | 98 943       |

### Copa Mundial de 2026
El 15 de agosto de 2017, el Comité de la candidatura conjunta lo incluyó en la lista preliminar de 49 estadios en 44 "mercados metropolitanos" (tres estadios en tres ciudades en México, nueve canchas en siete zonas metropolitanas de Canadá y 37 escenarios en 34 áreas de los Estados Unidos). Al estar en el margen superior a 80 000 espectadores, era también candidato para los partidos de inauguración o final. México fue el único país que sostuvo las mismas tres sedes propuestas, no solo después del corte de la lista inicial el 15 de marzo de 2018, sino hasta la designación final el 16 de junio de 2022; en un evento que no solo confirmó su elección como sede única de la inauguración, sino los hitos significativos de ser el primer inmueble en albergar tres ediciones de la Copa Mundial de Fútbol y el mismo número de inauguraciones.
La definición del calendario, el 12 de junio de 2024, le asignó finalmente cinco duelos: tres de fase de grupos, uno de dieciseisavos de final y uno de octavos de final.
- Primera fase grupo A (Partido inaugural)

| 11 de junio de 2026 | México | Partido 1 | Visita | Estadio Azteca, Ciudad de México |  |
|                     |        |           |        | Árbitro(s): [[]]                 |  |

- Primera fase grupo A

| 24 de junio de 2026 | Local | Partido 53 | México | Estadio Azteca, Ciudad de México |  |
|                     |       |            |        | Árbitro(s): [[]]                 |  |

- Primera fase grupo K

| 17 de junio de 2026 | Local | Partido 24 | Visita | Estadio Azteca, Ciudad de México |  |
|                     |       |            |        | Árbitro(s): [[]]                 |  |

- Dieciseisavos de final

| 30 de junio de 2026 | 1A | Partido 79 | 3C/E/F/H/I | Estadio Azteca, Ciudad de México |  |
|                     |    |            |            | Árbitro(s): [[]]                 |  |

- Octavos de final

| 5 de julio de 2026 | Ganador Partido 79 | Partido 92 | Ganador Partido 80 | Estadio Azteca, Ciudad de México |  |
|                    |                    |            |                    | Árbitro(s): [[]]                 |  |

### Finales en competición nacional

#### Liga
Hasta 1970, el campeón de Liga en México era definido de la misma manera que en la mayoría de las ligas en el mundo, es decir, el equipo que al final sumará mayor cantidad de puntos se proclamaba campeón. Después de la Copa del Mundo, para elevar los ingresos por concepto de entradas a los estadios y cuotas de audiencia televisivas, se implementó un sistema de eliminación directa (al estilo copero) después de la fase regular, que tuviera como desenlace una final; de esta manera surgió la coloquialmente conocida «liguilla».
En la temporada 1970-71 la liga fue dividida en dos grupos de nueve equipos cada uno; al final del torneo los líderes de cada grupo se enfrentaron en una serie final de ida y vuelta. Los primeros protagonistas de una final fueron el América y el Toluca; el partido de ida se disputó en la La Bombonera con resultado de empate a cero goles. El 1 de agosto de 1971 América fue el primer campeón en una final de liga al derrotar 2-0 al Toluca con goles de Horacio López Salgado y Carlos Reinoso.
Desde entonces el Estadio Azteca ha sido escenario de al menos un partido en 35 de las 81 series finales, desde la temporada 1970-71 hasta el Clausura 2024 (momento en el que entró en receso de 18 meses); incluso lo fue en 20 de 26 series, entre 1970-71 y 1995-96.
En total se han disputado en el estadio 40 partidos de final de liga (15 de ida, 24 de vuelta y una serie final a duelo único), más que ningún otro escenario de la Primera División.

| Temporada | Resultado                      |
| --------- | ------------------------------ |
| 1973-74   | Atlético Español 2-1 Cruz Azul |
| 1980-81   | Cruz Azul 1-0 UNAM             |
| 1984-85   | América 1-1 UNAM               |
| 1986-87   | Cruz Azul 2-1 Guadalajara      |
| 1988-89   | Cruz Azul 2-3 América          |
| 1990-91   | América 3-2 UNAM               |
| 1992-93   | Atlante 1-0 Monterrey          |
| 1994-95   | Necaxa 1-1 Cruz Azul           |
| Inv. 1996 | Necaxa 1-0 Santos Laguna       |
| Ver. 1998 | Necaxa 2-1 Toluca              |
| Inv. 1998 | Necaxa 0-0 Guadalajara         |
| Ver. 2002 | América 0-2 Necaxa             |
| Cla. 2007 | América 1-2 Pachuca            |
| Ape. 2016 | América 1-1 Tigres             |
| Ape. 2018 | América 0-0 Cruz Azul          |

| Temporada  | Resultado                      |
| ---------- | ------------------------------ |
| 1970-71    | América 2-0 Toluca             |
| 1972-73    | Cruz Azul 0-0 León             |
| 1973-74    | Cruz Azul 3-0 Atlético Español |
| 1975-76    | América 1-0 U de G             |
| 1976-77    | UNAM 1-0 U de G                |
| 1978-79    | Cruz Azul 2-0 UNAM             |
| 1979-80    | Cruz Azul 3-3 Tigres UANL      |
| 1981-82    | Atlante 1-0 Tigres             |
| 1983-84    | América 3-1 Guadalajara        |
| PRODE 1985 | América 4-0 Tampico Madero     |
| 1987-88    | América 4-1 UNAM               |
| 1988-89    | América 2-2 Cruz Azul          |
| 1994-95    | Cruz Azul 0-2 Necaxa           |
| 1995-96    | Necaxa 0-0 Celaya              |
| Ver. 2002  | Necaxa 0-3 América             |
| Cla. 2005  | América 6-3 UAG                |
| Cla. 2013  | América 2-1 Cruz Azul          |
| Ape. 2013  | América 1-3 León               |
| Ape. 2014  | América 3-0 Tigres             |
| Ape. 2018  | Cruz Azul 0-2 América          |
| Ape. 2019  | América 2-1 Monterrey          |
| Cla. 2021  | Cruz Azul 1-1 Santos           |
| Ape. 2023  | América 3-0 Tigres             |
| Cla. 2024  | América 1-0 Cruz Azul          |

| Temporada | Resultado             |
| --------- | --------------------- |
| 1971-72   | Cruz Azul 4-1 América |

- En total se han anotado 106 goles, destacando el 6-3 de Clausura 2005, que es el juego con más goles en finales de liga.
- Al ser el escenario con más juegos de vuelta (salvo el mencionado caso de 1972-73), es, en consecuencia, el recinto donde se han coronado más equipos: siete, en veinticuatro ocasiones:
  - América 13 (1970-71, 1975-76, 1983-84, Prode 1985, 1987-88, 1988-89, Verano 2002, Clausura 2005, Clausura 2013, Apertura 2014, Apertura 2018, Apertura 2023, Clausura 2024)
  - Cruz Azul 5 (1971-72, 1973-74, 1978-79, 1979-80, Clausura 2021)
  - Necaxa 2 (1994-95 y 1995-96)
  - Pumas de la UNAM 1 (1976-77)
  - Tigres UANL 1 (1981-82)
  - León 1 (Apertura 2013)
  - Monterrey 1 (Apertura 2019)
- Son seis los equipos que han sido locales en alguna final (América, Cruz Azul, Atlético Español, UNAM, Atlante y Necaxa).
- Es el único estadio en el que se han disputado los dos partidos de una serie de gran final, y esto ocurrió en cinco ocasiones:[n. 8]
  - Cruz Azul-Atlético Español 1973-74
  - América-Cruz Azul 1988-89
  - Necaxa-Cruz Azul 1994-95
  - América-Necaxa Verano 2002
  - Cruz Azul-América Apertura 2018

#### Copa México
Continuando con la costumbre de ubicar el partido final de la Copa México en duelo único a celebrarse en la Ciudad de México, el Azteca heredó esta práctica de sus antecesores capitalinos (Olímpico de la Ciudad de los Deportes y Olímpico Universitario). Siendo así, se realizaron cuatro finales de partido único; dos de ida y dos de vuelta en series de visita recíproca, con los siguientes resultados:

| Temporada | Resultado               |
| --------- | ----------------------- |
| 1966-67   | León 2-1 Guadalajara    |
| 1967-68   | Atlas 2-1 Veracruz      |
| 1968-69   | Cruz Azul 2-1 Monterrey |
| 1970-71   | León 0-0 Zacatepec      |

| Temporada | Resultado               |
| --------- | ----------------------- |
| 1973-74   | Cruz Azul 1-1 América   |
| 1975-76   | América 2-1 Tigres UANL |

| Temporada | Resultado             |
| --------- | --------------------- |
| 1973-74   | América 2-1 Cruz Azul |
| 1990-91   | América 0-0 U de G    |

#### Campeón de Campeones
De la misma forma, se volvió la sede habitual de los duelos por el Campeón de Campeones que enfrentaba a los monarcas de Liga y Copa del fútbol mexicano, o en su defecto a los de Apertura y Clausura de la liga, en la segunda etapa del trofeo. Así se realizaron nueve juegos por el título, siete de partido único y dos de vuelta en series a visita recíproca, con los siguientes resultados:
| Temporada | Resultado                        |
| --------- | -------------------------------- |
| 1966-67   | Toluca 1-0 León                  |
| 1970-71   | León 1-0 América                 |
| 1971-72   | León 0-0 Cruz Azul (3-2 en pen.) |
| 1973-74   | Cruz Azul 2-1 América            |
| 1975-76   | América 2-0 Tigres UANL          |
| 1988-89   | América 2-1 Toluca               |
| 2002-03   | Toluca 2-1 Monterrey             |

| Temporada | Resultado          |
| --------- | ------------------ |
| 1987-88   | América 2-0 Puebla |
| 2004-05   | América 2-1 UNAM   |

### Partidos internacionales de clubes
En el ámbito de los juegos amistosos, y continuando la tradición de la Series internacionales disputadas desde finales de los años 1950. El Coloso de Santa Úrsula atrajo en compromisos amistosos o de pretemporada a una gran cantidad de clubes sudamericanos y europeos para enfrentar de igual manera a la selección mexicana o a los equipos de la liga local, entre ellos: Sheffield United, Tottenham, Benfica, Atlético de Madrid, Español de Barcelona, Palestino, Bologna, Eintracht Fráncfort, Boca Juniors, Huracán, Estrella Roja de Belgrado, Flamengo, Cruzeiro, Botafogo, F. C. Colonia, Ferencváros, Celtic, Las Palmas, Partizán de Belgrado, Nancy, Mónaco, Ajax de Ámsterdam, Bayern Múnich, Inter de Milán, Independiente de Avellaneda, Athletic de Bilbao, PSV Eindhoven y Barcelona, que lo visitó en 1981 con Diego Maradona en sus filas y en 2003 con jugadores como Ronaldinho para la despedida de Luis Roberto Alves "Zague".
El Estadio Azteca fue una de las sedes del torneo amistoso International Champions Cup 2015, que se realizaba por primera vez fuera de los Estados Unidos, aunque el estadio fue sede solo de un partido, entre el América y el Benfica. El 1 de junio de 2015 fue anfitrión del Superclásico del fútbol argentino (jugado apenas por quinta ocasión fuera de Argentina), con motivo de un trofeo amistoso disputado por River Plate y Boca Juniors. El primero se llevó el trofeo al vencer 4-2 en penales, luego de un empate a un tanto en el tiempo reglamentario.
En el ámbito del fútbol femenino han sido tres los clubes extranjeros que lo visitaron para duelos amistosos internacionales, todos ante el Club América Femenil: Bayer Leverkusen, Barcelona y Real Madrid.

#### Copa Interamericana
En competencias internacionales de carácter oficial, el primer partido disputado por un club mexicano en el estadio, curiosamente no correspondió a ningún club capitalino, sino al Toluca (ganador de la Copa de Campeones de la Concacaf 1968), que al carecer de alumbrado en su cancha tuvo que jugar de local en el Coloso de Santa Úrsula el partido de ida de la Copa Interamericana 1969, el 13 de febrero de 1969 ante el campeón de la Copa Libertadores 1968, el equipo argentino Estudiantes de La Plata, que terminó ganando el duelo 2-1.
Cuatro partidos, en tres finales más, de la extinta Copa Interamericana se disputaron en el Azteca:
- El 15 de julio de 1972 se jugó el partido de ida de la Copa Interamericana 1972 entre Cruz Azul y Nacional de Montevideo, que terminó empatado 1-1.
- En la Copa Interamericana 1978 se jugó una serie de tres encuentros entre el campeón de la Copa de Campeones de la Concacaf: América y el campeón de la Copa Libertadores: Boca Juniors. Después del primer partido jugado el 28 de marzo de 1978 en Buenos Aires que ganara 3-0 el local, el 12 de abril se jugó el segundo en la Ciudad de México con resultado 1-0 a favor del cuadro mexicano. Ya que el reglamento establecía la definición del título por puntos, (ambos tenían dos, producto de sus victorias) sería el cuadro Xeneize quien solicitó que el tercer duelo se disputara ahí en el Azteca. El 14 de abril de 1978 el conjunto americanista venció 2-1, con un gol en tiro libre de Carlos Reinoso en el último minuto de los tiempos extras, y se coronó campeón de la Copa Interamericana 1977.
- Posteriormente el 12 de octubre de 1991 América venció 2-1 al Club Olimpia de Paraguay, campeón de la Copa Libertadores para adjudicarse en el juego de vuelta de la Copa Interamericana 1991, su segundo título (esto luego de empatar a uno en la ida).[53]

| 13 de febrero de 1969 | Toluca      | 1:2 (1:2) | Estudiantes                 | Estadio Azteca, Ciudad de México                                              |                                                                               |
|                       | Linares 21' |           | Conigliaro 1' · Bilardo 31' | Asistencia: Sin datos sobre espectadores Árbitro(s): C. Ruggero (El Salvador) | Asistencia: Sin datos sobre espectadores Árbitro(s): C. Ruggero (El Salvador) |

| 15 de julio de 1972 | Cruz Azul    | 1:1 (1:1) | Nacional          | Estadio Azteca, Ciudad de México               |                                                |
|                     | H. Pulido 1' |           | J. C. Mamelli 29' | Árbitro(s): Marco Antonio Regalado (Guatemala) | Árbitro(s): Marco Antonio Regalado (Guatemala) |

| 12 de abril de 1978 | América    | 1:0 (0:0) | Boca Juniors | Estadio Azteca, México, D. F.                          |                                                        |
|                     | Kiesse 76' |           |              | Asistencia: 40 000 espectadores Árbitro(s): Luis Siles | Asistencia: 40 000 espectadores Árbitro(s): Luis Siles |

| 14 de abril de 1978 | América                          | 2:1 (1:1) | Boca Juniors | Estadio Azteca, México, D. F.                               |                                                             |
|                     | Aceves 33' · Carlos Reinoso 120' | Reporte   | Pavón 5'     | Asistencia: 85 000 espectadores Árbitro(s): Gino D'ippolito | Asistencia: 85 000 espectadores Árbitro(s): Gino D'ippolito |

| 12 de octubre de 1991 | América        | 2:1 (2:1) | Olimpia         | Estadio Azteca, Ciudad de México                                          |                                                                           |
| | Toninho 7' 41' | Reporte   | G. González 20' | Asistencia: 80 000 espectadores Árbitro(s): Ronald Gutiérrez (Costa Rica) | Asistencia: 80 000 espectadores Árbitro(s): Ronald Gutiérrez (Costa Rica) |
| El partido fue detenido temporalmente en el minuto 50 cuando el técnico del América, Carlos Miloc, corrió al campo para atacar al jugador del Olimpia, Fermín Balbuena. A continuación, los jugadores de Olimpia atacaron al entrenador, tirándolo al suelo y pateándolo. La CONCACAF suspendió a Miloc por un año, y el América lo despidió. Este encuentro coincide con el aniversario número 75 del Club América. |                |           |                 |                                                                           |                                                                           |

#### Copa de Campeones de la Concacaf
El primer partido de esta competencia disputado en el inmueble fue el 30 de agosto de 1969, y correspondió al juego de vuelta de la serie semifinal de la Copa de Campeones de la Concacaf 1969, entre Cruz Azul y Deportivo Saprissa, mismo que concluyera con victoria 2-1 para el conjunto mexicano. En ese momento, Cruz Azul tenía su sede en Jasso, Hidalgo, pero empleó el Azteca al no haber condiciones para realizar un duelo internacional en el estadio 10 de diciembre.
Dentro de la Copa de Campeones de la Concacaf, lo corto o accidentado de los formatos y torneos en sus primeras décadas, no permitió que se disputara una gran cantidad de partidos de esta competencia; situación que cambiaria con la reestructuración del certamen a finales de la década del 2000, aumentando el número de duelos posibles. 
De los cinco equipos residentes del inmueble, solo América en 35 juegos, Cruz Azul en once partidos y Necaxa en un duelo, lo han utilizado. El torneo en ocasiones era jugado en rondas finales en Estados Unidos o Centroamérica, o incluso a partido único en sedes rivales; además del uso de estadios alternos por alguno de los clubes, como ocurrió en múltiples ocasiones con Cruz Azul (usando el 10 de diciembre), América (usando el Corregidora, el Plan de San Luis y Ciudad de los Deportes) y Necaxa (utilizando el Corregidora y el Olímpico de Aguascalientes); además de los casos de Atlante, que las ocasiones que disputó dicho torneo, tenía su sede en el Estadio Azulgrana; y el Atlético Español, que en su única experiencia en dicho certamen, solo jugó un partido en México y lo hizo empleando el Estadio Cuauhtémoc.
Sin embargo sobresalen entre los 47 encuentros escenificados, los siete partidos de final disputados ahí, lo que es la mayor cantidad de duelos por el título en la historia del torneo, siendo cinco de vuelta (en las ediciones de 1969, 1987, 1991, 2006 y 2015-16) y uno de ida (en el certamen 2014-15) en series de visita recíproca, además de uno de desempate (en el torneo de 1972):
| 30 de septiembre de 1969, 16:30 (UTC-6) | Cruz Azul                  | 1:0 (0:0) | Comunicaciones | Estadio Azteca, Ciudad de México                           |                                                            |
|                                         | Juan Manuel Alejándrez 82' |           |                | Asistencia: 30 000 espectadores Árbitro(s): Siles Calderón | Asistencia: 30 000 espectadores Árbitro(s): Siles Calderón |

| 19 de abril de 1972, 20:30 (UTC-6) | Cruz Azul                                    | 5:1 (2:1) | Alajuelense    | Estadio Azteca, Ciudad de México |                            |
|                                    | Bustos 16' · Vera 25' (60) · Muciño 70' (75) |           | Villalobos 43' | Árbitro(s): Henry Landauer       | Árbitro(s): Henry Landauer |

| 28 de octubre de 1987, 20:00 (UTC-6) | América                                           | 2:0 (0:0) | Defence Force | Estadio Azteca, Ciudad de México                           |                                                            |
|                                      | Juan Antonio Luna 63' · Antonio Carlos Santos 90' | Reporte   |               | Asistencia: 60 000 espectadores Árbitro(s): Luis Hernández | Asistencia: 60 000 espectadores Árbitro(s): Luis Hernández |

| 12 de marzo de 1991, 20:00 (UTC-6) | América | 6:0 (2:0) | Pinar del Río | Estadio Azteca, Ciudad de México                      |                                                       |
|                                    | Antonio Teodoro Dos Santos "Toninho" 3', 9', 84' · Luis Roberto Alves 68', 80' · Osmín Hernández 85' (ag.) | Reporte   |               | Asistencia: 60 000 espectadores Árbitro(s): Majid Jay | Asistencia: 60 000 espectadores Árbitro(s): Majid Jay |

| 19 de abril de 2006, 21:00 (UTC-6) | América                    | 2:1 (0:0) (2:1 t. s.) | Toluca       | Estadio Azteca, Ciudad de México                        |                                                         |
|                                    | Pereira 106' · Davino 115' | Reporte               | Da Silva 92' | Asistencia: 105 000 espectadores Árbitro(s): Brian Hall | Asistencia: 105 000 espectadores Árbitro(s): Brian Hall |

| 22 de abril de 2015, 20:00 (UTC-6) | América        | 1:1 (0:1) | Montreal Impact | Estadio Azteca, Ciudad de México                             |                                                              |
|                                    | O. Peralta 89' | Reporte   | I. Piatti 16'   | Asistencia: 56 783 espectadores Árbitro(s): Héctor Rodríguez | Asistencia: 56 783 espectadores Árbitro(s): Héctor Rodríguez |

| 27 de abril de 2016, 20:45 (UTC-6)                                | América                          | 2:1 (0:1) | Tigres     | Estadio Azteca, Ciudad de México                              |                                                               |
|                                                                   | Arroyo 68' · Martínez 87' (pen.) | Reporte   | Gignac 39' | Asistencia: 89 000 espectadores Árbitro(s): Fernando Guerrero | Asistencia: 89 000 espectadores Árbitro(s): Fernando Guerrero |
| Partido con mayor asistencia de público en la historia del torneo |                                  |           |            |                                                               |                                                               |

#### Copa Libertadores y Copa Sudamericana
Los clubes América (en 34 partidos), Cruz Azul (tres partidos en 2001 y uno en 2003), Necaxa (un encuentro en 2007) y Guadalajara (un juego en 2010), ejercieron de local en el Estadio Azteca, para partidos de la Copa Libertadores de América, con lo cual acumuló la mayor cantidad de encuentros disputados, entre los escenarios mexicanos anfitriones de esta competencia con 40.
El primer partido de la Copa Libertadores de América en el Estadio Azteca, se disputó el 13 de marzo de 1998, cuando el América jugó contra el Gremio de Porto Alegre, con un resultado por 1-2 favorable al visitante, dentro de la fase de grupos de la Copa Libertadores 1998. 
El partido de vuelta de la semifinal de la Copa Libertadores 2000, América (3-1) Boca Juniors, del 7 de junio de 2000, estableció la marca de mayor asistencia de público en la historia del torneo con 110 000 espectadores, cifra que sería igualada por el mismo inmueble en dos ocasiones más.
El 20 de junio de 2001, se convirtió en el primer estadio mexicano, en ser sede de una final de la Copa Libertadores de América, con el partido de ida de la Copa Libertadores 2001, Cruz Azul contra Boca Juniors, que terminara 1-0 a favor del cuadro boquense.
| 20 de junio de 2001, 19:30 (UTC-6) | Cruz Azul | 0:1 (0:0) | Boca Juniors | Estadio Azteca, Ciudad de México                            |                                                             |
|                                    |           |           | Delgado 79'  | Asistencia: 110 000 espectadores Árbitro(s): Márcio Rezende | Asistencia: 110 000 espectadores Árbitro(s): Márcio Rezende |

El primer partido en Copa Sudamericana fue el 3 de octubre de 2007, en el juego de vuelta de los octavos de final entre América y Pachuca (El equipo azulcrema había jugado en la edición 2005 en los estadios Memorial Coliseum y Azul al saldar dos de los tres juegos de veto al Azteca por la sanción en la Copa Libertadores 2004). El 30 de noviembre de 2007, se disputó el juego de ida de la final en la Copa Sudamericana 2007, entre el América y el Arsenal de Sarandí, que terminó con marcador 2-3 en favor del cuadro argentino, escenificando así su segunda final de competencia sudamericana.
| 30 de noviembre de 2007 19:15 (UTC-6)                              | América                   | 2:3 (1:1) | Arsenal                       | Estadio Azteca, Ciudad de México                            |                                                             |
|                                                                    | Cabañas 6' · Argüello 55' |           | Matellán 32' · Gómez 57', 66' | Asistencia: 105 000 espectadores Árbitro(s): Ricardo Grance | Asistencia: 105 000 espectadores Árbitro(s): Ricardo Grance |
| Partido con mayor asistencia de público en la historia del torneo. |                           |           |                               |                                                             |                                                             |

A lo anterior se deben añadir los tres juegos que disputó como local Necaxa en la Copa Merconorte 2000, todos dentro de la fase de grupos; siendo el primero el 3 de agosto de 2000 al empatar a uno con Liga Deportiva Alajuelense.

### Partidos internacionales de selecciones
El primer partido de competencia oficial entre selecciones absolutas fue el partido de desempate entre Honduras y El Salvador, correspondiente a la serie dos de la segunda ronda de la Clasificación de Concacaf para la Copa Mundial de Fútbol de 1970. Este duelo fue asignado al Azteca en calidad de cancha neutral en el marco de la denominada Guerra del Fútbol. El juego ocurrió el 27 de junio de 1969 y terminó con el triunfo 3-2 del cuadro salvadoreño y su consecuente clasificación a la Copa del Mundo.
La selección local, México, ha diputado 58 juegos de eliminatorias mundialistas en este estadio y solo sufrió dos derrotas: el 16 de junio de 2001 ante Costa Rica (1-2), en un evento conocido como el Aztecazo, y contra Honduras el 6 de septiembre de 2013 (1-2). Estos resultados incluyen el Campeonato de Naciones de la Concacaf de 1977 mencionado antes, que fungió como fase final de la eliminatoria para Argentina 1978.
El 15 de octubre de 2019 recibió por primera vez un partido de la Liga de Naciones Concacaf, competición de selecciones nacionales, que a partir de su primera edición 2019-2020, se lleva a cabo como nuevo sistema de calificación para la Copa de Oro de la Concacaf. El partido fue la victoria 3-1 de México sobre Panamá.
Tres selecciones nacionales varoniles ejercieron como locales en torneos clasificatorios; la propia selección mayor en dos duelos en 1969 y 1971 para clasificar a las ediciones de Costa Rica 1969 y Trinidad y Tobago 1971 del Campeonato de Naciones de la Concacaf, ambos ante Bermuda; la selección amateur jugó aquí tres partidos del Preolímpico de Concacaf de 1972 (para clasificar a Múnich 1972); finalmente, uno de los 26 partidos del Campeonato Sub-16 de la Concacaf de 1985 realizado en Ciudad de México (para clasificar a China 1985), se desarrolló en este inmueble, la entonces selección mexicana sub-16 venció 9-0 a su similar de Antillas Neerlandesas el 12 de mayo de 1985.
Además de las competencias oficiales, el Estadio Azteca ha sido escenario de una gran cantidad de juegos amistosos, no solo de la selección nacional mexicana, sino de otros cuadros extranjeros que lo han visitado, especialmente previo a las Copas del Mundo de 1970 y 1986. Entre los equipos que han visitado el inmueble se encuentran todos los campeones del mundo (excepto Francia): Brasil, Alemania, Argentina, Italia, Uruguay, Inglaterra y España, que lo haría en su primer duelo como campeón del mundo reinante en 2010.

### Fútbol americano

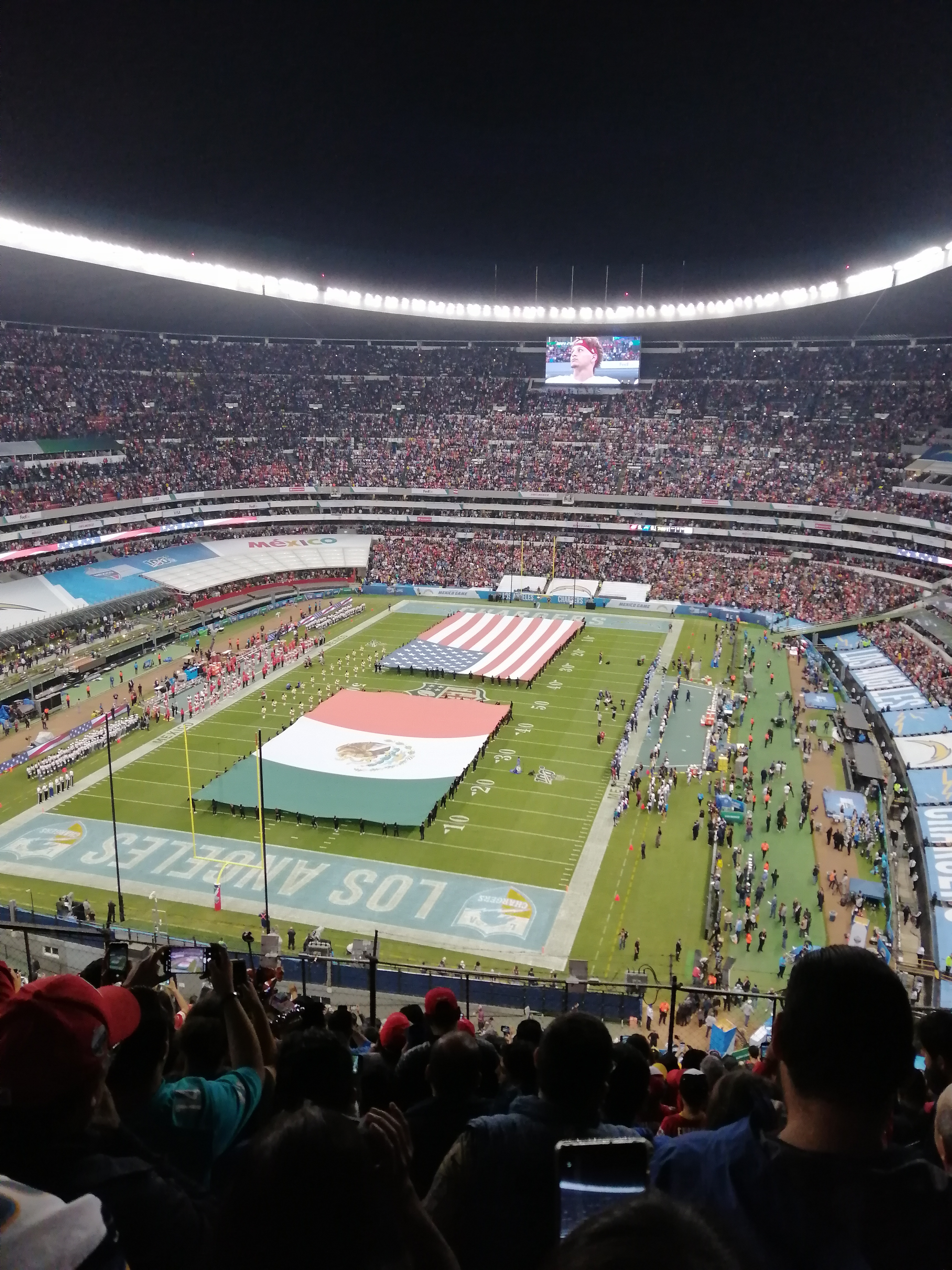
Partido de NFL en 2019.

El 12 de diciembre de 1970 se disputó el primer juego de fútbol americano en la cancha del Azteca, correspondiendo este suceso al Clásico Poli-Universidad, que registró una entrada de 95 000 espectadores. El marcador favoreció a la UNAM 24-13. Casualmente, el récord de asistencia a este estadio es un Clásico Poli-Universidad de fútbol americano el 2 de diciembre de 1972, el segundo jugado en este escenario, en el que Burros blancos del IPN ganara por marcador de 20-3; ese día, con un sobrecupo evidente y gente sentada tapando las escalinatas se registró una cifra de aproximadamente 125 000 espectadores (también es el récord de asistencia de todos los tiempos a un partido de fútbol americano).
En este mismo estadio se instauró la marca de mayor asistencia en un partido de pretemporada de la NFL, con la disputa del juego promocional denominado American Bowl, con 112 376 espectadores que poblaron el estadio para ver a los Vaqueros de Dallas en contra de los Petroleros de Houston ganando los primeros 6-0, el 15 de agosto de 1994.
Este sería el primero de cinco American Bowl disputados en Santa Úrsula; al que le seguirían los de:
- 4 de agosto de 1997 Miami 38-19 Denver
- 17 de agosto de 1998 Nueva Inglaterra 21-3 Dallas
- 19 de agosto de 2000 Indianápolis 24-23 Pittsburgh
- 27 de agosto de 2001 Dallas 21-6 Oakland

También en el Estadio Azteca se instauró un Récord Guinness, por la mayor asistencia a un juego de fase regular de la NFL, durante el primer partido de temporada regular fuera de los Estados Unidos, esto fue el 2 de octubre de 2005 entre los Cardenales de Arizona y los 49´s de San Francisco con 103 467 espectadores, ganando los primeros por marcador de 31-14.
El 5 de febrero de 2016 la NFL, después de algunos de meses de gestión por parte de autoridades deportivas de la Ciudad de México, la filial de la liga en México y el grupo que administra el estadio, anunció que este volvería a tener un partido de temporada regular como parte de la denominada Serie Internacional de la NFL. Los Raiders de Oakland y los Texanos de Houston se enfrentaron el lunes 21 de noviembre de 2016, resultando ganadores los Raiders con marcador 27-20 en juego correspondiente a la semana 11 de la Temporada 2016; esta fue la primera edición del célebre Monday Night Football jugado fuera de Estados Unidos.
EL 19 de noviembre de 2017, alberga por segundo año consecutivo un partido de temporada regular de la NFL, en el cual, los Raiders de Oakland enfrentaron al campeón vigente Patriotas de Nueva Inglaterra, ganando estos últimos 33-8. En este juego, Tom Brady se convirtió en el primer mariscal de campo de la historia de la NFL en superar las 300 yardas en un solo juego en 3 diferentes países (Estados Unidos, Reino Unido y México). Asimismo, el pateador de Nueva Inglaterra Stephen Gostkowski realizó el gol de campo más largo de la Temporada 2017 de la NFL, de 62 yardas, superando por una yarda al gol de campo ejecutado por el pateador de Águilas de Filadelfia Jake Elliott realizado en la semana 3 contra Gigantes de Nueva York.
El Monday Night Football correspondiente a la semana 11 de la Temporada 2018 entre Carneros de Los Ángeles y Jefes de Kansas City debía realizarse el 19 de noviembre en el Estadio Azteca, pero fue cambiado de sede al Memorial Coliseum de Los Ángeles. Esto después que la NFL decidiera cancelar el juego por las malas condiciones de la cancha; cuyo césped estaba profundamente dañado debido a los malos trabajos en la instalación de pasto híbrido en el mes de julio, por parte de una empresa costarricense que carecía de experiencia o certificación.
A pesar de la serie de problemáticas y conflictos causados por la cancelación anterior, la NFL mantuvo su contrato de vinculación con el Estadio Azteca, y llevó a cabo el Monday Night Football en la semana 11 de Temporada 2019 entre Cargadores de Los Ángeles y Jefes de Kansas City el 18 de noviembre, que concluyó con victoria 24-17 para los segundos.
Sin embargo, una nueva cancelación se produjo cuando en el mes de mayo de 2020, y en el contexto ocasionado por la Pandemia de COVID-19, la NFL canceló sus partidos internacionales contemplados para la Temporada 2020. La misma situación se repetiría al año siguiente para el partido de la temporada 2021, nuevamente a causa de la pandemia.
Tras dos años de ausencia, el Monday Night Football volvió al Estadio Azteca durante la semana 11 de la Temporada 2022 con el duelo entre los Cardenales de Arizona y los 49´s de San Francisco, partido que se llevó a cabo el 21 de noviembre del 2022 y terminó con triunfo 38-10 para los segundos.
| Fecha                   | Local         | Resultado | Visitante                 | Asistencia |
| ----------------------- | ------------- | --------- | ------------------------- | ---------- |
| 2 de octubre de 2005    | San Francisco | 14 - 31   | Arizona                   | 103 467    |
| 21 de noviembre de 2016 | Oakland       | 27 - 20   | Houston                   | 76 473     |
| 19 de noviembre de 2017 | Oakland       | 8 - 33    | Nueva Inglaterra          | 77 357     |
| 18 de noviembre de 2019 | Kansas City   | 24 - 17   | Cargadores de Los Ángeles | 76 252     |
| 21 de noviembre de 2022 | San Francisco | 38 - 10   | Arizona                   | 78 427     |

### Fútbol femenil

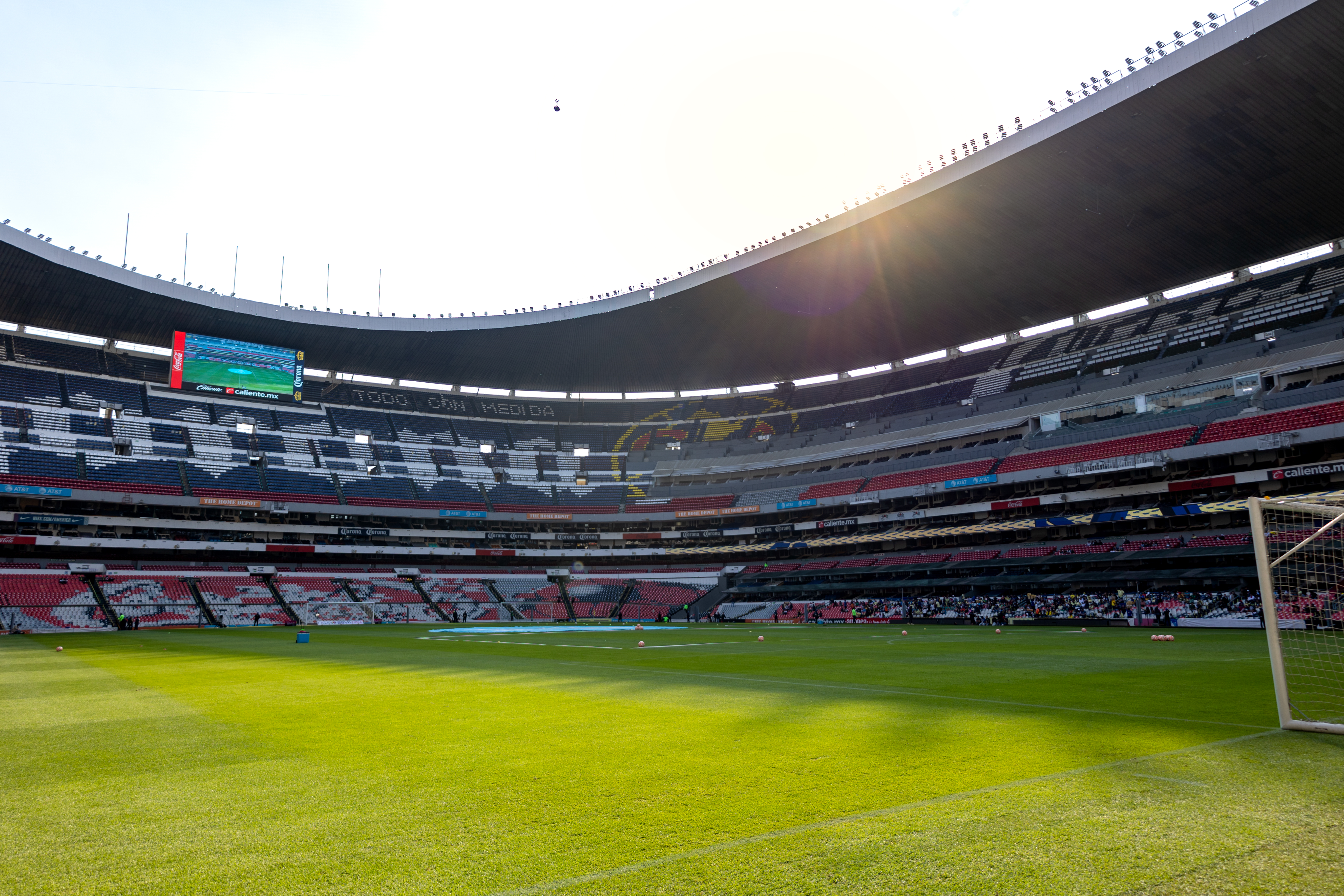
Interior del Estadio Azteca.

#### Copa Mundial Femenina de 1971
Luego de la destacada participación del seleccionado femenil mexicano en el I Campeonato Mundial Femenil de Fútbol Italia 1970, que finalizó en tercer lugar; la Asociación Mexicana de Fútbol Femenil (AMFF), con el apoyo de varios empresarios solicitó y obtuvo la sede de la segunda edición de dicho evento, a celebrarse en 1971 en los estadios Azteca y Jalisco.
El 15 de agosto de 1971 inició el II Campeonato Mundial de Fútbol Femenino con el triunfo del cuadro local ante Argentina con marcador de 3-1, posteriormente vencerían a las inglesas 4-0. Aquel Mundial de México contó con la participación de seis selecciones: México, Argentina e Inglaterra en el Grupo A, con sede en el Estadio Azteca, mientras que Italia, Dinamarca y Francia jugaron en el Estadio Jalisco, de Guadalajara, por el Grupo B.
Fue un éxito inesperado, ya que se jugó ante un promedio de 20 000 espectadores; pero cuando México jugaba en dicha cancha la cifra desbordaba toda expectativa. Los triunfos de México sobre Argentina e Inglaterra, dieron cita aproximadamente de 80 000 a 90 000 aficionados. Ese número se mantuvo en la semifinal contra Italia que se saldó con triunfo 2-1. Las mexicanas sorprendieron nuevamente al llegar a la final contra Dinamarca el 5 de septiembre ante un histórico lleno en el "Coloso de Santa Úrsula", inusitado para un encuentro femenil. Esa tarde, México perdió 3-0 ante 110 000 aficionados en el inmueble, lo que representa la cifra más alta de aficionados en un partido de fútbol femenino.
| Fecha           | Fase         | Equipo    |                      | Resultado |                       | Equipo     | Espectadores |
| --------------- | ------------ | --------- | -------------------- | --------- | --------------------- | ---------- | ------------ |
| 15 de agosto    | Primera fase | México    | Bandera de México    | 3 - 1     | Bandera de Argentina  | Argentina  | 80 000       |
| 21 de agosto    | Primera fase | Argentina | Bandera de Argentina | 4 - 1     | Bandera de Inglaterra | Inglaterra |              |
| 22 de agosto    | Primera fase | México    | Bandera de México    | 4 - 0     | Bandera de Inglaterra | Inglaterra | 90 000       |
| 28 de agosto    | Semifinal    | Dinamarca | Bandera de Dinamarca | 5 - 0     | Bandera de Argentina  | Argentina  |              |
| 29 de agosto    | Semifinal    | México    | Bandera de México    | 2 - 1     | Bandera de Italia     | Italia     | 90 000       |
| 5 de septiembre | Final        | México    | Bandera de México    | 0 - 3     | Bandera de Dinamarca  | Dinamarca  | 110 000      |

Sin embargo, y pesar de tener el respaldo de la FIFA, veinte años más tarde cuando reiniciaron los campeonato mundiales de la categoría, el máximo organismo rector desconoció la existencia de los dos torneos setenteros y dejó al margen los eventos y marcas de asistencia establecidos.

#### Selección y liga local
El 5 de julio de 2003, en medio de una nueva efervescencia de la opinión pública por el fútbol femenil, la selección nacional disputó en el Azteca, el juego de ida de la serie de reclasificación para la Copa del Mundo de Estados Unidos 2003 ante Japón y que concluyera con empate a dos tantos, la entrada registrada formalmente, de 75 000 aficionados se estableció como marca en un duelo clasificatorio para una Copa del Mundo Femenil.
Sin embargo, y a pesar de haber un considerable historial de juegos amistosos, no sería sino hasta el 22 de septiembre de 2023 que la selección mexicana disputaría un juego de competencia oficial nuevamente aquí, cuando venció 2-1 a Puerto Rico en la fecha uno del grupo A de la Liga A en la clasificación de Concacaf para la Copa de Oro Femenina 2024.
Luego de la fundación de la Primera División Femenil de México a finales de 2016, el estadio albergaría su primer partido hasta la jornada 4 del Apertura 2017, el 19 de agosto de 2017 con el duelo América contra Morelia, que concluyó con victoria 5-0 para el conjunto local. Dayana Cázares anotó al minuto 27 el histórico primer gol.
El 11 de diciembre de 2018 fue escenario por primera vez de una final de la liga femenil, con el duelo de ida, correspondiente a la serie definitiva del Apertura 2018, entre el conjunto local América y Tigres de la UANL, concluyendo el partido con empate a dos tantos.
A pesar de que la sección varonil de Cruz Azul se había mudado al Azteca desde el Apertura 2018, el Cruz Azul Fútbol Club Femenil no jugaría en este inmueble hasta el 27 de octubre de 2022, debutando en el juego de ida de los cuartos de final del Apertura 2022 ante Guadalajara, encuentro que perdió por marcador de 0-1.
El 28 de mayo de 2022 albergó su segunda final de la rama femenil, en esta ocasión de la categoría sub-17 de la Liga MX. El partido correspondió al juego de vuelta de la serie definitiva del Clausura 2022. El conjunto local América se coronó campeón en la tanda de penales 3-1 frente a Santos Laguna, luego que la derrota 2-1 en tiempo regular produjo un empate 3-3 del marcador global.
El máximo circuito del fútbol femenil volvió a tener al Coloso de Santa Úrsula como sede de una final de liga el 11 de noviembre de 2022, con el partido de ida del Apertura 2022 entre el equipo local América y Tigres, el cual concluyó con triunfo visitante con marcador 0-1. En este duelo se implantó la marca de mayor asistencia a un partido de liga femenil en México con 52 654 aficionados.
Al día siguiente, el 12 de noviembre de 2022, una nueva final femenil tuvo como escenario este estadio, con la disputa del juego de vuelta, pero de la categoría sub-18 de la Liga MX femenil, en el torneo Apertura 2022. Las campeonas vigentes, el equipo local América, venció 2-0 al club Pumas de la UNAM, sin embargo no pudieron remontar el 4-0 del juego de ida, y cedieron el título a las universitarias.
El 5 de junio de 2023 recibió por primera vez un juego de vuelta de la final de la Liga MX Femenil, y por ende la primera vez que el trofeo se entregaba aquí. La final del Clausura 2023 concluyó con el campeonato del Club América al derrotar 2-1 (global 4-2) al Pachuca, con goles de Katty Martínez y Aurélie Kaci. En este partido nuevamente se estableció una marca de asistencia de aficionados a un juego del torneo femenil con 58 156 espectadores.
Finales de la Liga MX Femenil
| Temporada     | Resultado             |
| ------------- | --------------------- |
| Apertura 2018 | América 2-2 Tigres    |
| Apertura 2022 | América 0-1 Tigres    |
| Apertura 2023 | América 0-3 Tigres    |
| Clausura 2024 | América 1-0 Monterrey |

| Temporada     | Resultado           |
| ------------- | ------------------- |
| Clausura 2023 | América 2-1 Pachuca |

Campeón de Campeones femenil
| \| Temporada \| Resultado \| \| --------- \| ------------------ \| \| 2022-23 \| América 0-2 Tigres \| |                    |
| Temporada                                                                                              | Resultado          |
| 2022-23                                                                                                | América 0-2 Tigres |

### Liguillas por el no descenso y divisiones inferiores
En la temporada 1968-69 se creó la denominada "liguilla por el no descenso" para enfrentar a los dos últimos lugares de la tabla general y dirimir de esa manera el descenso a la segunda división. Oro y Nuevo León terminaron empatados con 21 puntos y se enfrentaron en una serie de tres partidos en cancha neutral, siendo la sede el estadio Azteca; Tras dos empates (1-1 y 2-2), el tercer duelo concluyó con victoria de 1-0 para los tapatíos. Después de estos juegos, se disputaron seis partidos más en la historia de estas series para evitar el descenso. En las temporadas 1971-72, 1975-76 y 1984-85; Atlético Español, Atlante y Necaxa respectivamente, jugaron un duelo como local. Fueron los únicas ocasiones en que equipos asentados en el Coloso de Santa Úrsula disputaron dichas series; solo Atlante descendió. Además de esas ocasiones, en 1972-73 los dos juegos de la serie final entre Pachuca y Zacatepec se disputaron ahí; y en 1982-83 el partido de desempate entre Morelia y Zacatepec se escenificó en este inmueble.
Al ser Atlante el único anfitrión del Azteca que descendió, fue en consecuencia el primer equipo que jugó como local en una división inferior en este estadio. El denominado Equipo del pueblo disputó 27 partidos como local en la temporada 1976-77 de la 2.ª división: 23 de fase regular y 4 de la liguilla, incluida la final contra Querétaro.
Además de la experiencia atlantista como local, cinco partidos más de la segunda división se jugaron en el Azteca; cuatro de ellos correspondientes a juegos de desempate en las series por el título: Atlas 4-0 a Tigres UANL en 1971-72, Tecos de la UAG 1-0 a Irapuato en 1974-75, Correcaminos de la UAT 0-0 (4-2 en penales) con Querétaro en 1986-87 y Cobras 1-0 a León en 1987-88; Y uno más al partido de vuelta de la final del Clausura 2017 de la Liga Premier de Ascenso Categoría Filiales, en el que el conjunto local América Premier se coronó 4-1 en penales (4-4 global) frente a León Premier.
Tres equipos de la denominada Primera División "A", en calidad de filiales del Club América, jugaron como locales en este inmueble. El primero sería Tigrillos Coapa que disputó 18 encuentros de fase regular y uno de fase final entre los torneos Apertura 2003 y Clausura 2004. Posteriormente, de manera provisional Inter Riviera Maya, jugó sus últimos tres partidos como local del Apertura 2005 en el Azteca, debido a los daños que su estadio en Cancún había sufrido a causa del Huracán Wilma. Finalmente, Socio Águila Fútbol Club fungió como local entre los torneos Clausura 2007 y Clausura 2009, en 39 partidos de fase regular y uno de fase final en dicha categoría.

### Boxeo
El 14 de octubre de 1967 la cancha fue acondicionada como gradería y cuadrilátero para una triple función de box en la que los protagonistas eran los pugilistas mexicanos Vicente Saldivar, Jesús Castillo y Rubén "Púas" Olivares. Se calcula que alrededor de cuarenta mil aficionados acudieron; en el centro del campo se colocó el escenario con sillas a su alrededor y cuyo orden semejaba a una pirámide. En la primera pelea Castillo venció al colombiano Bernardo Caraballo. En la segunda un novato Olivares derrotó al japonés Ushiwakamaru Harada. Finalmente en la pelea estelar, Saldivar refrendó sus campeonatos mundiales de Peso pluma en la Asociación Mundial de Boxeo y el Consejo Mundial de Boxeo con una victoria ante el inglés Howard Winstone.
Años más tarde, el 20 de febrero de 1993, y luego de varias solicitudes de Julio César Chávez y su equipo para realizar una pelea en este escenario, se llevó a cabo la denominada función Póker de ases que consistió de tres peleas preliminares y una estelar. En esta última, la entonces figura mexicana del boxeo internacional puso en disputa su campeonato mundial de Peso superligero del Consejo Mundial de Boxeo, siendo su rival el estadounidense Greg Haugen, a quien venció por Knock Out técnico. No obstante, lo más destacado del evento fue establecer el récord mundial de mayor asistencia a una función de box, que fue de 132 274 espectadores.

## Marcas e hitos estadísticos

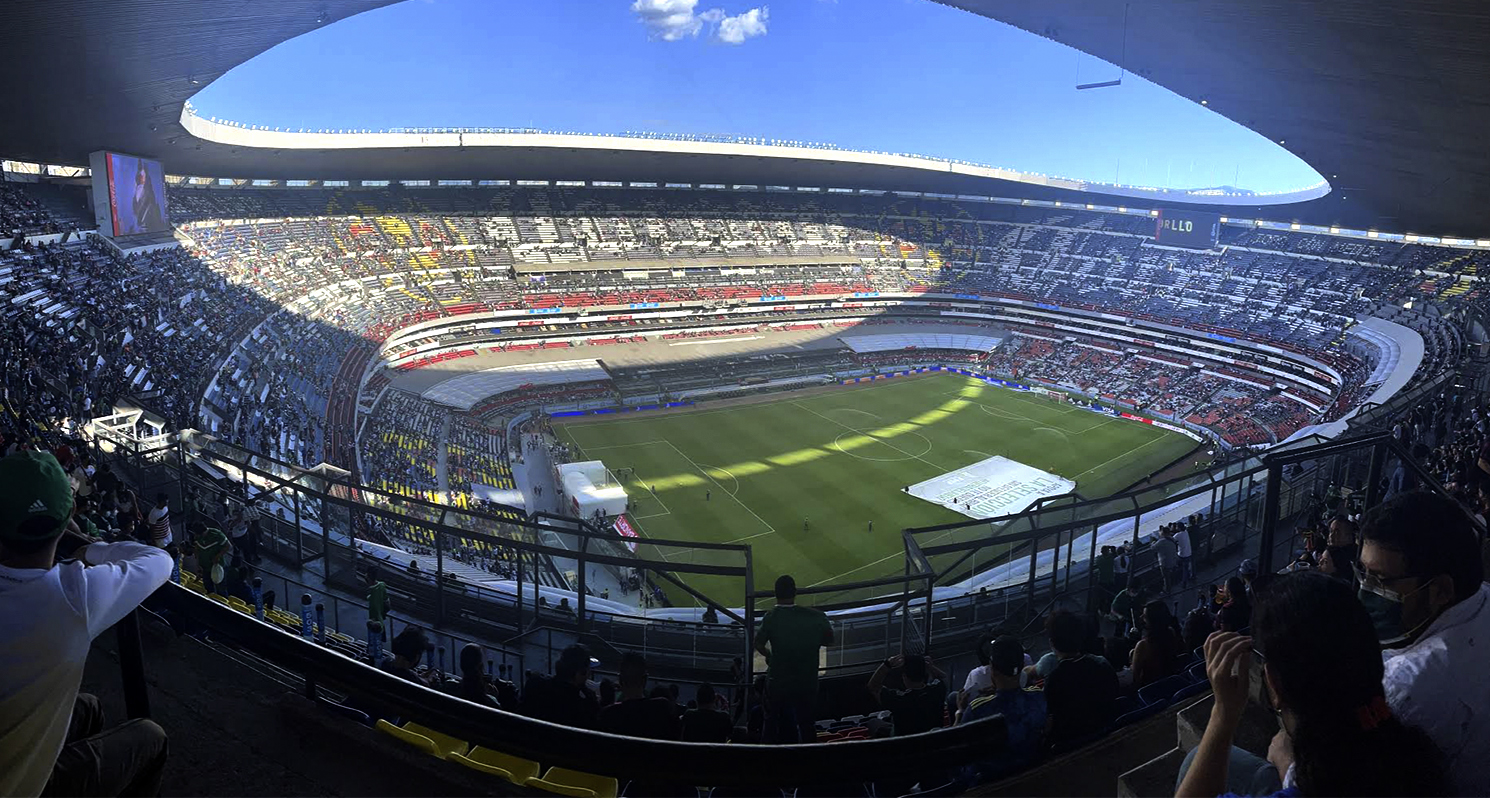
Panorámica completa del interior del estadio.

### Goles
- Luis Roberto Alves "Zague" es el máximo goleador en juegos oficiales dentro del Azteca con 159 goles (122 en liga y liguilla, 10 en la Copa de Campeones de la Concacaf, 10 en Copa México; Y 17 con la Selección nacional).[97]
- "Zaguinho" también es el mayor anotador en un solo juego efectuado en este escenario con 7 goles; marcados el 11 de julio de 1993 en el triunfo de su equipo 9-0 ante Martinica dentro de la fase de grupos de la Copa de Oro de la Concacaf 1993.
- La mayor goleada en la historia del inmueble ocurrió el 17 de octubre de 1975, cuando Brasil derrotó 14-0 a Nicaragua dentro de la primera fase del Torneo de fútbol de los Juegos Panamericanos de 1975.[98] Mientras que en juegos de clubes la marca corresponde al triunfo de Atlético Español 8-0 contra Ciudad Madero (con 5 tantos de Ricardo Brandon, la mayor cuota de un jugador en duelo de clubes)[99] del 21 de noviembre de 1974 dentro del torneo de liga 1974-75; y a la victoria por el mismo marcador de Cruz Azul sobre Arcahaie el 13 de abril de 2021, en el juego de vuelta de los octavos de final de la Liga de Campeones de la Concacaf 2021.
- 10 goles es la máxima cuota de anotaciones en partidos oficiales de clubes para el Coloso de Santa Úrsula, cifra que se logró en 3 ocasiones: América 6-4 contra Veracruz, el 4 de septiembre de 1966 en el torneo de liga 1966-67; América 7-3 sobre Atlético Morelia, el 7 de octubre de 1994 en el torneo de liga 1994-95; Y América 8-2 ante Olimpia, el 12 de abril de 2000 en la fase de grupos de la Copa Libertadores 2000.
- Luis Roberto Alves "Zague" es el máximo goleador en juegos de selecciones nacionales dentro del inmueble, con 17 anotaciones: 11 en la Copa de Oro de la Concacaf 1993, 5 en eliminatorias mundialistas y uno en partidos amistosos. No obstante, considerando los encuentros de la selección contra clubes, Enrique Borja acumuló un total de 22.

### Presencias
- En el rubro de las presencias en el inmueble, Cristóbal Ortega es el jugador con más encuentros disputados en el estadio con 337. Esto considerando todos sus juegos como local en competiciones de clubes con América, único club con el que militó por 18 años, e incluyendo los siete partidos como seleccionado nacional jugados en este inmueble.[100]
- En tanto que en la dirección técnica, Ignacio Trelles es el entrenador con más encuentros dirigidos en el estadio con 255. De igual manera, considerando todos los juegos que dirigió, tanto de local como de visitante, en competiciones de clubes y sumando sus partidos como entrenador de las selecciones nacionales (tanto la mayor, como la Olímpica en 1968). No obstante muy cerca de su registro concluyeron Raúl Cárdenas (253) y José Antonio Roca (250), también considerando todo tipo de competencias, clubes y selección, localías o visitas.[101]

### Actividad

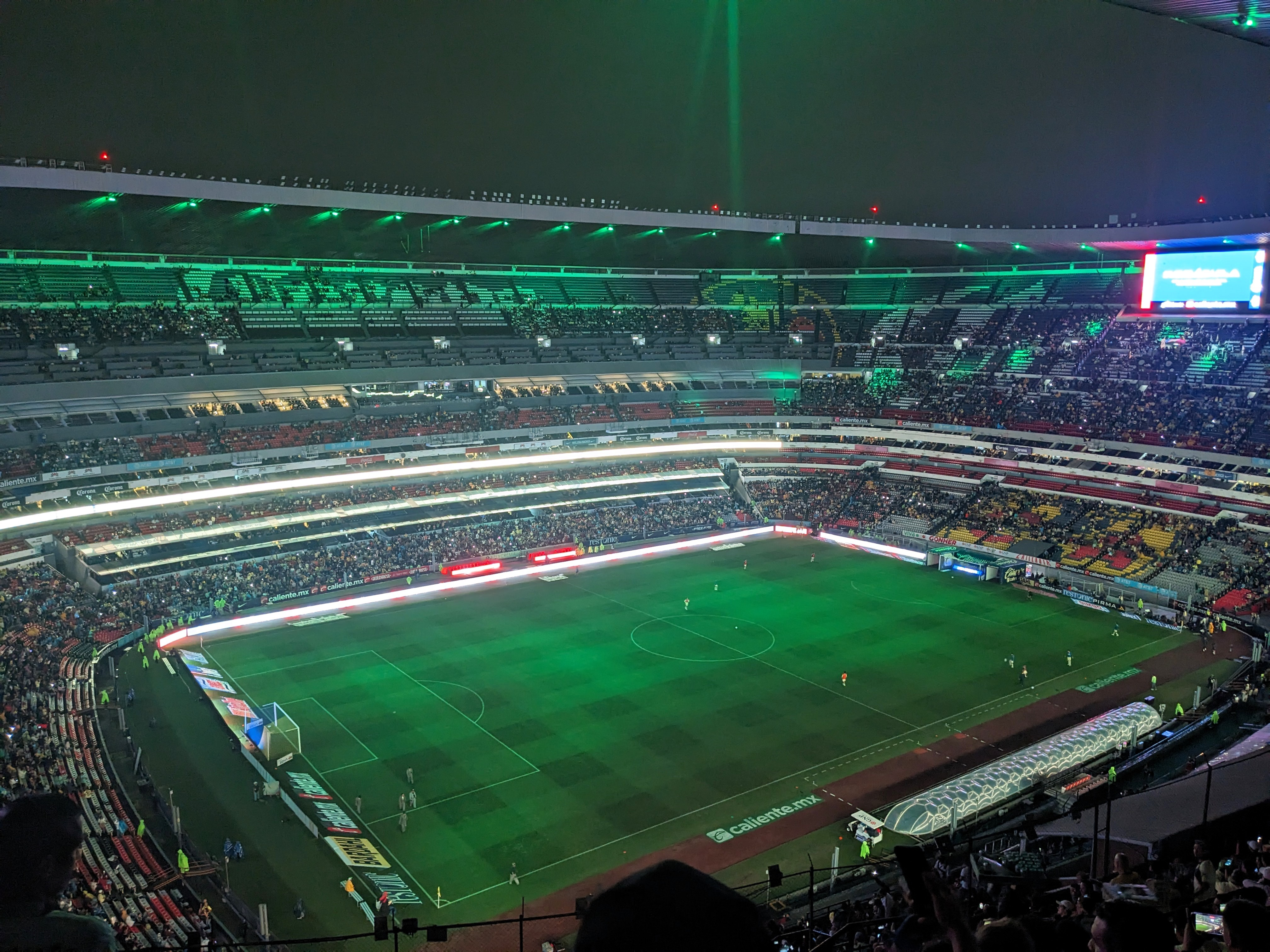
Partido del campeonato mexicano de liga en 2023.

El Estadio Azteca fue la sede compartida de cuatro clubes por doce años, entre las temporadas 1971-72 (con la llegada de Cruz Azul) y 1982-83 (con la partida de Atlante, que jugaría a partir del certamen 1983-84 en el estadio Azulgrana). Además durante sus primeros años, sería el escenario más habitual de los partidos amistosos de la selección nacional. Dadas las circunstancias anteriores, habría de alcanzar una alta cifra de actividades en todo tipo de competencias y eventos, especialmente durante sus primeros 15 años de existencia; produciéndose los siguientes hitos:
- El año de mayor actividad fue 1981; se disputaron 119 partidos en total →
  - 87 de la fase regular del torneo de liga (55 correspondientes a la segunda vuelta de la temporada 1980-81 y 32 de la primera vuelta de la campaña 1981-82).[102][103]
  - Siete de la fase final por el título de liga 1980-81.
  - Cinco amistosos de la selección mexicana.[59]
  - Doce amistosos de clubes.[104]
  - Y ocho partidos del torneo amistoso de selecciones juveniles llamado "João Havelange".[105]

- Considerando únicamente los ciclos futbolísticos locales, el de mayor actividad fue la temporada 1974-75; se disputaron 101 partidos[106] →
  - 75 de la fase regular del torneo de liga
  - Tres de la fase final por el título de liga 1974-75.
  - 22 de la Copa México 1974-75.
  - Uno de la final de la temporada de segunda división 1974-75.
- No obstante, contemplando solo al torneo de liga (fase regular y fase final), alcanzó su pico de actividad en la temporada 1978-79 al albergar 86 partidos (76 juegos del torneo regular y diez de liguilla).[107]

- En el ámbito exclusivamente de partidos internacionales destacan los siguientes registros:
  - El año de 1968 es el de mayor actividad internacional, al disputarse 39 juegos (10 amistosos de la selección mexicana, 19 amistosos de clubes y los 10 partidos del Torneo Olímpico de México 1968).
  - A nivel de torneos oficiales de selecciones absolutas la mayor cifra son los doce partidos de 1993, correspondientes a los nueve de la Copa de Oro de la Concacaf 1993 y tres del Cuadrangular final de la eliminatoria para la Copa del Mundo Estados Unidos 1994. No obstante, considerando solo un torneo, la máxima cifra fueron los 10 encuentros disputados en la Copa del Mundo de 1970.
  - En tanto que el mayor registro de partidos de competencia internacional de clubes, fue de nueve juegos en los años 1998 (5 de las dos ediciones de la Pre-Libertadores que se jugaron ese año, y 4 de la Copa Libertadores 1998), 2000 (6 de la Copa Libertadores 2000 y 3 de Copa Merconorte 2000) y 2007 (6 de la Copa Libertadores 2007 y 3 de la Copa Sudamericana 2007).

En contraste, las mudanzas sucesivas de Cruz Azul, Atlante y Necaxa, aunado a la tendencia de la selección nacional de jugar en Estados Unidos, disminuyeron constantemente su actividad. El punto más bajo fue en el año 2020 cuando solo se disputaron en el inmueble 31 partidos (23 de fase regular del torneo de liga, 3 de liguilla, un amistoso de selecciones, tres de la Liga de Campeones de la Concacaf 2020 y uno de la Liga MX Femenil); No obstante este año contó con dos particularidades, la suspensión de toda competencia y actividad a partir del 15 de marzo a consecuencia de la Pandemia de COVID-19 en México, y posteriormente en el mes de julio y parte de agosto, a causa de remodelaciones al interior del inmueble, sería hasta el día quince de este último mes, el regreso del escenario. Por lo tanto, omitiendo dichas situaciones emergentes, el año 2011 sería el de menor actividad, cuando únicamente se escenificaron en el inmueble 34 juegos (18 de fase regular del torneo de liga, dos de la Copa Mundial de Fútbol Sub-17 de 2011, tres de la Copa Libertadores 2011, un amistoso de clubes y 10 de las categorías juveniles e infantiles de la FMF).
Además de la mencionada suspensión de actividades de cinco meses por la pandemia de 2020, en otras tres ocasiones de su historia paró completamente su actividad de manera temporal, las tres para prepararse como sede de una Copa Mundial de Fútbol. Para la Copa del Mundo México 1970, el 15 de marzo los clubes locales (América, Necaxa y Atlante) participantes del campeonato de liga «Torneo México 70», al terminar la jornada cinco de la primera ronda, se trasladaron al Estadio de la Ciudad de los Deportes, esto poco más de dos meses antes de la inauguración el 31 de mayo. La actividad local se reanudó hasta el 8 de julio, en la jornada uno de la segunda fase de la misma liga «México 70», dos semanas después de la final mundialista del 21 de junio.
Para la Copa del Mundo de México 1986 la actividad cesó al concluir la participación del último de los equipos locales en acción (América), en el campeonato de liga «Torneo México 86» el 20 de febrero, poco más de tres meses antes de la inauguración del 31 de mayo. En esta ocasión, gracias al calendario, no se interrumpieron los juegos del certamen local en el inmueble, que regresó al inicio de la siguiente temporada 1986-87 el 1 de agosto, poco más de un mes después de la final mundialista del 29 de junio.
Para la Copa del Mundo Canadá-Estados Unidos-México 2026 su actividad terminó el 26 de mayo de 2024 al final del Torneo Clausura 2024, y dadas las proyecciones que contemplan un tiempo estimado de dieciocho meses para la remodelación, estaría concretando su mayor periodo de inactividad en la historia, y el Apertura 2024 fue el primer torneo de liga local completo que no tuvo la participación del Estadio Azteca desde su inauguración en 1966.

### Asistencia
- En el Estadio Azteca se jugaron seis de los diez partidos con mayor asistencia de espectadores en la historia de la Copa Mundial de Fútbol.[19][112]
- Tal como se desarrolló en los respectivos subtemas de la sección de historia del artículo, el «Coloso de Santa Úrsula» mantiene las marcas de mayor asistencia en un estadio para cuatro competencias de la FIFA: Torneo Olímpico de Fútbol, Copa FIFA Confederaciones, Clasificación para la Copa Mundial Femenina de Fútbol y Copa Mundial de Fútbol Sub-17.[30]
- Otras seis competencias internacionales tuvieron su juego con mayor aforo de la historia en el Azteca (también detallado en los subtemas respectivos): Copa de Oro de la Concacaf, Copa Libertadores, Copa Sudamericana, Copa de Campeones de la Concacaf, Copa Interamericana y Liga de Naciones de la Concacaf.[37][55][56][113][114][115][116]
- En la participación del equipo local América en la Copa Libertadores 2002, el inmueble registró el sexto mejor promedio de asistencia de la historia de la competencia con 55 701 espectadores por partido; producto de una entrada acumulada de 389 908 aficionados en seis partidos.[117]
- A pesar de la no oficialidad de la Copa Mundial Femenina de Fútbol de 1971 por parte de la FIFA, las fuentes históricas registran tres de los duelos en este inmueble, dentro de los 10 partidos de fútbol femenil con mayor asistencia. Incluso, no existe ningún registro entre los reconocidos por FIFA, que supere los 110 000 espectadores del partido final de dicho certamen.[73]
- En el caso del fútbol americano, al Estadio Azteca le pertenecen los récords de asistencia para: un partido de cualquier época y categoría en el mundo, un juego de pretemporada de la NFL y un encuentro de temporada regular de la misma liga.[61][62]

## Características

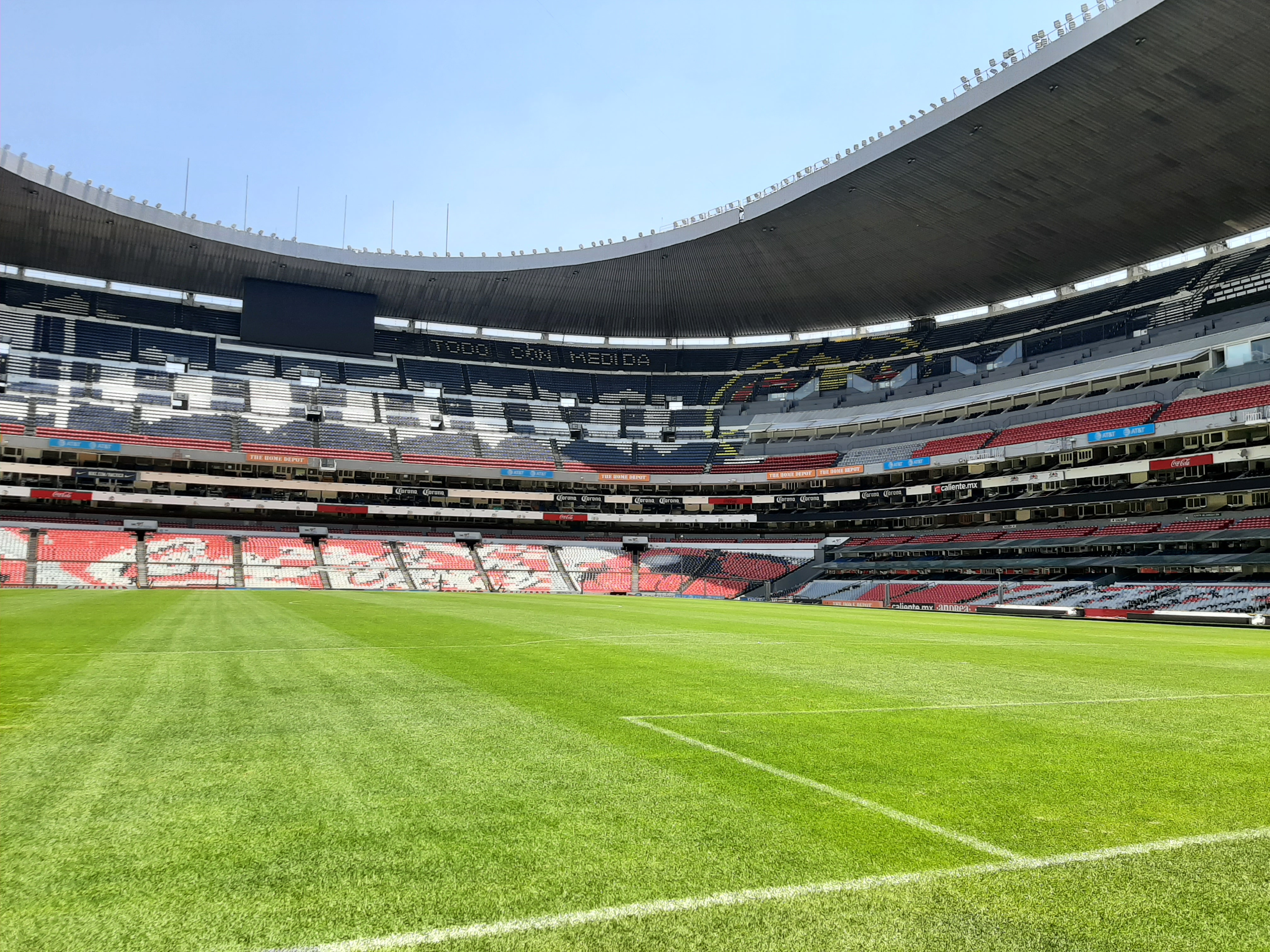
Vista de la cancha y la tribuna sur.

### Cancha

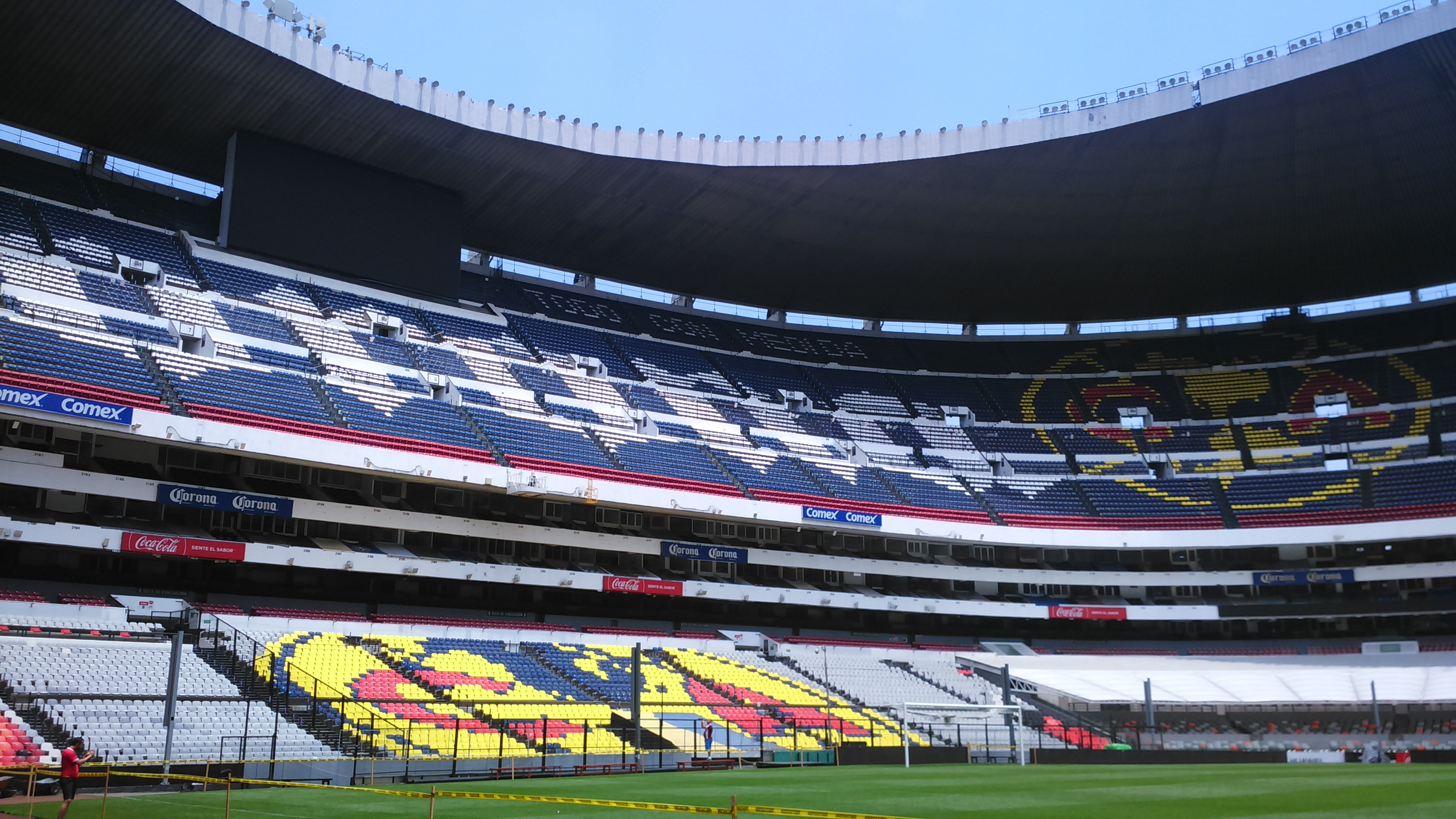
Panorámica de la cabecera norte.

El terreno de juego se encuentra a 9.5 metros por debajo del nivel de la calle y cuenta con un sistema de drenaje que evita encharcamientos y permite jugar minutos después de haber terminado una tormenta. Este consiste en una franja negra de materiales compactados (30 cm de grava y 30 cm de tierra vegetal) con filtros de arenas y grava volcánica, donde cada seis metros hay tubos de concreto perforado colocados a 45°, que cooperan con la descarga de agua, la cual fluye hacia un foso perimetral, para luego inyectar parte hacia el terreno y utilizar otro tanto para el riego. Asimismo, del centro hacia las bandas hay un leve desnivel que tiene el objetivo de eliminar el exceso de agua. Las medidas de la cancha son de 68 m de ancho por 105 m de largo (es decir 7140 metros cuadrados), como lo establece la FIFA. La posición de la cancha señala una orientación del paso del sol durante los partidos diurnos, de oriente a poniente, para evitar desventaja a los equipos. El proceso para mantener en buen estado el césped consiste en extraer segmentos cilíndricos dañados que se sustituyen por otros en buenas condiciones. Se requieren por lo menos 700 de estos cilindros después de cada partido. A este procedimiento se le agrega un sistema neerlandés de iluminación artificial que simula la luz solar, con el cual se logra acelerar el crecimiento del pasto y que éste sea más duradero y de mejor calidad, dicha tecnología es utilizada en más de 300 recintos deportivos alrededor del mundo.
El sistema de riego emplea un programa computarizado 24/7 para optimizar, medir y controlar el flujo de agua, la cual es traída de las plantas de tratamiento de la Ciudad de México. Cuenta con 40 aspersores, cada uno con un radio de 16 a 18 metros de suministro al campo, lo que cubre el cien por ciento del área del césped.
La alfombra de pasto que cubrió originalmente en 1966 la superficie de la cancha, fue traída desde Reino Unido; Después de la Copa del Mundo de 1986 se sembró un nuevo tipo de pasto denominado kikuyo («Cenchrus clandestinus»), un césped silvestre, originario de África que fue introducido en Estados Unidos y desde allí pasó a México en 1900. Su consistencia es tal vez menos fina que la del inglés, pero es menos vulnerable al ataque de insectos y al desgaste natural que se tiene en el país; debe recibir ocho horas diarias de sol directo para poder llevar a cabo la fotosíntesis y mantenerse verde.

### Evolución del Aforo

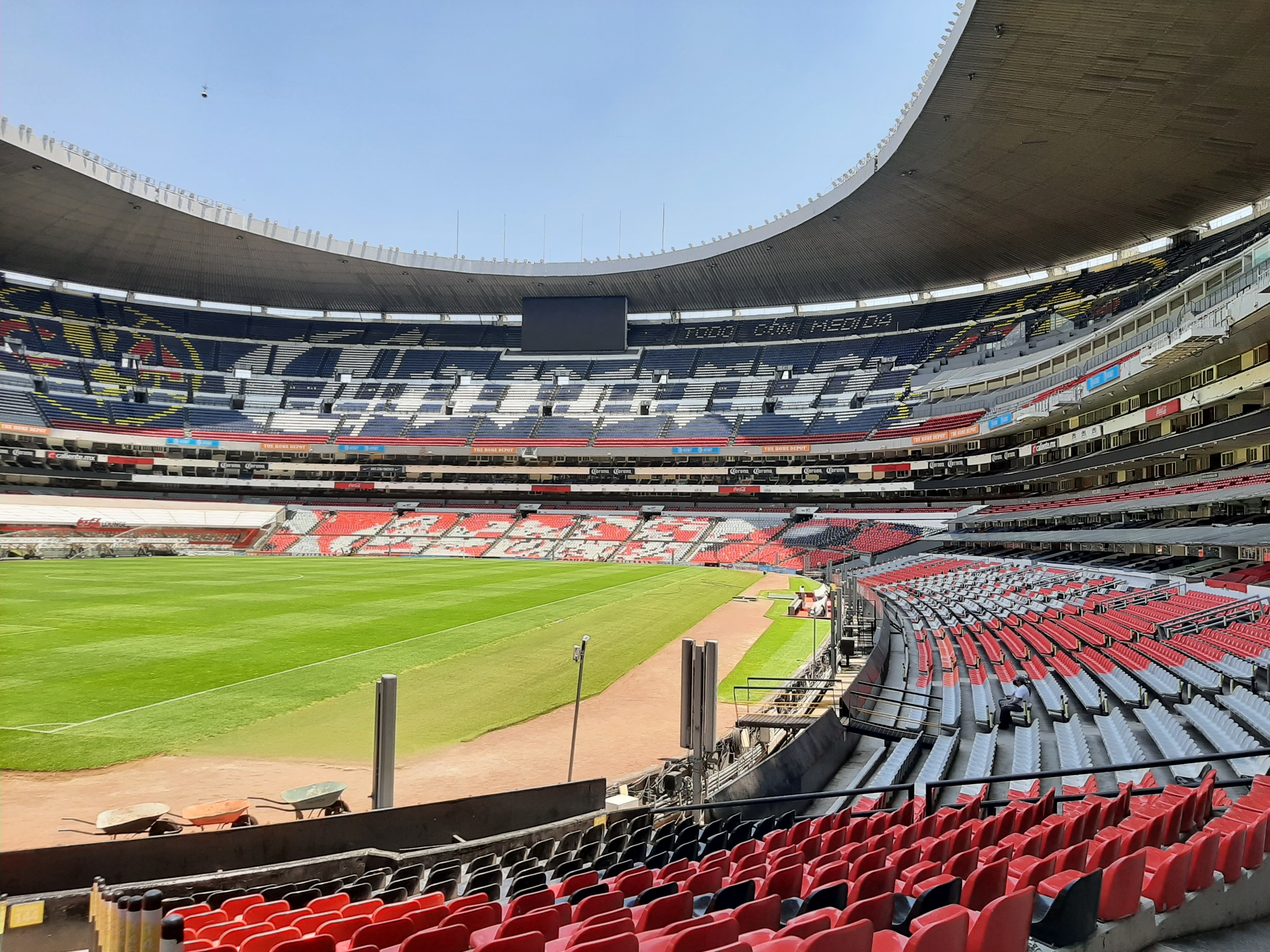
Tribuna lateral oeste.

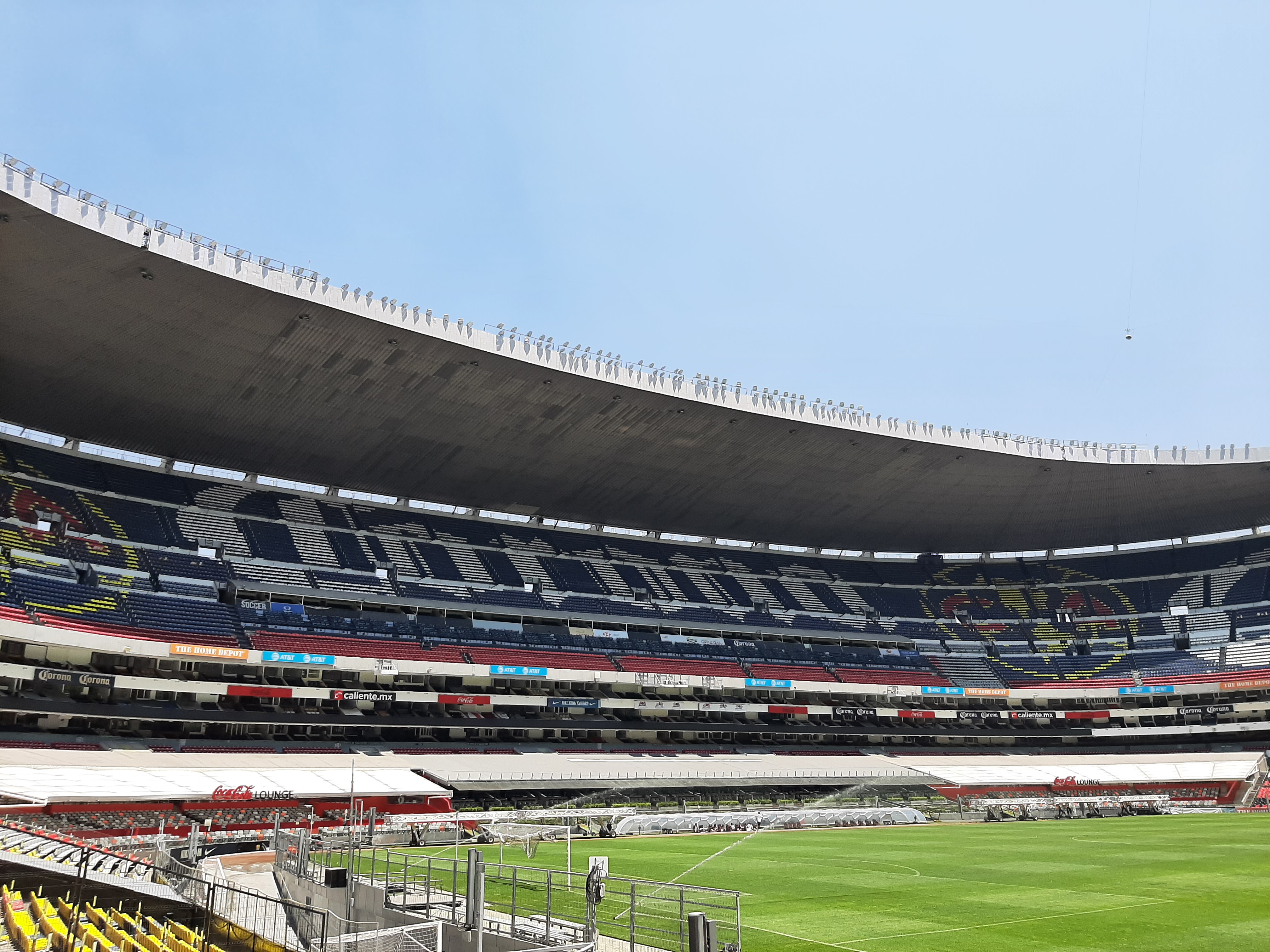
Panorama de la tribuna lateral este.

| Fecha                  | Capacidad | Remodelación                                                          | Especificaciones |
| ---------------------- | --------- | --------------------------------------------------------------------- | --- |
| 29 de mayo de 1966     | 110 000   | Inauguración del estadio                                              | Totalidad de los aficionados con asiento, el más grande del mundo en esa condición, en ese momento. |
| 1985-1986              | 115 000   | Ampliación para la Copa Mundial de Fútbol de 1986                     | Construcción de las zonas de palcos "A" y "B" en la tribuna lateral poniente; se corta la continuidad de esta respecto a las otras tribunas bajas con dos accesos independientes; se cierra el anillo de circulación en la zona general que separaba sus dos secciones para unificarlas, generando 3000 nuevos asientos. |
| enero de 1999          | 110 000   | Acondicionamiento para la Copa FIFA Confederaciones 1999              | Se colocan dos pantallas gigantes en las cabeceras de la zona general. |
| agosto de 2001         | 105 000   | Colocación de butacas en la zona especial bajo (cabeceras y tribunas) | |
| enero - marzo de 2013  | 103 000   | Colocación de butacas en toda la zona general                         | Nuevas normativas de la Liga MX para tener 100% de butacas en todos los estadios. |
| febrero - mayo de 2016 | 83 264    | Acondicionamiento para partidos de NFL                                | Construcción de zonas de palcos en la sección general y en toda la tribuna oriente del especial bajo. |

### Estructura
La fachada está conformada por 66 columnas de concreto reforzado que soportan el sistema de gradas de concreto pretensado, así como la techumbre volada de 1200 toneladas de acero laminado, la cual se eleva a 50 metros sobre las laterales y 20 metros sobre las cabeceras. Estas columnas imponentes que llevan un ritmo continuo, se van abriendo hacia arriba logrando aparentar una estructura ligera que contiene todo el proyecto y que se pierde al momento de estar dentro para apreciar entonces un espacio completamente libre y abierto. El esqueleto del estadio se diseñó con un minucioso estudio de mecánica de suelos; Consta de cuatro bloques divididos por juntas constructivas en las cuatro esquinas con separación de siete centímetros entre cada una, evitando problemas de torsión y movimientos diferenciales durante un sismo. Las graderías tienen una longitud acumulada de 55 kilómetros. El estadio tiene una altitud desde el nivel de cancha hasta la cima del techo de 58 metros.

### Zona de medios y seguridad
Al centro del lado poniente del estadio, sobre la gradería alta y con gran visibilidad desde la cancha, se ubica la tribuna de prensa, con 200 asientos, vestíbulo, sanitarios, teléfonos públicos y zonas para cámaras, y el palco de transmisiones, conformado por un estudio de televisión, cabinas de radio y televisión, cabina de sonido local, cabina de control de pantallas y sala de equipos electrónicos.

### Vestidores
Los núcleos de los vestidores están localizados en el extremo norte del estadio, con acceso independiente y conexión directa a la cancha. El estadio tiene dos áreas de vestidores, una para el equipo local y otra para el visitante. En ambas hay un vestidor estelar y uno preliminar, por si se realizan dos partidos en un mismo día. Los vestidores cuentan con cubículos individuales, regaderas, sanitarios, sala de masajes, y amplio espacio para calentamiento al interior del mismo.
Hay otro vestidor para los árbitros, con los mismos servicios, excepto la salida independiente a la cancha. Esta zona es adaptada para cubrir las necesidades de los eventos no deportivos, como camerinos, oficinas, cabinas de grabación, etcétera.

### Accesos y estacionamientos
El estadio tiene 30 túneles, cuatro accesos viales privados a palcos, seis dobles rampas peatonales, 34 accesos a la primera sección (cabeceras y laterales) y 34 accesos a la zona general. El estacionamiento general del estadio es para 4850 vehículos, más dos estacionamientos anexos con lugar para 624, tiene cinco estacionamientos internos para uso exclusivo de los titulares e invitados de los palcos.

### Iluminación y audio
La iluminación está basada en un sistema inteligente de tecnología Led, consta de 320 luces de iluminación horizontal apuntados con láser y encendido inmediato, se encuentra colocado a lo largo del aro del techo; el sistema cuenta con un lapso de rendimiento óptimo por 10 años y ahorro de 20% de consumo de energía eléctrica, respecto a las antiguas lámparas de xenón. El nivel de iluminación es el de la mayor categoría requerida para competencias internacionales, es decir «FIFA V», lo que equivale a 3500 lúmenes en horizontal y 1800 en vertical para poder transmitir por televisión en formato 4K. Adicionalmente cuenta con 138 lámparas de tecnología RGB en el interior de la techumbre, sobre las gradas, para realizar funciones de espectáculos de luces y sonido.
El sistema de audio está compuesto por 69 bocinas con tecnología de redes AVB/TSN, modelo «CAL Meyer Sound», equipadas con direccionamiento que permite ajustar la apertura e inclinación del haz para una cobertura uniforme.

### Pantallas
El estadio renovó sus pantallas gigantes en 2015 e instaló dos nuevos "cintillos de pantalla" ubicados a nivel de palco, todo ello incorpora la tecnología Led de última generación con calidad Full HD. Este proyecto corrió a cargo de Panasonic México, como parte del plan integral de renovación del Estadio Azteca, que tiene como objetivo principal, el ofrecer una mejor experiencia visual para los espectadores del recinto, así como brindar una nueva opción de difusión para los anunciantes y patrocinadores de los diferentes eventos deportivos. A pesar de que el escenario ya contaba con dos pantallas gigantes desde 1999, estas utilizaban tecnología de paneles de fósforos y no soportaban el contenido Full HD con la que se trabajaba en el Azteca. 
El sistema de renovación fue diseñado en 2014 por la nueva división de soluciones integrales B2B de «Panasonic México», y durante ese mismo año, el proyecto fue aprobado. La instalación de las pantallas de 10.24 x 21.44 metros cada una, se llevó a cabo durante el mes de abril de 2015, donde después de una serie de pruebas de desempeño y un par de ajustes, el nuevo sistema fue inaugurado en el marco de los cuartos de final de vuelta entre América y Pachuca. Gracias a la tecnología de las pantallas, el equipo de soporte técnico tiene una más fácil tarea en cuanto a mantenimiento, debido a que cada uno de los paneles que integran las pantallas, puede removerse y reemplazarse fácilmente. Estas enormes pantallas están hechas para servir 15 años a su máxima capacidad y están fabricadas con materiales muy resistentes. Son los primeros paneles de 220 m² en un estadio de fútbol y los únicos de su tipo con tecnología Led en México. En comparación con las de fósforo, las nuevas pantallas son mucho más ligeras y amigables con el medio ambiente, pues solo necesitan 50% de energía para funcionar; además, son más brillantes con menos energía.
El sistema consiste en lo siguiente:
- Dos pantallas gigantes para las cabeceras sur y norte de 10.24 x 21.44 metros cada una.
- Dos facias o cintillos en el segundo nivel de palcos de 0.96 x 160.0 metros cada una.
- Uso de paneles de tecnología Led con pitch de 20mm.
- Calidad de imagen Full HD.
- Software para optimización de imagen con función de resolución virtual y disponibilidad de múltiples efectos.
- Sistema de ventilación para circulación de aire.

### Adecuaciones y remodelaciones

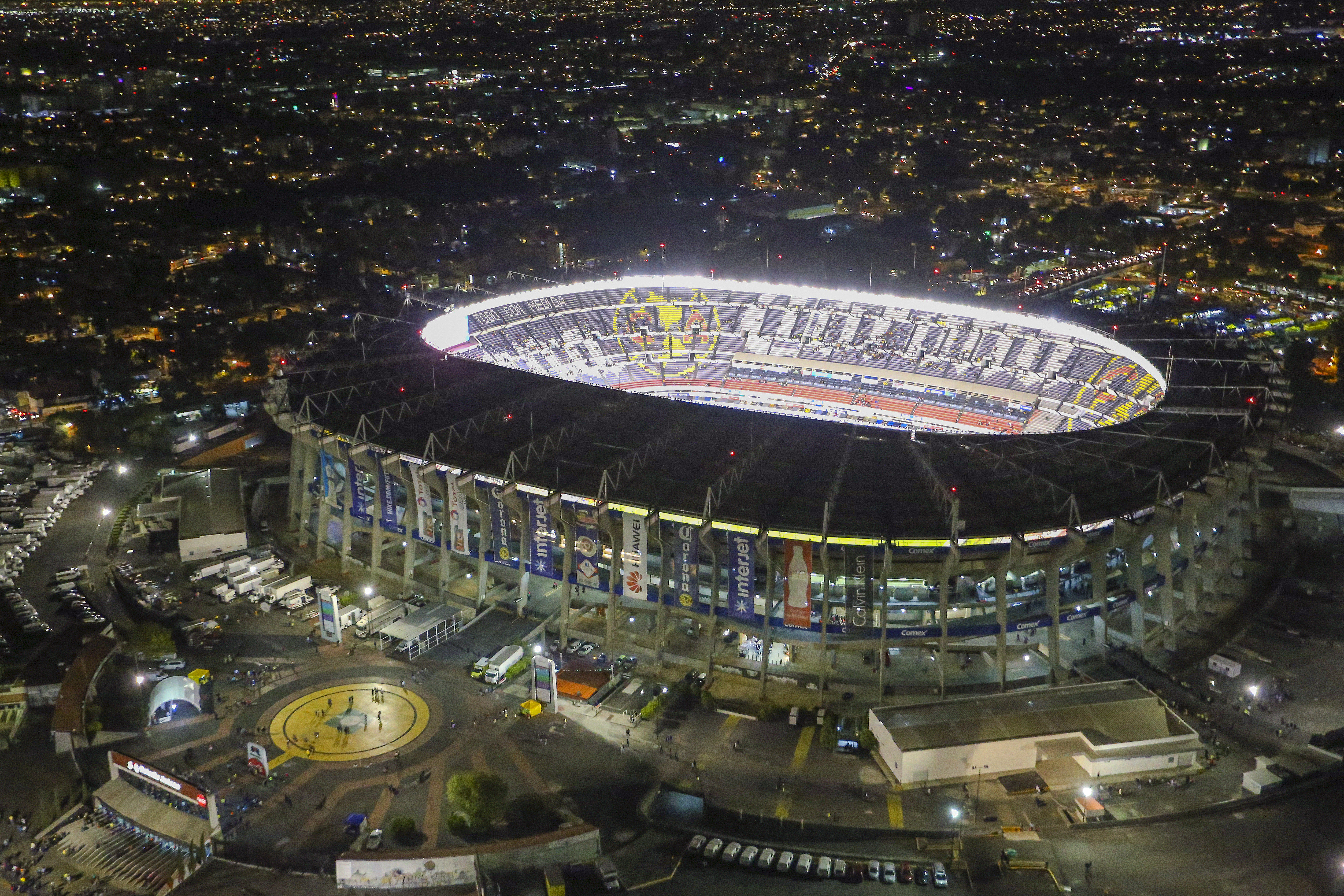
Vista aérea nocturna del estadio.

#### Ampliación 1985-1986

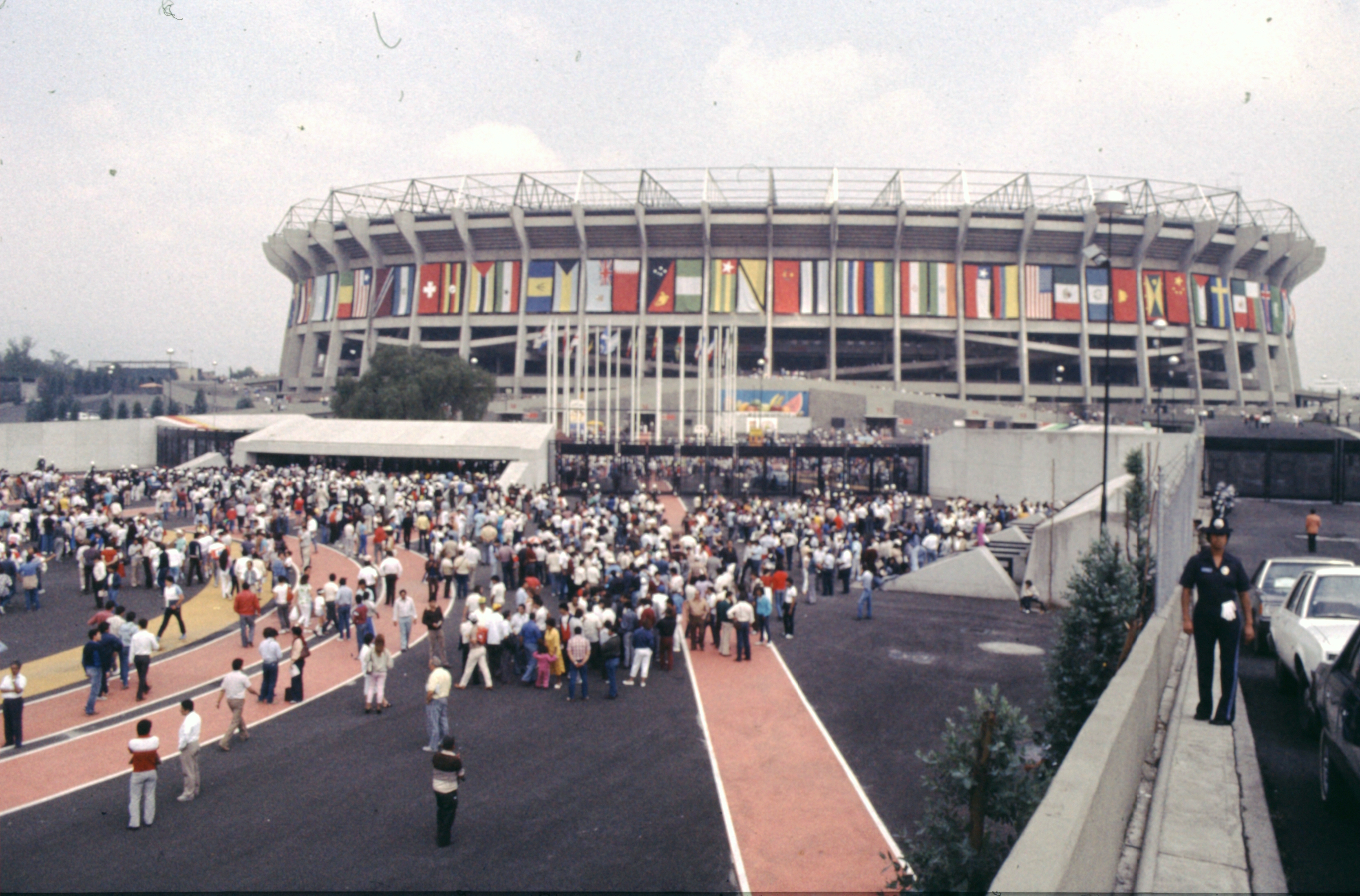
Explanada del estadio en 1986.

Para la Copa Mundial de Fútbol de 1986, con la inversión de varios cientos de millones de pesos, el Azteca cumplió con los requerimientos de FIFA, cuyos directivos pidieron se integrara un palco para dicha federación, además lugares para prensa nacional, internacional y televisión, mayor número de butacas, medidas de seguridad para el ingreso y desalojo de aficionados, área de estacionamiento, muralla protectora alrededor del estadio y puertas de seguridad para ingresar a la cancha. Pedro Ramírez Vázquez fue quien encabezó los trabajos de remodelación. Comenzó con una modificación a una de las partes longitudinales de la tribuna baja lado este, logrando dos pisos más de palcos, con 20 plazas nuevas cada uno. Un palco central para FIFA con 400 asientos. Asimismo, extendió la capacidad de las tribunas a 115 000 espectadores, para lo que fue necesario unir en un todo continuo la tribuna alta que antes se componía de dos niveles y una franja de circulación, obteniendo con esto tres mil lugares adicionales. Se instaló un conjunto central de bocinas, suspendido desde un cable en medio de la cancha, a una altura de 36 metros. Incluso se diseñó un andador desde la calle hasta el patio central, llamado paseo Azteca, donde yacen una serie de comercios. El estadio remodelado concluyó con las siguientes características.
- Accesos y salidas al estadio por vías rápidas.
- Máxima visibilidad a la cancha desde cualquier punto de palcos, plateas o gradas, de día y de noche.
- Instalaciones dotadas de las máximas facilidades y servicios para entrenadores y jugadores.
- 856 palcos privados en forma de balcones independientes a la cancha, con gran visibilidad por su relación de altura y distancia con respecto al césped y con un antepalco con sanitario propio y estacionamiento interno para dichos palcos.
- Tiempo para desalojar por completo el estadio de 18 minutos.

#### Renovaciones y ajustes 1999-2016

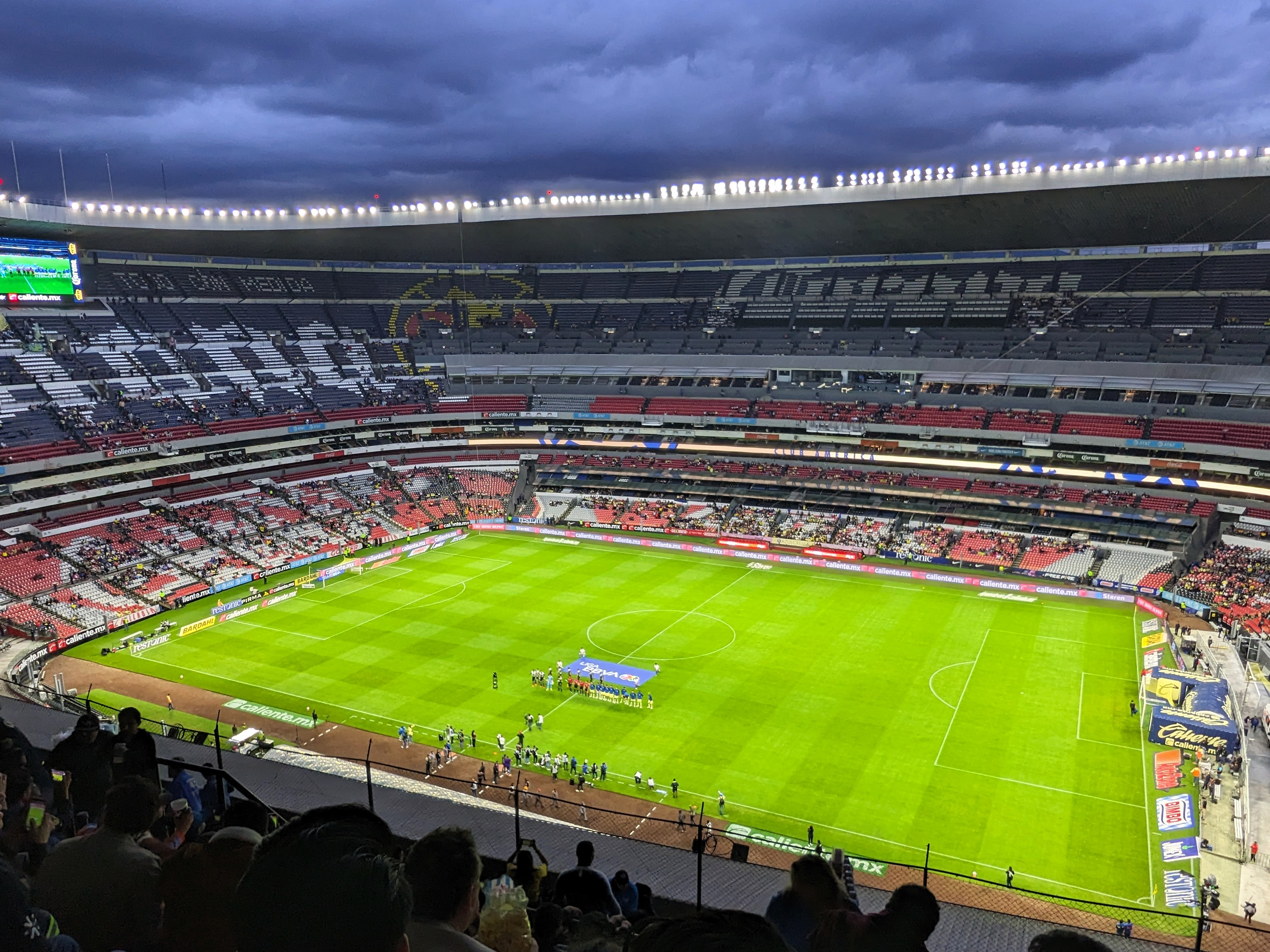
Aspecto del estadio en 2023 antes de la remodelación para la Copa del Mundo de 2026.

A lo largo de los años se la han hecho algunas adecuaciones para mantenerlo en óptimas condiciones. En 1999 con motivo de la visita del Papa Juan Pablo II y de cara a la Copa Confederaciones de ese mismo año, fueron instaladas dos pantallas gigantes de alta definición, en ese momento de las más grandes del mundo; dicha modificación le resto ligeramente su capacidad, regresandolo a sus originales 110 000 aficionados.
En 2001 bajo el patrocinio de Coca-Cola se colocaron butacas individuales en toda la zona especial bajo; Posteriormente se colocaron este mismo tipo de asientos entre 2002 y 2003 en las nuevas zonas de las partes laterales altas del estadio, la preferente y preferente plus. Adecuaciones que lo dejaron con una capacidad de 105 000 espectadores.
En 2006 a lo largo del túnel maratón, el principal camino que lleva a la cancha, se cambió el piso y se convirtió en una galería con los escudos de los 85 diferentes clubes y selecciones nacionales, así como fotografías de las grandes figuras, que hasta ese momento habían pisado el inmueble de la Calzada de Tlalpan. Los casilleros en el área de vestidores local, fueron personalizados. Se ampliaron los palcos de prensa, radio y televisión, la iluminación del estadio paso de 800 a 1000 luxes, se instaló un nuevo sistema de sonido proporcionado por la empresa Mayer Sound, se construyeron tres elevadores para personas con capacidades diferentes, se cambió piso y mobiliario de los baños en la zona general, las 66 columnas que sostienen el inmueble fueron sometidas a un proceso denominado "chuleado" para su remozamiento y limpieza, y se concretó la apertura de un restaurante en el área de especial bajo.
En 2013 como parte del proceso de renovación de la Liga MX, fueron colocadas butacas individuales en la totalidad de las localidades del estadio, con lo cual el aforo se vio reducido en un dos por ciento, (dentro del mismo plan, en 2012 previamente habían sido retiradas las rejas alrededor de la cancha, excepto las de la tribuna norte).
Como parte de los festejos por el aniversario cincuenta del inmueble y el centenario del club local (América), en el año 2016 se iniciaron una serie de adecuaciones para rehabilitar el estadio y la zona aledaña al mismo. La primera etapa de remodelación, que corresponde a la del interior del inmueble, concluyó a principios de octubre de 2016. En tanto que el proyecto en el exterior y áreas aledañas concluyó en 2019. Todo ello tenía como objetivo posicionar a México ante las eventuales candidaturas para ser sede de la Copa Mundial de Fútbol Sub-20 de 2019 y la Copa Mundial de Fútbol de 2026. Siendo la segunda mencionada la que logró obtenerse, por lo que el estadio se apresta para ser el primero en albergar una tercera Copa del Mundo de categoría absoluta.
Algunas de las mejoras fueron la creación de nuevos espacios exclusivos (tipo palcos) en algunas zonas como preferente plus y áreas de la zona especial bajo este; pintura y remozamiento de la fachada y el techo. Y se planeaba la creación y rehabilitaciones de nuevas y antiguas vialidades; construcción de un centro comercial con franquicias de alimentos, hoteles, espectáculos y entretenimiento; construcción de un restaurante en donde hoy está la zona de Hospitality y de Preferente Plus; remodelación del palco de prensa y la ampliación del restaurante que ya existe en la zona baja. El proyecto que tenía como nombre Foro Azteca, sería desarrollado por la empresa IQ Real Estate, empresa especializada en "malls" y por la compañía Alhel, la cual se encargaría de darle un toque futurista al estadio. Asimismo, dicha remodelación prometía mejoras para los habitantes de la zona para que puedan hacer actividades deportivas y de paseo, dándole especial atención al peatón. No obstante solo las adecuaciones internas se concretaron, postergando el proyecto externo indefinidamente.

#### Remodelación 2024-2026
El conjunto de remodelaciones, ya formalmente como sede designada de la Copa Mundial de Fútbol de 2026, iniciaron en 2020 con la instalación de un nuevo sistema de iluminación. La empresa «Signify», con antecedentes en los sistemas de iluminación de las sedes mundialistas de Rusia 2018, así como los estadios Stamford Bridge y Vélodrome; fue la encargada de colocar 3500 luces Led de iluminación horizontal y encendido inmediato, generadoras de 30% de ahorro de energía, todo lo anterior de conformidad con los requerimientos de la FIFA. En tanto que la empresa «Popolus» realizó modificaciones en los banquillos y zona técnica; esta compañía con antecedentes en Wembley, Estádio da Luz, Etihad Stadium y el Estadio BBVA. Finalmente, la empresa «Molcaworld» (con trabajos previos en el Wanda Metropolitano) fue la responsable de las mejoras al área de vestidores. 
Esta primera fase de la remodelación integral se llevó a cabo en el contexto de la suspensión de actividades por la Pandemia de COVID-19, por lo que los cinco meses de inactividad, también permitieron dar paso al reposo y mejoramiento del pasto en la cancha del estadio, cuyas condiciones habían quedado afectadas por la infructuosa colocación de pasto híbrido en 2018 (mismo que fue retirado en consecuencia) y el partido de NFL de 2019.
Sin embargo, el proyecto de la reestructuración del inmueble a gran escala, pasó por una serie de coyunturas que lo fueron posponiendo. Originalmente estaba programado que la renovación comenzara a inicios de 2023, y el punto de partida sería la ya mencionada modificación integral de los alrededores y el entorno urbano del «Coloso de Santa Úrsula». Pero esto encontró la resistencia de las organizaciones vecinales, que desde 2021, argumentaron conflictos como una eventual gentrificación y la desigual distribución del servicio de agua potable, que ponían en riesgo la sustentabilidad de los habitantes en los sectores populares; el conflicto concluyó en 2024 con la cancelación del plan externo de modernización. En febrero de 2023 ya se había reprogramado el comienzo para mediados del mismo año, pero tampoco ocurrió, incluso la NFL en este tenor ya había descartado su partido anual de noviembre de ese año.
Después de esto se divulgó como nueva fecha de arranque de las obras en el mes de enero de 2024, incluso los dos equipos locales, América y Cruz Azul, ya habían asignado partidos oficiales de Concacaf y Liga respectivamente en el Estadio de la Ciudad de los Deportes; no obstante las obras no empezaron, el equipo azulcrema continuo en el estadio, aunque los cementeros sostuvieron su mudanza temporal.
En medio de estos retrasos había dos problemáticas pendientes; por un lado la situación económica del propietario Grupo Televisa llevó a una solución innovadora. El 20 de febrero de 2024 se convirtió en el primer estadio del fútbol mexicano en cotizar en la Bolsa Mexicana de Valores, esto a través de la empresa "Ollamani", ente financiero escindido de Grupo Televisa para alentar la inversión en varias áreas del consorcio, como el estadio, el Club América, "Editorial Televisa", "Play City" e "Intermex". Esto como parte de la estrategia de la empresa propietaria para dar autonomía financiera al club, la editorial, la casa de juegos y la distribuidora de publicaciones, así como poder solventar los gastos de remodelación del inmueble capitalino.
La principal problemática, ya que era la que más incidía directamente en la obra arquitectónica, es el modelo de copropiedad del escenario; recordando que el conjunto de palcos de los tres anillos originales del estadio, son propiedad personal de cada titular de los mismos por 99 años (1966-2065), el inmueble no puede ser modificado sin la aprobación y participación de estos. A ello se añade, que este modelo de propiedad de palcos entra en conflicto con el sistema de entradas y asientos para las competencias de la FIFA; ya que el órgano rector del balompié asume la exclusividad en la venta de todas las localidades, incluidos los palcos, es decir, en el caso del Azteca, en detrimento de la prerrogativa del dueño de entrar sin restricciones. Por lo que  los dueños se oponian a la pérdida de su derecho contractual.
Este mismo problema se había vivido en la Copa del Mundo de México 1986 (en 1970 FIFA no ejercía la exclusividad de las entradas), cuando la FIFA solicitaba la entrega de los palcos para ventas «VIP», pero en esa ocasión se solucionó con la construcción de la zonas de palcos «A» y «B» en la tribuna lateral oeste, que no fueron entregados en propiedad y eran de libre venta. En mayo de 2024 se llegó a un acuerdo mediante el cual los dueños de palcos conservan su acceso irrestricto, el operador del estadio remodelará sus inmuebles y los propietarios colaborarán con el comité organizador para favorecer la adecuaciones exigidas por la FIFA en las zonas «VIP» y «Hospitality».
Finalmente en los últimos días de junio de 2024 se divulgó el inicio de las obras, desconociéndose en ese momento los detalles y formalidades del plan de obra, que se estima realizar durante 18 meses. Sin embargo, dadas las normativas de FIFA para las características que debe guardar un estadio mundialista se prevén reformas puntuales como: la construcción de un acceso principal para los equipos en la parte media de la tribuna lateral este, coincidiendo con la mitad del campo de juego y desapareciendo los palcos creados en 2016; debajo de esta nueva entrada deberá estar un nuevo conjunto de vestidores para jugadores y oficiales, así como el área común para medios, autoridades y cuerpo médico postpartido; se tendrá que cambiar la totalidad del embutacado, evitando el uso de marcas comerciales en el patrón de colores y adaptarlos al estándar de las normas del ente rector; ampliar la capacidad a por lo menos 91 000 espectadores; reubicación de las pantallas gigantes; se cubrirá la fachada del estadio con luces led en las columnas y uniones de estas con el techo; construcción de zonas «hospitality» en las tribunas laterales de la parte baja; traslado del área de prensa a la esquina noroeste de la zona general; remozamiento del techo; modernización de sanitarios, accesos y zonas para discapacitados.
El 14 de marzo de 2025 se concretó el financiamiento complementario de 2100 millones de pesos (106 millones de dólares) para las obras de remodelación, a través de un acuerdo de patrocinio que modificó el nombre del estadio. El 7 de mayo del mismo año, como parte del anuncio del Gobierno de la Ciudad de México de los planes y proyectos de la capital para la Copa del Mundo, se reveló como fecha tentativa de reinauguración, el 28 de marzo de 2026, con un duelo amistoso de la selección mexicana en el marco de la fecha FIFA de dicho mes.
El 11 de junio de 2025 se hicieron públicas las remodelaciones y adecuaciones para la Copa del Mundo; además de confirmarse varios de los puntos previsibles como el acceso central a nuevos vestidores, cancha, y el área común, remozamiento del techo, los 2200 m² de cubierta led en la fachada, los 7120 m² de nuevas zonas VIP, y las modernizaciones de accesos generales, servicios, y espacios para personas com movilidad limitada; se formalizaron, las instalaciones de: un nuevo sistema de drenaje, un mecanismo de inyección de aire, una cancha de pasto híbrido, 1200 antenas de red wifi, 200 cámaras de circuito cerrado para monitoreo y seguridad y 340 bocinas de última generación.

## Conciertos y eventos masivos

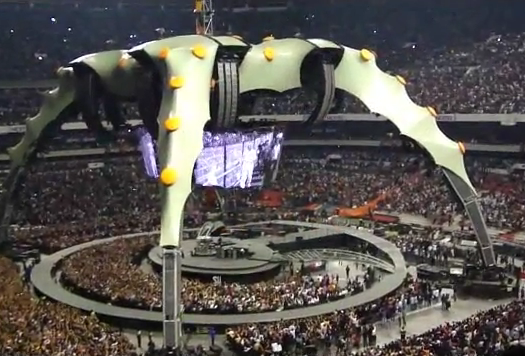
El estadio durante el U2 360° Tour el 11 de mayo de 2011.

- Se han presentado varios artistas de fama internacional:[153][154][155][156]
  - En 1983, el grupo Menudo se presentó en concierto en un evento nombrado por los medios de comunicación como «La noche que el Azteca cantó» con una audiencia superior a cien mil personas en una sola presentación.[157]
  - Elton John en 1992.
  - Michael Jackson-Dangerous World Tour en 1993, quien en sus cinco conciertos rompió el récord de asistencia masiva con una audiencia total de más de seiscientas mil personas y ganancias superiores a los doce millones de dólares.[158][159]
  - Gloria Estefan (1997).
  - Bronco (1997)
  - Juan Gabriel (1999)
  - NSYNC en 2001.
  - Jaguares y Maná aparecieron en un concierto por la paz en Chiapas en el año 2001.
  - Luis Miguel (2002).
  - Lenny Kravitz (2002).
  - U2 - Vertigo Tour- en febrero de 2006. La banda irlandesa regresó en 2011 dando tres conciertos en mayo, en el marco de la gira 360° a los que acudieron más de cuatrocientos mil espectadores.[160]
  - The Mars Volta e Iggy Pop encabezaron el cartel del evento musical Corona Music Fest 2007.
  - Enrique Bunbury en el 2009, con su Hellville de Tour (concierto que tenía previsto ser en el Zócalo de la Ciudad de México, pero por distintas causas se canceló).
  - Arctic Monkeys (2010)
  - El 2 de octubre de 2010 actuaron The Black Eyed Peas con un lleno total.
  - El DJ y productor francés David Guetta actuó en dos ocasiones, en 2011 y el 7 de marzo de 2013.
  - Paul McCartney (antiguo miembro de Los Beatles) se presentó en dos ocasiones en el Azteca, la primera en 2012 con su gira On the Run, y la segunda en octubre de 2017 ofreciendo un único concierto en el Azteca para su gira One On One, durante una presentación de tres horas de duración.[161][162]
  - Vicente Fernández se retiró de los escenarios con un último concierto titulado "Un Azteca en el Azteca" el 16 de abril de 2016.
  - El 11 y 12 de octubre de 2018, la cantante Shakira realiza dos conciertos, los cuáles estuvieron dentro de El Dorado World Tour.
  - Los Bukis (2022).
  - Bad Bunny (2022).[163]
  - RBD (2023).[164]
  - Karol G (2024).[165]

- También se celebró el denominado "Encuentro de las generaciones" con el Papa Juan Pablo II en el marco de su cuarta visita pastoral a México, el 25 de enero de 1999. Evento masivo que contó con la asistencia de 125 000 personas.[166]
- El 30 de noviembre de 2014 se realizó un homenaje llamado "Chespirito, gracias por siempre", al cuerpo del humorista mexicano Roberto Gómez Bolaños, fallecido el 28 de noviembre; el homenaje se realizó en el "Coloso de Santa Úrsula", entre otras razones, por la capacidad del recinto para recibir una gran cantidad de seguidores, porque ahí juega el Club América, equipo del cual era aficionado "Chespirito", y además dentro del inmueble se grabaron escenas de su película El Chanfle en 1979.
- El 27 de junio de 2018 albergó el cierre de la campaña electoral de Andrés Manuel López Obrador, candidato de la coalición Juntos Haremos Historia a la Presidencia de México en el marco de las elecciones federales de 2018.[167][168][169]

## En la cultura popular
- Es conocido con el sobrenombre de "El Coloso de Santa Úrsula" por encontrarse ubicado en los antiguos terrenos ejidales del pueblo de Santa Úrsula Coapa en la demarcación Coyoacán; este apelativo lo creó y popularizó el cronista Ángel Fernández Rugama.[170]
- El músico argentino Andrés Calamaro le dedicó su canción «Estadio Azteca» al recinto mexicano.[171]
- En 1998 se convirtió en el primer estadio mexicano, y uno de los dos latinoamericanos (junto al Maracaná), en ser incluido en la serie de videojuegos FIFA, de la empresa EA Sports, en su edición de ese año. Posteriormente volvería a ser incluido en la versión FIFA 07, permaneciendo de manera definitiva en dicha franquicia a partir de esa edición.[172][173]
- El Estadio aparece en el videojuego de 2019 Madden NFL 20 y se puede reubicar a una franquicia a México o jugar un partido en el Azteca.[174]
- El estadio fue escenario en la filmación de seis películas: Futbol México 70 (1970, documental oficial de la FIFA sobre dicha Copa del Mundo), El Chanfle (1979), Atlético San Pancho (2001), Matando Cabos (2004), El sueño de Iván (2011) y El que busca, encuentra (2017).[175]
- Al ser propiedad de Grupo Televisa, ha sido recurrente el uso de sus instalaciones para el desarrollo de programas o eventos vinculados con la televisora; tales fueron los casos de los eventos de cierre del Teletón entre 1997 y 2003; episodios finales de telenovelas como Amigos por siempre, El juego de la vida, El diario de Daniela y Alegrijes y rebujos, así como escenas de La jefa del campeón; eventos del programa Otro rollo; segmentos, programas y grabaciones de la sección de Televisa Deportes (hoy TUDN); y conciertos de los diversos canales y medios musicales que le pertenecen a la empresa como Telehit y Los 40 principales.

## Eventos internacionales
- Copa Mundial de Fútbol de 1970
- Copa Mundial de Fútbol de 1986

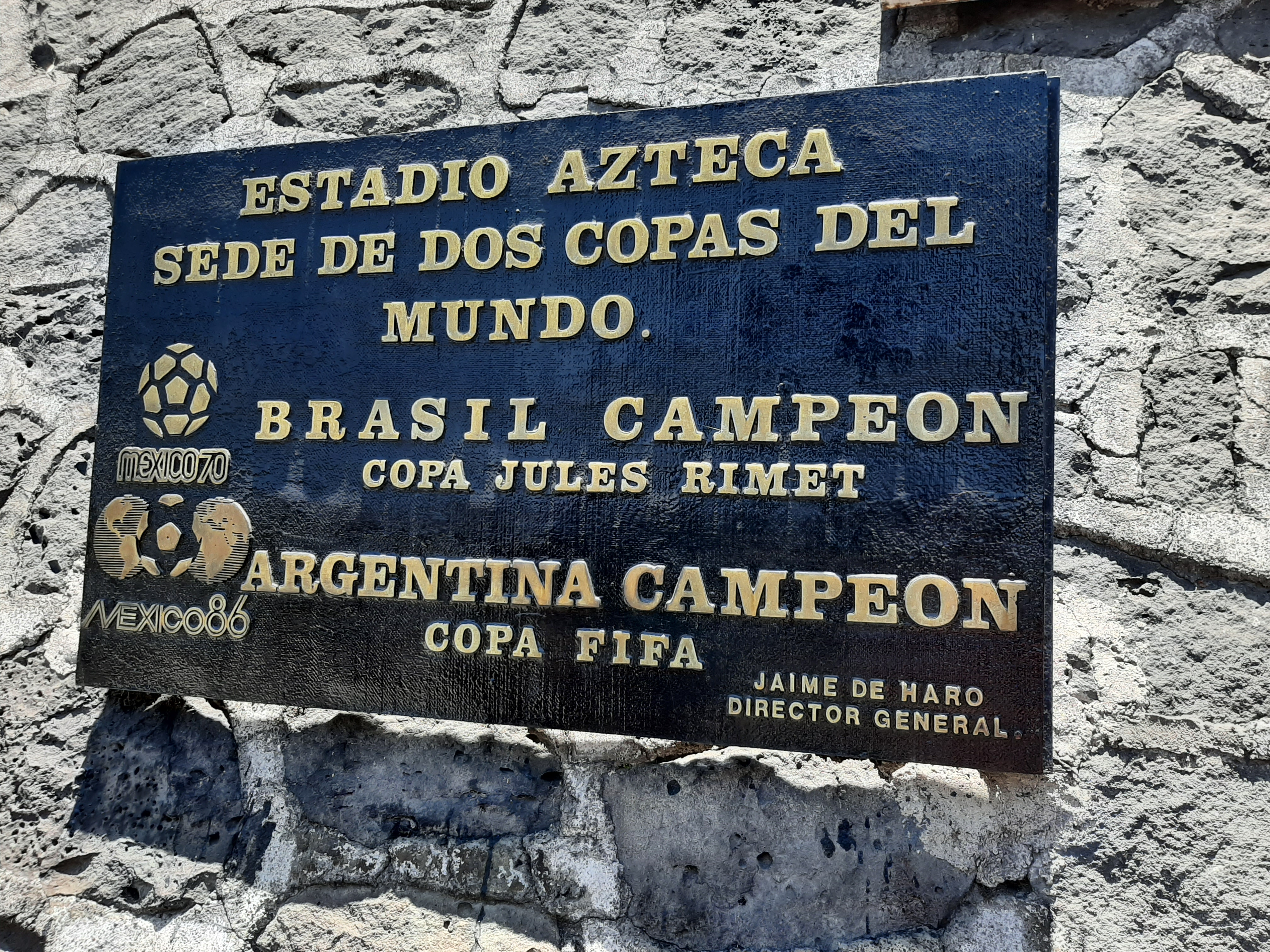
Placa en honor a las dos finales de Copa del Mundo y sus respectivos campeones.

- Juegos Olímpicos de 1968 (Torneo Olímpico de Fútbol)
- Copa FIFA Confederaciones 1999
- Copa Mundial de Fútbol Juvenil de 1983
- Copa Mundial de Fútbol Sub-17 de 2011
- Juegos Panamericanos de 1975 (Inauguración y Torneo de fútbol)
- Campeonato de Naciones de la Concacaf 1977
- Copa de Oro de la Concacaf 1993
- Copa de Oro de la Concacaf 2003
- Copa Libertadores de América
- Copa/Liga de Campeones de la Concacaf
- Copa Interamericana
- Copa Merconorte
- Copa Sudamericana
- American Bowl
- NFL Fútbol Americano (evento)
- Serie Internacional de la NFL
- Liga de Naciones Concacaf
- Copa Mundial Femenina de Fútbol de 1971
- Preolímpico de Concacaf de 1972
- Campeonato Sub-16 de la Concacaf de 1985
- Clasificación para la Copa Oro Femenina de la Concacaf de 2024

## Sumatoria de partidos en competencias oficiales
En total, hasta el 26 de mayo de 2024, se disputaron alrededor de 3606 juegos oficiales en el Estadio Azteca, que sumados a 300 juegos amistosos de clubes, combinados y selecciones nacionales de todas las categorías, además de los seis partidos de la Copa Mundial Femenina de Fútbol de 1971 (no considerada oficial por la FIFA), dan un total de 3912 partidos de fútbol (esta cifra no incluye duelos de exhibición, torneos de aficionados o de categorías no federadas); lo que lo convierte en uno de los estadios con mayor actividad en el mundo. A partir de la fecha mencionada, el inmueble estará en receso hasta la conclusión de las remodelaciones y adecuaciones de cara a la Copa Mundial de Fútbol de 2026.
| Competencia                                            | Número                        | Ref.                   |
| ------------------------------------------------------ | ----------------------------- | ---------------------- |
| Torneos de selecciones.                                |                               |                        |
| Copa Mundial de Fútbol                                 | 19                            | [ 176 ] [ 177 ]        |
| Copa FIFA Confederaciones                              | 8                             | [ 178 ]                |
| Copa de Oro de la Concacaf                             | 15                            | [ 179 ]                |
| Torneo Olímpico de Fútbol                              | 10                            | [ 180 ]                |
| Copa Mundial de Fútbol Sub-20                          | 7                             | [ 181 ]                |
| Copa Mundial de Fútbol Sub-17                          | 2                             | [ 182 ]                |
| Eliminatorias mundialistas                             | 64                            | [ 183 ] [ 58 ] [ 184 ] |
| Liga de Naciones Concacaf                              | 3                             | [ 60 ]                 |
| Eliminatoria del Campeonato de Naciones de la Concacaf | 2                             | [ 185 ]                |
| Preolímpico de Concacaf de 1972                        | 3                             | [ 186 ]                |
| Campeonato Sub-16 de la Concacaf                       | 1                             | [ 187 ]                |
| Torneo de Fútbol de los Juegos Panamericanos           | 17                            | [ 188 ]                |
| Torneos internacionales de clubes.                     |                               |                        |
| Copa Libertadores de América                           | 40                            | [ 57 ]                 |
| Copa Sudamericana                                      | 3                             | [ 189 ]                |
| Copa Interamericana                                    | 5                             | [ 190 ]                |
| Copa/Liga de Campeones de la Concacaf                  | 47 (hasta la edición 2024)    | [ 191 ]                |
| Copa Merconorte                                        | 3                             | [ 192 ]                |
| Pre-Libertadores                                       | 11                            | [ 193 ]                |
| Torneos de primera división.                           |                               |                        |
| Temporada regular de la Primera División de México     | 2608 (hasta el Clausura 2024) | [ 194 ]                |
| Fase final (Liguilla) de la Primera División de México | 253 (hasta el Clausura 2024)  | [ 194 ]                |
| Copa México                                            | 186 (hasta el Clausura 2019)  | [ 195 ] [ 54 ]         |
| Campeón de Campeones                                   | 9                             | [ 196 ]                |
| Torneo de Nuevos Valores 1978                          | 15                            | [ 197 ]                |
| Selectivo Pre Libertadores                             | 1                             | [ 198 ]                |
| Interliga                                              | 1                             | [ 199 ]                |
| Juego de desempate por el subcampeonato 1969-70        | 1                             | [ 200 ]                |
| Liguilla por el no descenso                            | 9                             | [ 86 ]                 |
| Torneos femeniles.                                     |                               |                        |
| Clasificación para la Copa Mundial Femenina de Fútbol  | 1                             | [ 201 ]                |
| Clasificación para la Copa Oro Femenina de la Concacaf | 1                             | [ 202 ]                |
| Temporada regular de Liga MX Femenil                   | 49 (hasta el Clausura 2024)   | [ 203 ]                |
| Fase final (Liguilla) de la Liga MX Femenil            | 22 (hasta el Clausura 2024)   | [ 203 ] [ 204 ]        |
| Campeón de Campeones Liga MX Femenil                   | 1 (hasta la edición 2022-23)  | [ 205 ]                |
| Torneos de subdivisiones.                              |                               |                        |
| Segunda División de México                             | 32                            | [ 206 ]                |
| Primera División "A"                                   | 62                            | [ 194 ]                |
| Torneos infantiles y juveniles.                        |                               |                        |
| Temporada regular de la Liga MX Sub-20                 | 49 (hasta el Clausura 2018)   | [ 207 ]                |
| Final de la Liga MX Sub-20                             | 8 (hasta el Clausura 2023)    | [ 207 ]                |
| Final de la Liga MX Femenil Sub-19                     | 1 (hasta el Clausura 2024)    | [ 208 ]                |
| Final de la Liga MX sub-18                             | 2 (hasta el Clausura 2023)    | [ 209 ]                |
| Final de la Liga MX Femenil Sub-18                     | 2 (hasta el Clausura 2023)    | [ 210 ]                |
| Final de la Liga MX sub-17                             | 2 (hasta el Clausura 2018)    | [ 211 ]                |
| Final de la Liga MX Femenil Sub-17                     | 1 (hasta el Clausura 2022)    | [ 212 ]                |
| Final del Torneo internacional de México sub-17        | 2 (hasta 2023)                | [ 213 ] [ 214 ]        |
| Final de la Liga MX sub-16                             | 1 (hasta el Apertura 2023)    | [ 215 ]                |
| Final del Torneo internacional de México sub-15        | 5 (hasta 2019)                | [ 216 ]                |
| Final de la Liga MX sub-15                             | 9 (hasta el Apertura 2019)    | [ 217 ]                |
| Copa México de Naciones sub-15                         | 4                             | [ 218 ] [ 219 ]        |
| Final de la Liga MX sub-14                             | 1 (hasta el Clausura 2024)    | [ 220 ]                |
| Final de la Liga MX sub-13                             | 8 (hasta el Clausura 2019)    | [ 221 ]                |

## Ubicación y acceso
El estadio Azteca se sitúa sobre la Calzada de Tlalpan (avenida que conecta el centro histórico de la Ciudad de México con el sur de la capital mexicana), específicamente en la colonia Santa Úrsula Coapa al sur de la alcaldía Coyoacán. Ocupa la manzana delimitada, además de la mencionada calzada por el lado oeste y suroeste (siendo su principal acceso), por el Circuito Estadio Azteca que lo rodea de norte a este, así como por las calles Jicualmas y avenida Imán por el sur.
Se puede acceder al estadio en transporte público a través del Tren Ligero.
- Estadio Azteca, estación 10 de la Línea 1 del Tren ligero de la Ciudad de México.
  - Dicha estación esta conectada con la Estación Tasqueña de la  Línea 2 del Metro de la Ciudad de México, a través de una estación homónima del tren ligero. La línea dos del metro hace correspondencia o enlace con otras siete líneas del metro, incluidas aquellas que hacen conexión a los puntos más importantes de la ciudad.[223][224]
  - También existen Centros de transferencia modal (CETRAM) — popularmente conocidos como paraderos — con rutas de autobuses que lo conectan a distintos puntos de la ciudad.